# Amerikai dollár
Az amerikai dollár vagy USA-dollár az Amerikai Egyesült Államok, Kelet-Timor, Ecuador, Salvador, a Marshall-szigetek, Mikronézia, Palau és Panama hivatalos fizetőeszköze. Általában a $ (dollárjel) rövidítéssel jelöljük, vagy ha szükséges, hogy megkülönböztessük a többi dollárjellel jelölt valutanemtől, akkor a US$ rövidítéssel. 1 amerikai dollár 100 centtel egyenlő.
A dollár használatát az Egyesült Államok Konföderációjának Kongresszusa fogadta el 1785. július 6-án, és a második világháború vége óta ez a legelterjedtebb pénznem és a legfontosabb tartalékvaluta a világon. Egyes országok az amerikai dollárt használják saját hivatalos fizetőeszközük gyanánt, és sok országban használják nem hivatalos másodlagos fizetőeszközként. 1995-ben több mint 380 milliárd dollár értékben volt forgalomban az amerikai dollár, és ennek a pénzmennyiségnek a kétharmada az Egyesült Államokon kívül volt. 2005-re ez a szám megkétszereződött és majdnem elérte a 760 milliárd dollárt, és becslések szerint ennek az összegnek a fele-kétharmada továbbra is az államokon kívül volt. Ez körülbelül 6,6%-os éves növekedésnek felel meg. Kína amerikai dolláros devizakészletének bruttó értéke 2006 végén elérte az 1550 milliárd dollárt, ami 342 milliárd dollárral több mint egy évvel korábban. Az amerikai deficit Kínával szemben 232 milliárd dollár.

## Története
Az amerikai dollár több mint 200 éves múltra tekint vissza. Az első dollárérméket a United States Mint (amerikai pénzverde) bocsátotta ki. Ezeknek az érméknek a súlya és összetétele megegyezett a spanyol dolláréval. Az amerikai függetlenségi háború után egyaránt volt forgalomban spanyol és amerikai ezüstdollár is.

## Érmék
| Névérték | Elnevezés     | Előlap | Hátlap | Előlapi portré        | Hátlapi motívum                         | Súly              | Átmérő   | Összetétel                   | Perem          | Forgalombeli megjelenés |
| -------- | ------------- | ------ | ------ | --------------------- | --------------------------------------- | ----------------- | -------- | ---------------------------- | -------------- | ----------------------- |
| 1¢       | penny         |        |        | Abraham Lincoln       | Union shield                            | 2,5 g (0,088 oz)  | 19,05 mm | 97.5% Zn 2.5% Cu             | Sima           | Gyakori                 |
| 5¢       | nickel        |        |        | Thomas Jefferson      | Monticello                              | 5,0 g (0,176 oz)  | 21,21 mm | 75% Cu 25% Ni                | Sima           | Gyakori                 |
| 10¢      | dime          |        |        | Franklin D. Roosevelt | Egy fáklya, egy tölgyfaág és egy olajág | 2,268 g (0,08 oz) | 17,91 mm | 91.67% Cu 8.33% Ni           | Recés          | Gyakori                 |
| 25¢      | negyed dollár |        |        | George Washington     | Sas                                     | 5,67 g (0,2 oz)   | 24,26 mm | 91.67% Cu 8.33% Ni           | Recés          | Gyakori                 |
| 50¢      | fél dollár    |        |        | John F. Kennedy       | USA-címer                               | 11,34 g (0,4 oz)  | 30,61 mm | 91.67% Cu 8.33% Ni           | Recés          | Ritkább                 |
| $1       | dollár        |        |        | Amerikai elnökök      | Szabadság-szobor                        | 8,10 g (0,286 oz) | 26,50 mm | 88.5% Cu 6% Zn 3.5% Mn 2% Ni | Perem- felirat | Ritkább                 |

Hivatalosan az amerikai dollár pénzrendszere így épült fel: 1 eagle = 10 dollár = 100 dime = 1000 cent. Az alapegység az ezüst 1 dolláros volt, amely egy 26.73 gramm súlyú, 90 % ezüsttartalmú, 38.1 mm átmérővel rendelkező érmét jelentett a gyakorlatban. Az érmék rézből (1/2 cent, 1 cent, 2 cent), nikkelből (3 cent, 5 cent), ezüstből (3 cent, 1/2 dime, 1 dime, 20 cent, 1/4 dollár, 1/2 dollár, 1 dollár), vagy aranyból (1 dollár, 2,5 dollár, 3 dollár, fél eagle (5 dollár). 1 eagle (10 dollár), dupla eagle (20 dollár) készültek.
Az amerikai dollár története során tehát a következő névértékű érmék voltak forgalomban: 1/2 cent, 1 cent, 2 cent bronz, 3 cent ezüst, 3 cent nikkel, 5 cent nikkel, fél dime ezüst, 1 dime, 20 cent, negyed dollár, fél dollár, 1 dollár ezüst, 1 dollár arany, 2.5 dollár arany, 3 dollár arany, 5 dollár arany, 10 dollár arany, 20 dollár arany. Az aranyérmék verése a gazdasági világválság következtében 1933-ban megszűnt. Az 1 dime, negyeddollár, féldollár névértékű érmék egészen 1965-ig 90 % ezüsttartalommal készültek, eztán csak a féldolláros tartalmazott 40 %-nyi ezüstöt 1970-ig. Az ezüst 1 dollárosok verése 1934-től szünetelt. Az utóbbi évtizedekben jelentős mennyiségben készülnek arany és ezüst befektetőérmék is.
A régebbi kiadású érmék közül több is jelentős numizmatikai értékkel bír. Az egyik legdrágább az 1933-ban kibocsátott aranyérme a dupla sas („double eagle”), mely 2021-ben aukción 19,5 millió dollár értéken cserélt gazdát.

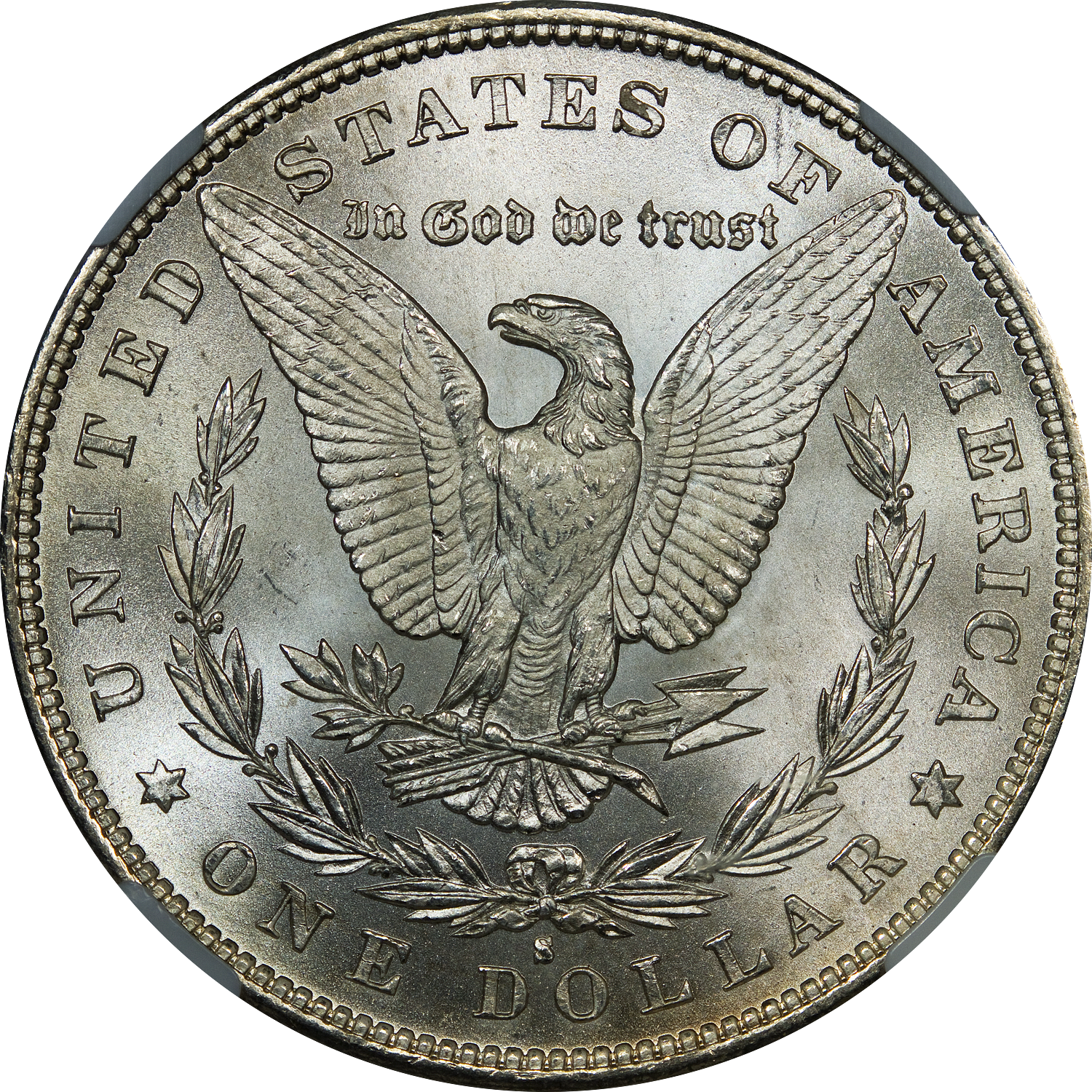
Amerikai 1 dolláros Morgan-típusú ezüstérme hátoldala, 1878–1904 között és 1921-ben verték
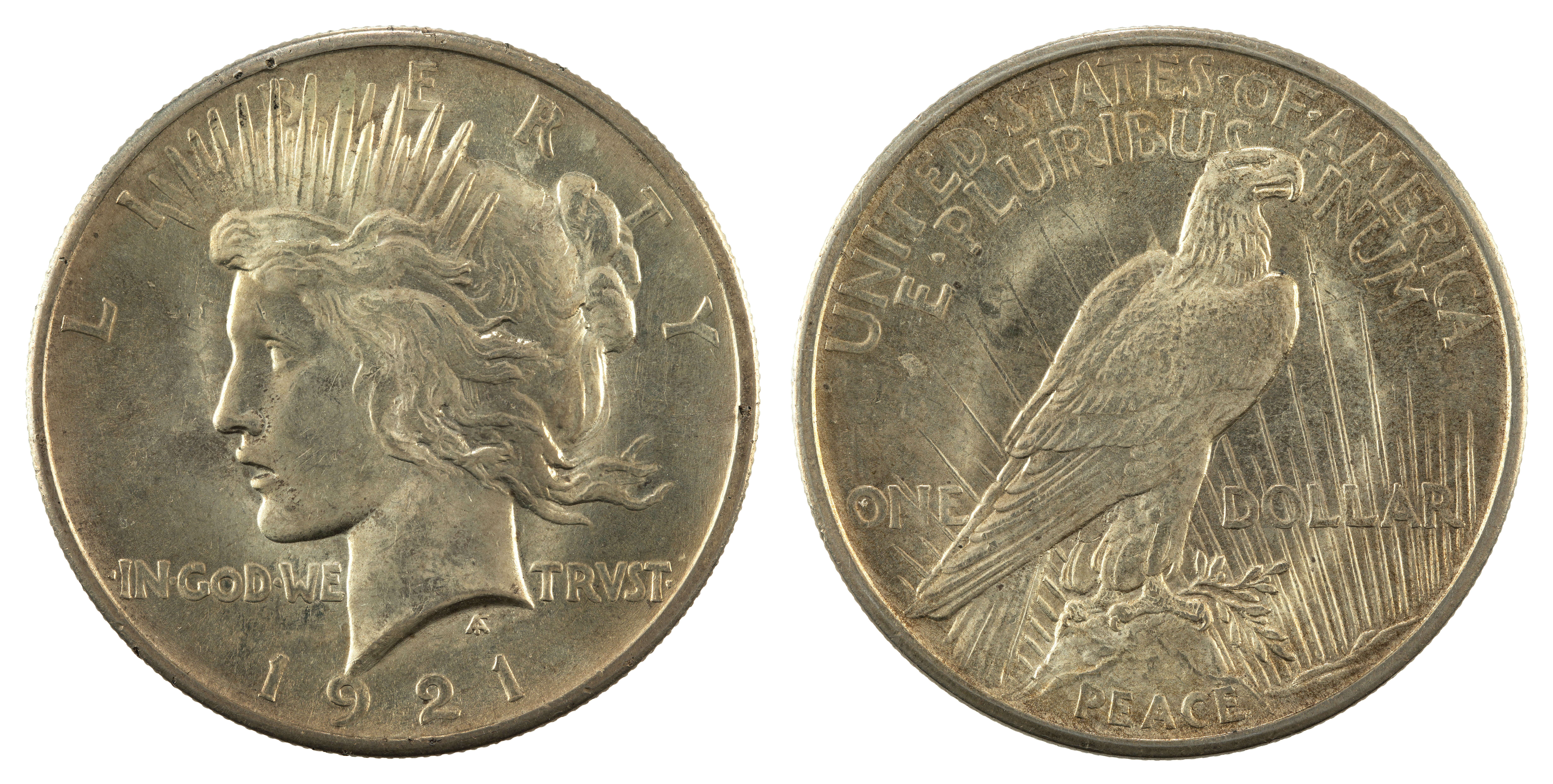
Peace, azaz béke-típusú 1 dolláros ezüstérme elő- és hátoldala. Az 1921–1928 és 1934–1935 között kibocsátott érme volt az utolsó forgalmi ezüstdollár
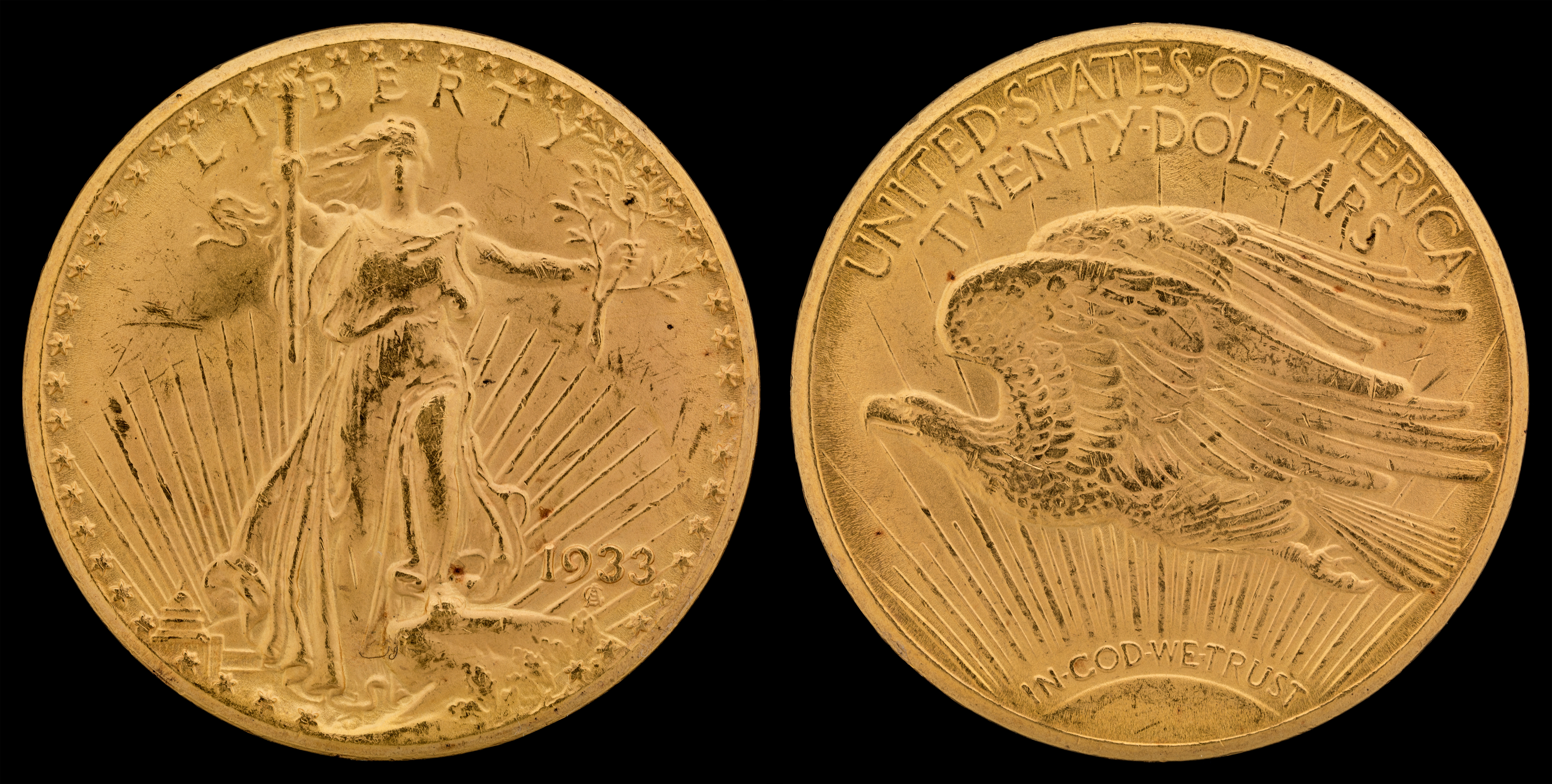
Amerikai Saint Gaudens-típusú arany 20 dolláros „double eagle” érme

## Bankjegyek
Az amerikai dollárbankjegyek két méretben készültek, 1861 és 1928 között 187 x 79 mm (large size note), 1928 óta pedig 156 x 67 mm (small size note) kivitelben.
Az Amerikai Egyesült Államokban a polgárháború előtt a papírpénz kibocsátás kereskedelmi bankok révén bonyolódott, szabályozása sem a föderális állam, hanem az egyes tagállamok hatásköre volt, kivételt képezett a Bank of North America (hivatalosan: The President, Directors, and Company, of the Bank of North America) First Bank of the United States (hivatalosan: The President, Directors and Company, of the Bank of the United States) és a Second Bank of the United States esete, melyek bizonyos központi banki funkciókat ellátó, szövetségi szinten privilegizált magánbankok voltak. Részben papírpénzként funkcionáltak a polgárháború előtt rendszeresen kibocsátott kamatozó kincstárjegyek (interest-bearing Treasury Notes) is. 1861 után párhuzamosan különböző állami, félállami és kereskedelmi banki kibocsátások léteztek, de 1971 óta már csak a Federel Reserve Note típust használják. 1928 előtt a különböző típusú dollárszériák (United States Note, Silver Certificate, Gold Certificate, National Currency Federal Reserve Bank Note, Federal Reserve Note, National Currency National Bank Note, National Gold Bank Note) külső megjelenésükben teljesen eltértek egymástól, a dizájn egységesítésére a kisebb méret bevezetésével került csak sor. 1862 és 1876 között az érmehiány enyhítésére a dollár állam- és bankjegyeknél jóval kisebb méretben, 3, 5, 10, 15, 25 és 50 cent névértékben, több sorozatban Fractional Currency típusú cent államjegyeket is kibocsátottak.
| Típus:                                      | Kibocsátás időszaka: | Kibocsátott címletek:                                        |
| ------------------------------------------- | -------------------- | ------------------------------------------------------------ |
| Demand Note                                 | 1861 – 1862          | $5, $10, $20                                                 |
| United States Note                          | 1862 – 1971          | $1, $2, $5, $10, $20, $50, $100, $500, $1000, $5000, $10 000 |
| Fractional Currency                         | 1862 – 1876          | 3, 5, 10, 15, 25 és 50 cent                                  |
| Gold Certificate                            | 1863 – 1933 (1934)   | $10, $20, $50, $100, $500, $1000, $5000, $10 000, $100 000   |
| Silver Certificate                          | 1878 – 1964          | $1, $2, $5, $10, $20, $50, $100, $500, $1000                 |
| Treasury Note (Coin Note)                   | 1890 – 1893          | $1, $2, $5, $10, $20,$50, $100, $1000                        |
| National Currency National Bank Note        | 1863 – 1935          | $1, $2, $5, $10, $20, $50, $100, $500, $1000                 |
| National Gold Bank Note, California         | 1870-1875            | $5, $10, $20, $50, $100, $500                                |
| National Currency Federal Reserve Bank Note | 1915 – 1934          | $1, $2, $5, $10, $20, $50, $100                              |
| Federal Reserve Note                        | 1914 -               | $1, $2, $5, $10, $20, $50, $100, $500, $1000, $5000, $10 000 |

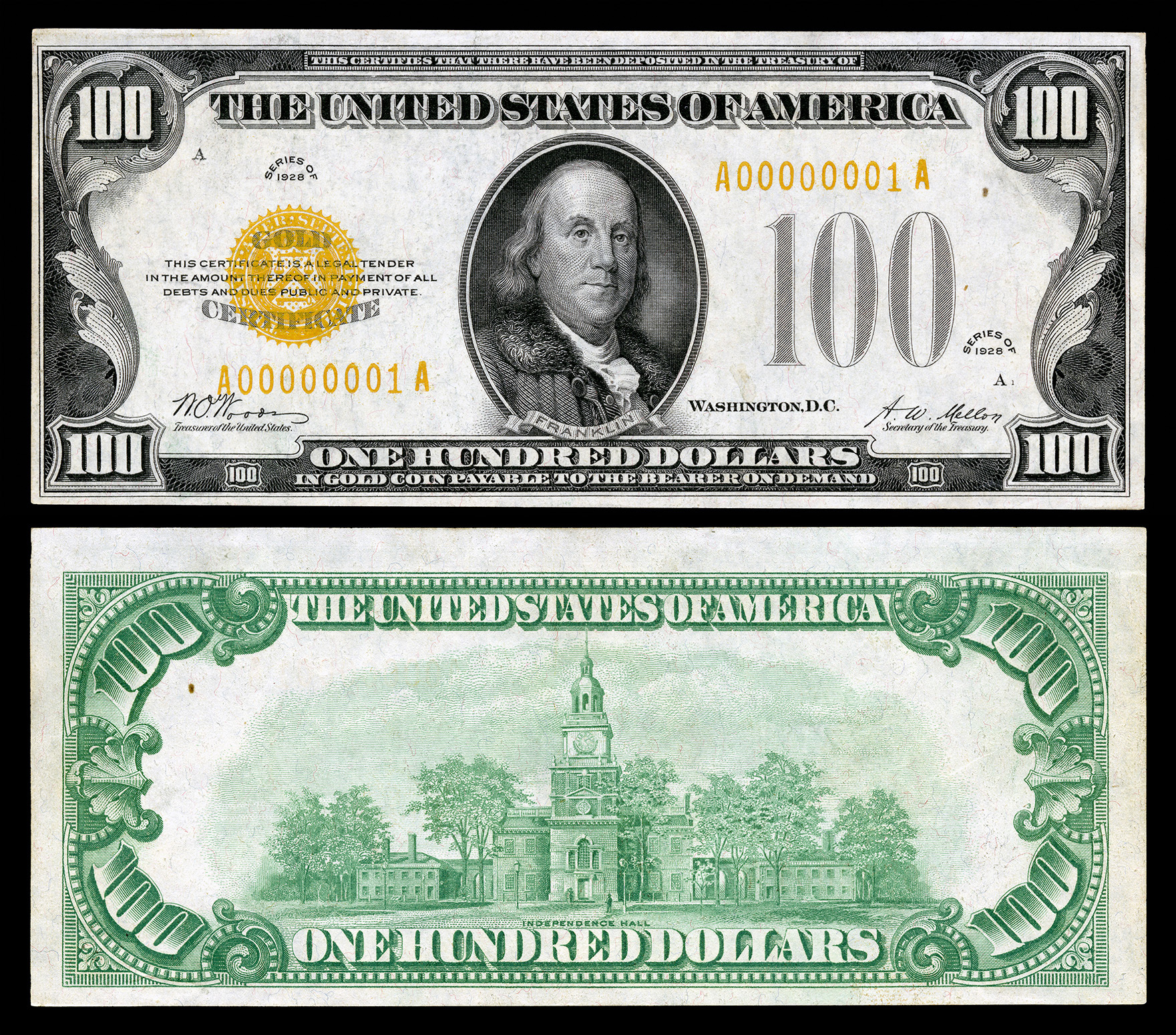
Gold Certificate, azaz aranyérmékre váltható 1928-as szériájú 100 dolláros államjegy, sárga kincstári címerrel és sorozatszámokkal. A típus 1928 és 1933 között került forgalomba.
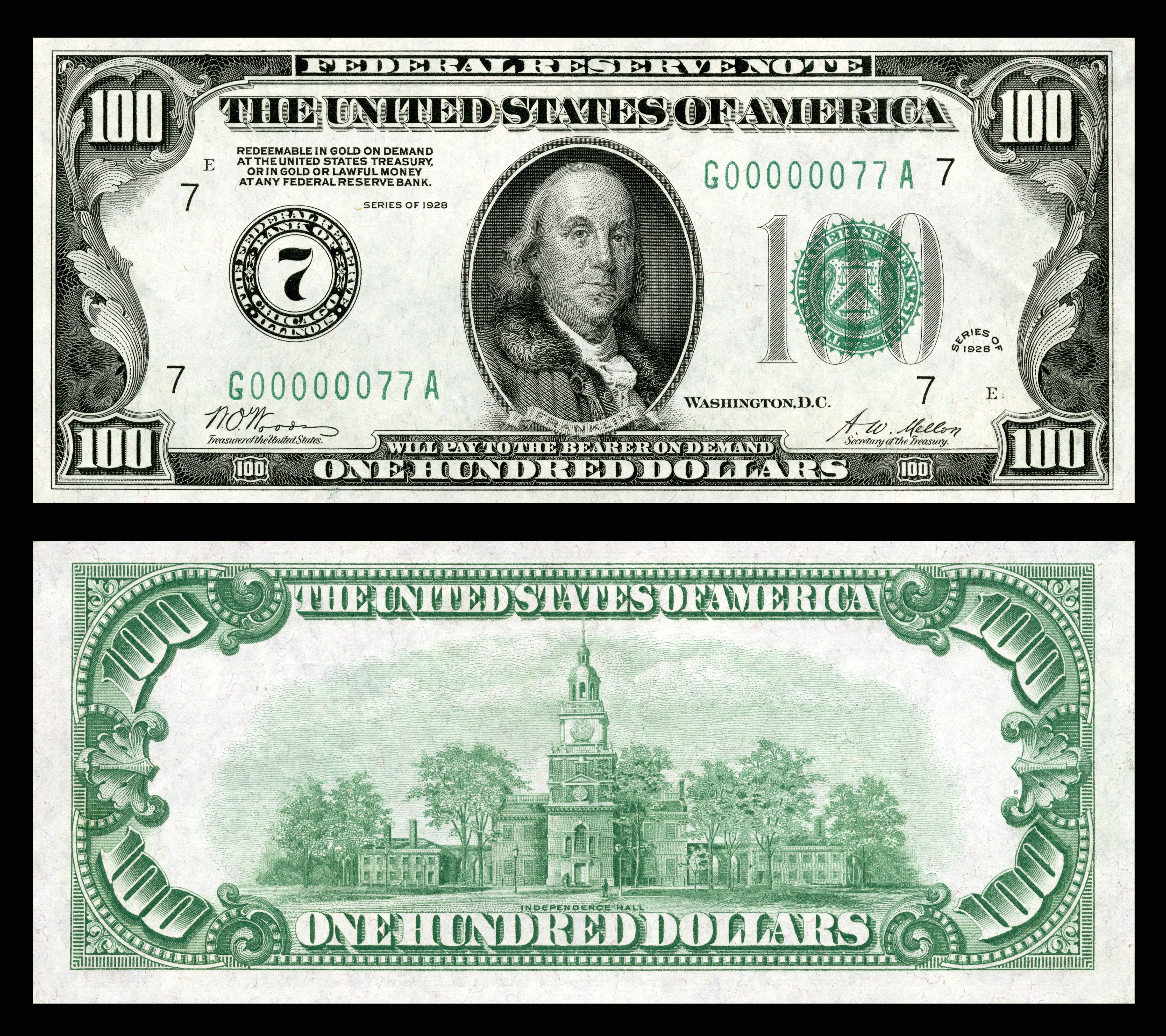
Federal Reserve Note típusú, az FRB of Chicago, Illinois által kiadott, 1928-as szériájú 100 dolláros bankjegy zöld kincstári címerrel és sorozatszámokkal. A bank jelvénye a bal oldalon számmal 7.
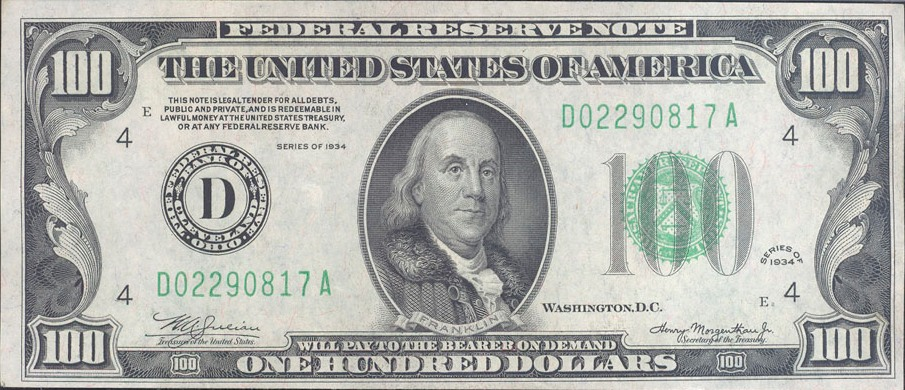
Federal Reserve Note típusú, az FRB of Cleveland, Ohio által kiadott, 1934-es szériájú 100 dolláros bankjegy zöld kincstári címerrel és sorozatszámokkal. A bank jelvénye a bal oldalon betűvel D. Ezt a típust egészen 1995-ig bocsátották ki.
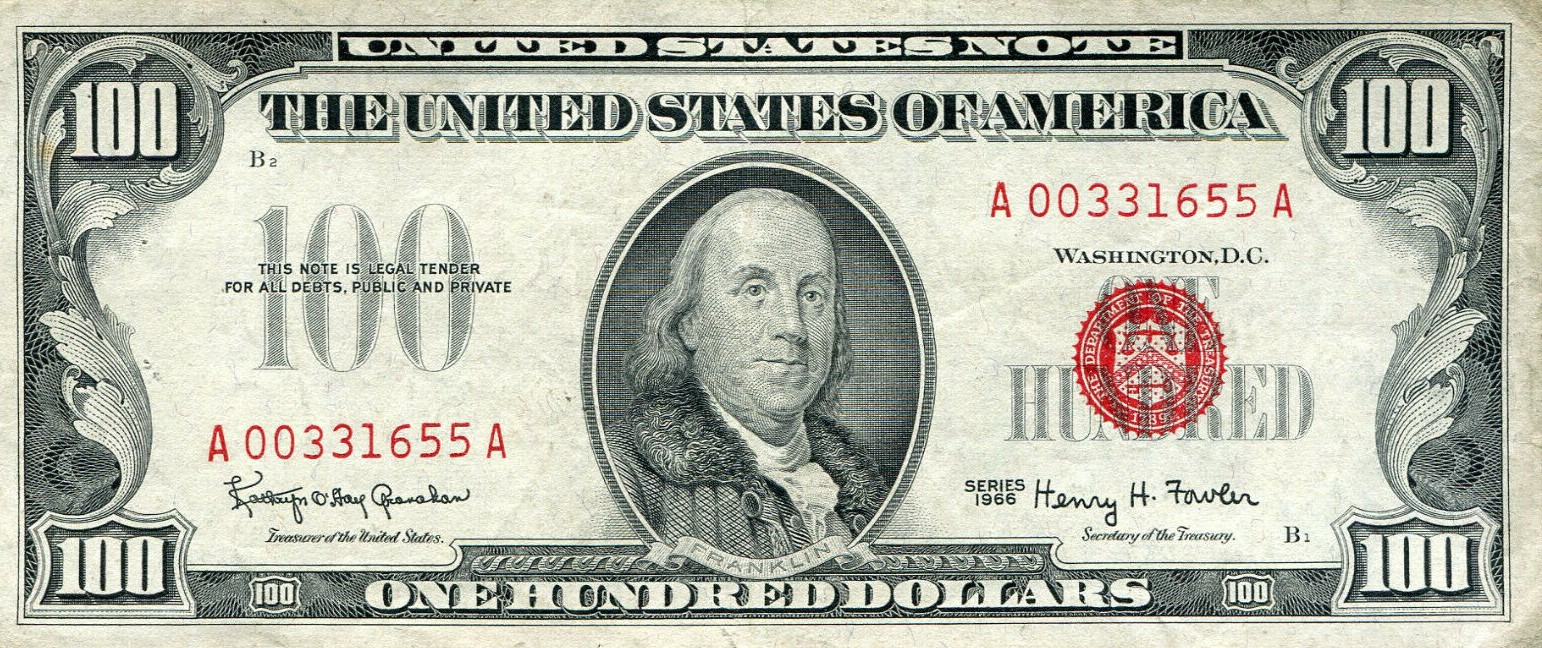
United States Note típusú, az amerikai államkincstár (U.S. Treasury) által kibocsátott, 1966-os szériájú 100 dolláros államjegy piros kincstári címerrel és sorozatszámokkal. A típus 1966 és 1971 között került forgalomba
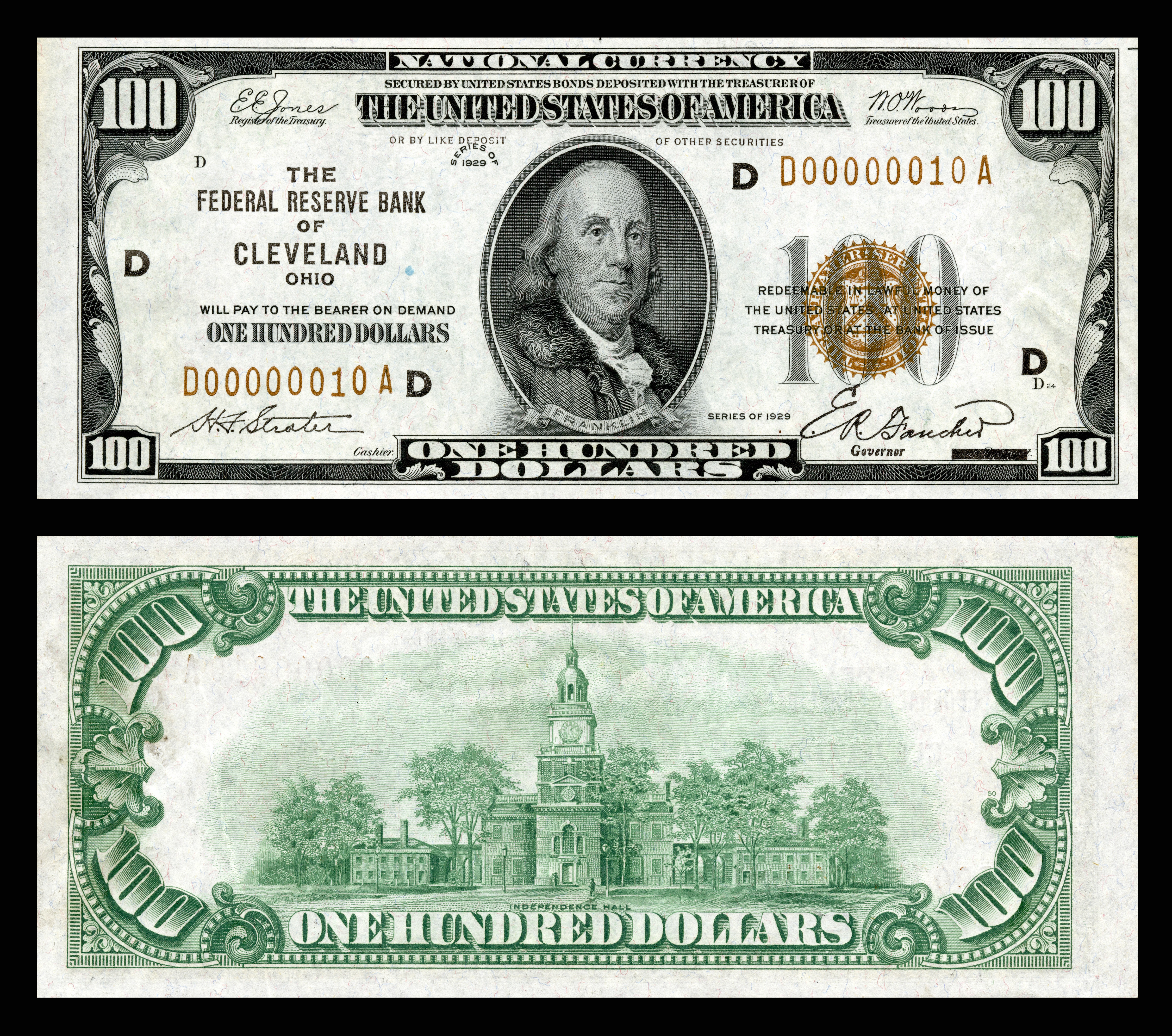
Fereral Reserve Bank Note típusú, az FRB of Cleveland, Ohio által kibocsátott 1929-es szériájú 100 dolláros bankjegy barna kincstári címerrel és sorozatszámokkal. A típus 1929 és 1935 között került forgalomba.
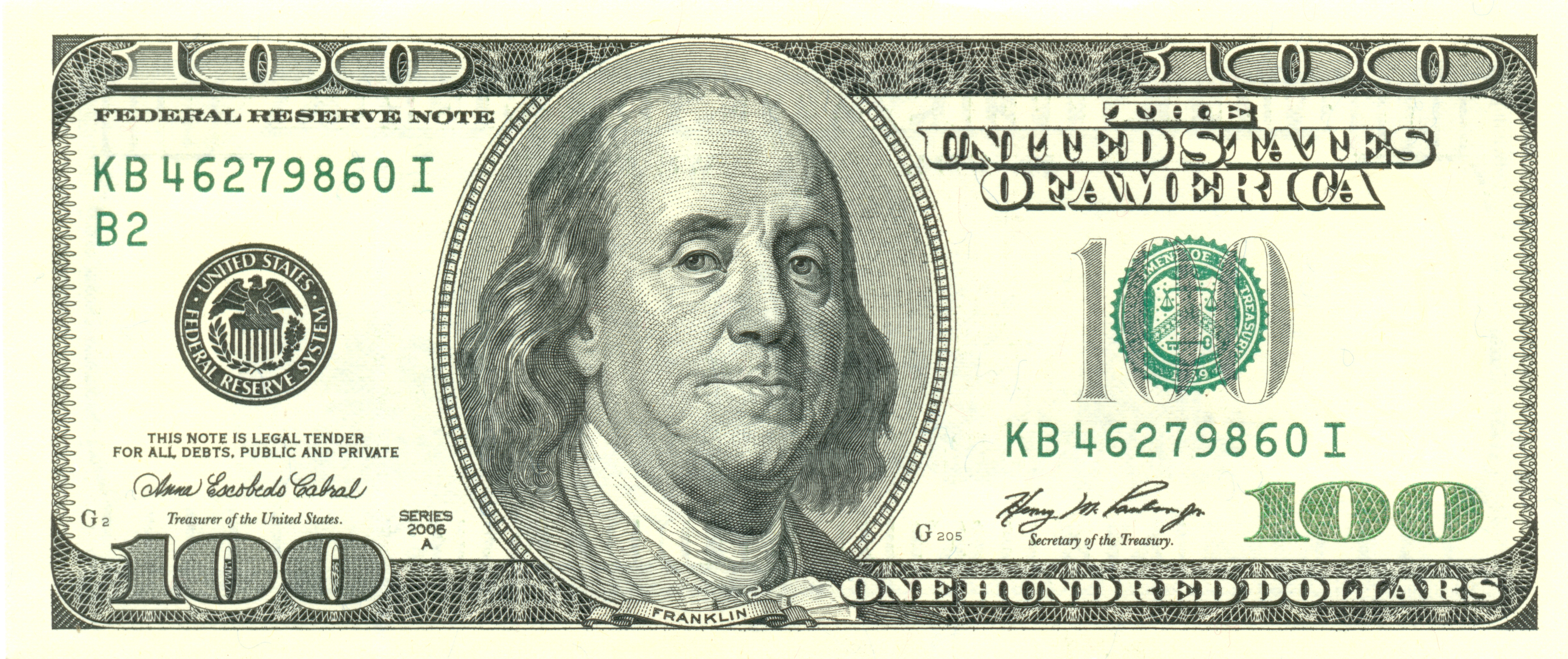
Fereral Reserve Note típusú, az FRB of New York, New York által kibocsátott 2006 A szériájú 100 dolláros bankjegy. A típus 1996 és 2013 között került forgalomba.
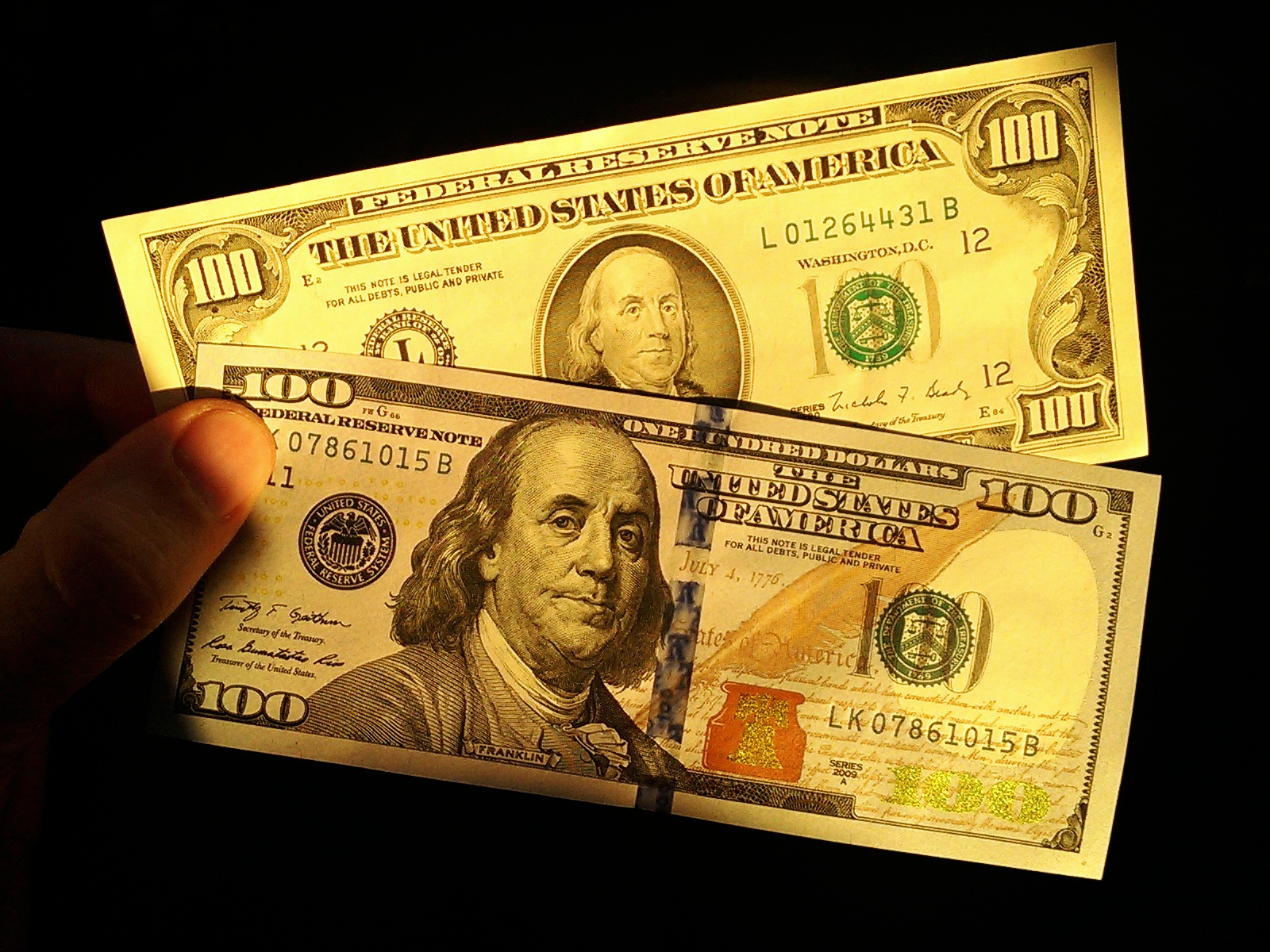
1990-es és 2013-as szériájú 100 dolláros bankjegyek.
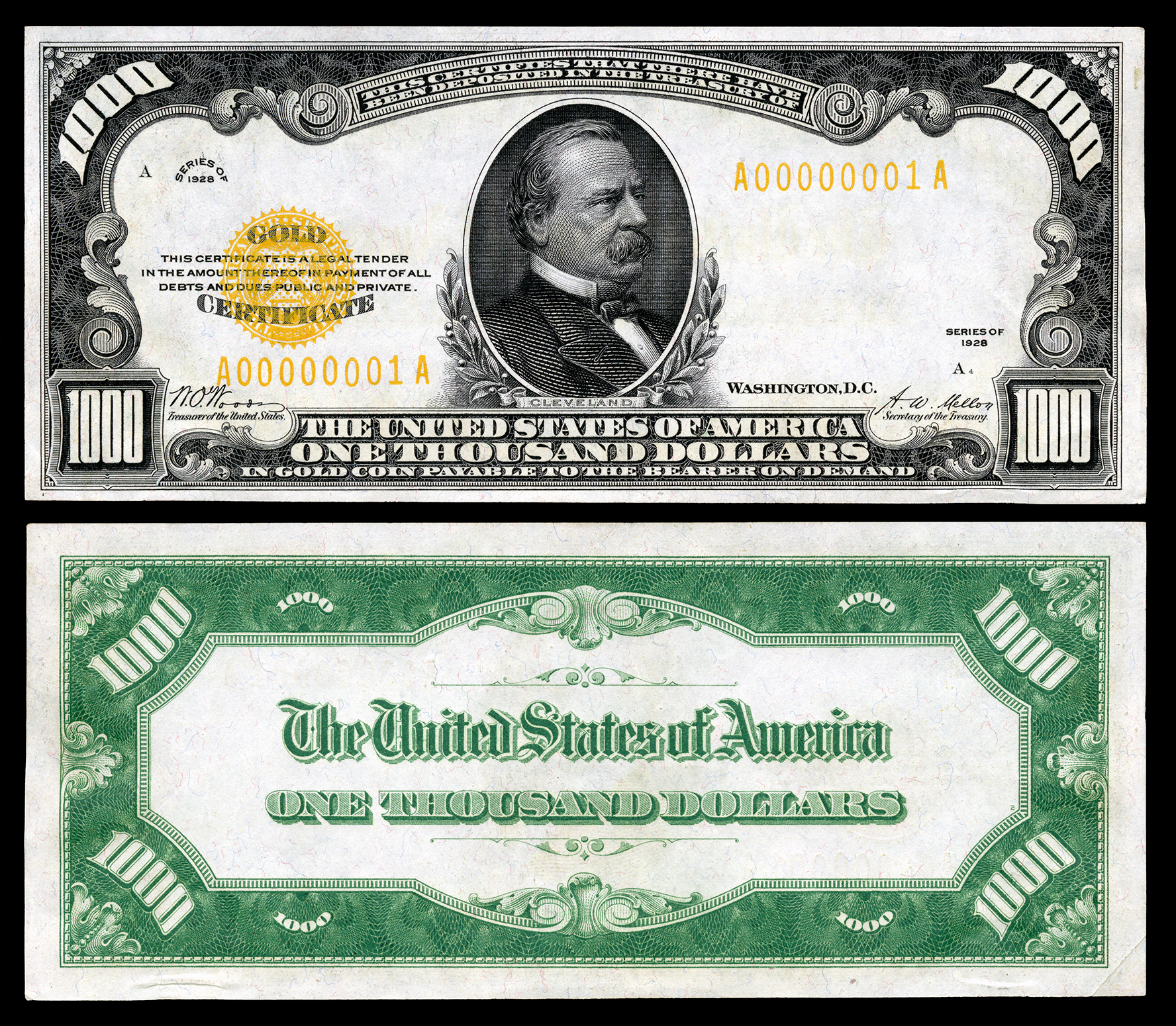
Gold Certificate 1000 dolláros államjegy Grover Cleveland elnök portréjával, sárga kincstári címerrel és sorozatszámokkal, 1928-as széria. A típus 1928 és 1933 között került forgalomba.
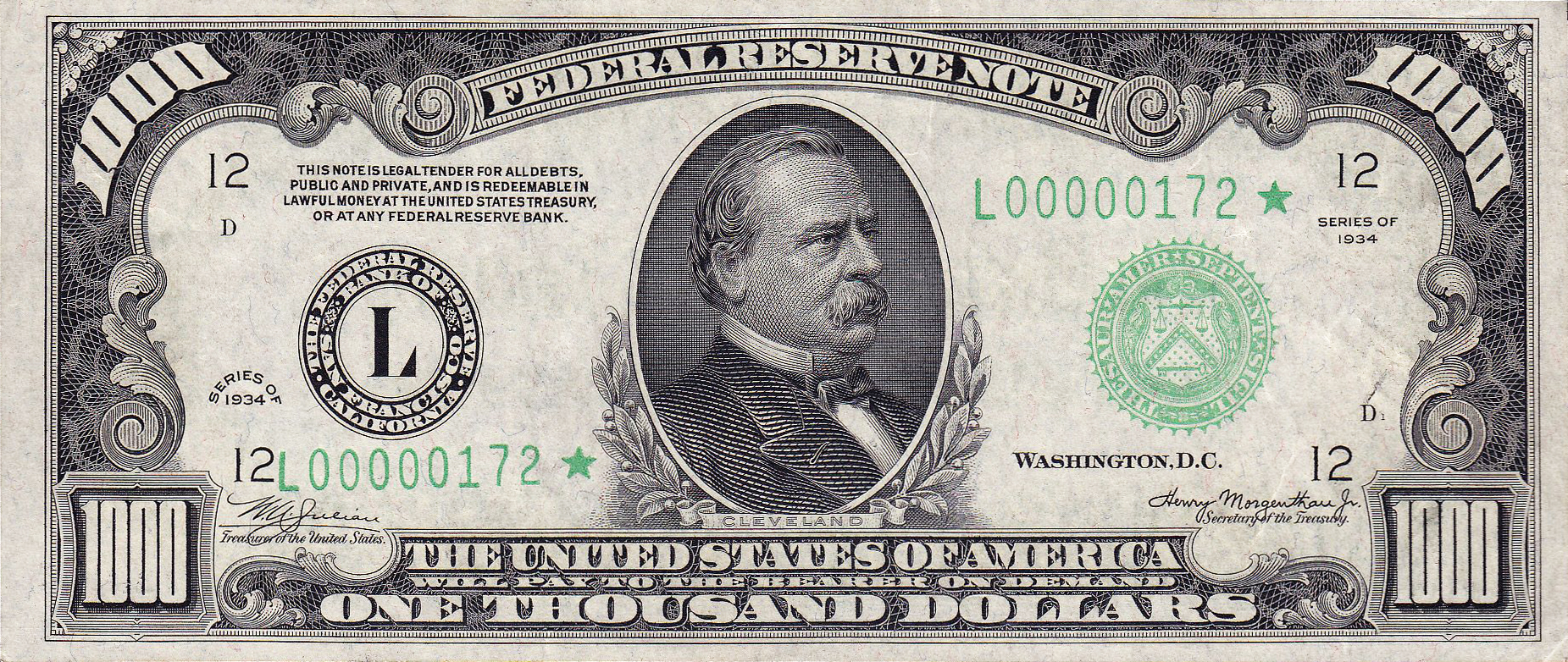
Federal Reserve Note típusú, az FRB of San Francisco, California által kibocsátott, 1934-es szériájú 1000 dolláros bankjegy, zöld kincstári címerrel és sorozatszámokkal. A típust 1928 és 1934-es évszámokkal 1928 és 1946 között adták ki.

### Címletek portréelrendezése 1928-tól
| Névérték         | Előlap             | Hátlap                                                             |
| ---------------- | ------------------ | ------------------------------------------------------------------ |
| 1 dolláros       | George Washington  | A „Mindent látó szem” és az USA-címere                             |
| 2 dolláros       | Thomas Jefferson   | John Trumbull: A függetlenségi nyilatkozat aláírása című festménye |
| 5 dolláros       | Abraham Lincoln    | Lincoln-emlékmű                                                    |
| 10 dolláros      | Alexander Hamilton | Amerikai kincstár                                                  |
| 20 dolláros      | Andrew Jackson     | Fehér Ház                                                          |
| 50 dolláros      | Ulysses S. Grant   | Az Amerikai Egyesült Államok Capitoliuma                           |
| 100 dolláros     | Benjamin Franklin  | Függetlenségi csarnok                                              |
| 500 dolláros     | William McKinley   | Díszítés a névértékkel                                             |
| 1000 dolláros    | Grover Cleveland   | Díszítés a névértékkel                                             |
| 5000 dolláros    | James Madison      | Díszítés a névértékkel                                             |
| 10 000 dolláros  | Salmon P. Chase    | Díszítés a névértékkel                                             |
| 100 000 dolláros | Woodrow Wilson     | Díszítés a névértékkel                                             |

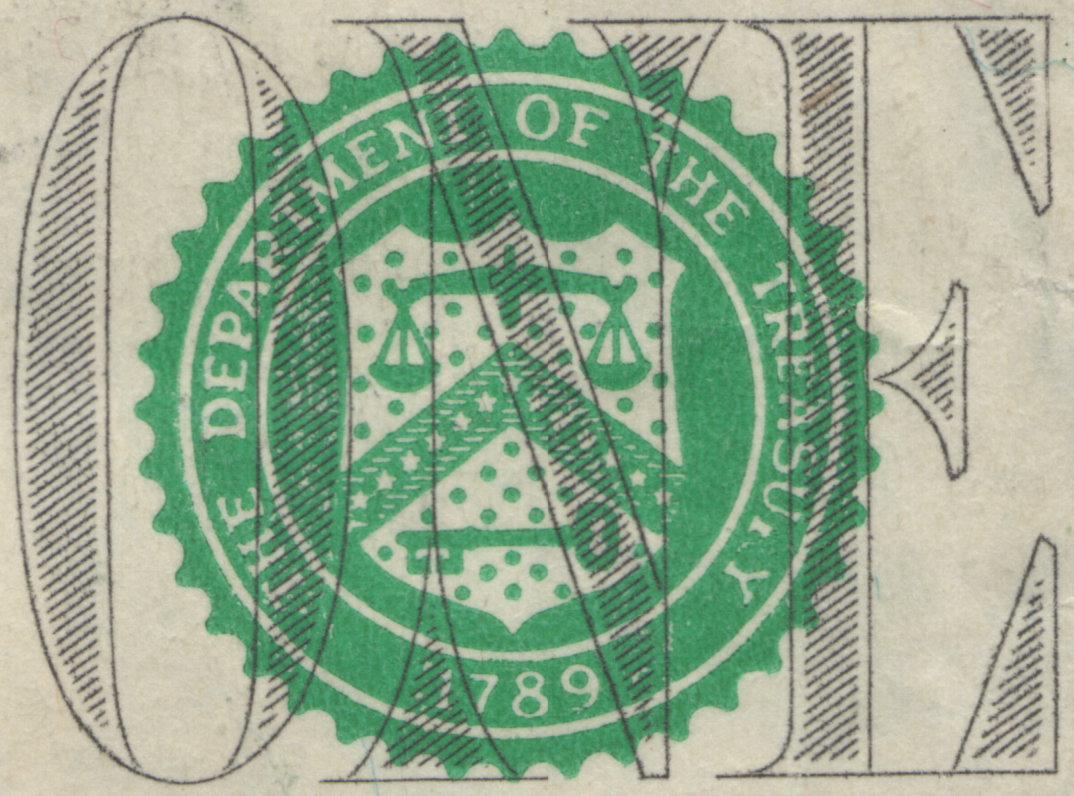
A kincstár címere (US Treasury Seal) 1862 óta törvényileg kötelező eleme az amerikai dollár pénzjegyeknek. A képen a jelenleg használatos, 1969-ben bevezetett, latin helyett már angol köriratos változat látható

1969-től Richard Nixon elnök rendelete értelmében az illegális ügyletek megnehezítése érdekében a 100 dolláros lett a legnagyobb címletű, hétköznapi forgalomban levő bankjegy. A nagyobb címleteket (500, 1000, 5000, 10 000 dollár) elsősorban bankközi ügyletekben használták ezután, emiatt ezekből a bankjegyekből 1934-nél újabb kiadásúak nem is készültek. 1934-ben egy 100 000 dolláros címletet is kibocsátottak, de ezt csak a szövetségi tartalékbankok közötti készpénzmozgás megkönnyítésére használhatták. A készpénzforgalomban a csak kis mennyiségben kibocsátott 5000 és 10 000 dollárosok igen ritkán szerepeltek, a bankok a nagy címleteket igénylő tranzakciókat elsősorban 500 és 1000 dollárosokkal bonyolították.
2010. április 21-én új 100 dolláros bankjegyet mutattak be, amelyet azonban csak később terveztek forgalomba hozni, ám kiderült, hogy az egymilliárd friss bankjegy egy része hibás (meggyűrődött és foltos lett): a kiválogatásuk módját még nem találták meg. A FED bejelentette, hogy 2011-ben új, biztonságosabb 100 dollárost bocsátanak ki. A tervezett időponthoz képest 2,5 éves késéssel, 2013. október 8-án hozták forgalomba az újratervezett, különleges biztonsági elemekkel (háromdimenziós bújtatott biztonsági szál, színváltó kép, mikroírás, vízjel) ellátott bankjegyet.

### 2004-es sorozat
| Kép    | Kép    | Érték      | szín      | Leírás                                                                                                | Leírás                                   | Leírás           | dátum        | dátum                |
| Előlap | Hátlap | Érték      | szín      | Előlap                                                                                                | Hátlap                                   | Vízjel           | Első sorozat | Kibocsátás           |
| ------ | ------ | ---------- | --------- | --- | ---------------------------------------- | ---------------- | ------------ | -------------------- |
|        |        | 5 dollár   | ibolya    | Abraham Lincoln; Az Amerikai Egyesült Államok nagypecsétje                                            | Lincoln-emlékmű                          | Két vízjel („5”) | 2006         | 2008. március 13.    |
|        |        | 10 dollár  | narancs   | Alexander Hamilton; „We the People”-idézet az amerikai alkotmányból és a Szabadság-szobor fáklyája    | A Kincstár épülete                       | portré           | 2004         | 2006. március 2.     |
|        |        | 20 dollár  | zöld      | Andrew Jackson; Sas                                                                                   | Fehér Ház                                | portré           | 2004         | 2003. október 9.     |
|        |        | 50 dollár  | kék       | Ulysses S. Grant; Az Amerikai Egyesült Államok zászlaja                                               | Az Amerikai Egyesült Államok Capitoliuma | portré           | 2004         | 2004. szeptember 28. |
|        |        | 100 dollár | kékeszöld | Benjamin Franklin; az Amerikai Egyesült Államok függetlenségi nyilatkozata lúdtollal és tintatartóval | Függetlenségi Terem                      | portré           | 2009         | 2011. február 10.    |

## Vásárlóerő-változás 1774 óta
| Év   | Vásárlóerő-egyenérték (dollár) |  | Év   | Vásárlóerő-egyenérték (dollár) |  | Év   | Vásárlóerő-egyenérték (dollár) |
| ---- | ------------------------------ |  | ---- | ------------------------------ |  | ---- | ------------------------------ |
| 1774 | 0,09                           |  | 1780 | 0,16                           |  | 1790 | 0,11                           |
| 1800 | 0,15                           |  | 1810 | 0,14                           |  | 1820 | 0,14                           |
| 1830 | 0,11                           |  | 1840 | 0,10                           |  | 1850 | 0,09                           |
| 1860 | 0,10                           |  | 1870 | 0,15                           |  | 1880 | 0,12                           |
| 1890 | 0,11                           |  | 1900 | 0,10                           |  | 1910 | 0,11                           |
| 1920 | 0,24                           |  | 1930 | 0,20                           |  | 1940 | 0,17                           |
| 1950 | 0,29                           |  | 1960 | 0,36                           |  | 1970 | 0,47                           |
| 1980 | 1,00                           |  | 1990 | 1,59                           |  | 2000 | 2,09                           |
| 2006 | 2,45                           |  |      |                                |  |      |                                |

A fenti táblázat azt mutatja meg, hogy egy adott évben mennyi amerikai dollár kellett ahhoz a vásárlóerőhöz, amennyit 1980-ban egy egydolláros jelentett.

## Forintárfolyam
| Év   | Árfolyam (Ft) |  | Év   | Árfolyam (Ft) |
| ---- | ------------- |  | ---- | ------------- |
| 1991 | 74,81         |  | 2006 | 210,51        |
| 1992 | 79,00         |  | 2007 | 183,83        |
| 1993 | 92,03         |  | 2008 | 171,80        |
| 1994 | 105,13        |  | 2009 | 202,26        |
| 1995 | 125,69        |  | 2010 | 208,15        |
| 1996 | 152,57        |  | 2011 | 200,94        |
| 1997 | 186,75        |  | 2012 | 225,37        |
| 1998 | 214,45        |  | 2013 | 223,70        |
| 1999 | 237,31        |  | 2014 | 232,52        |
| 2000 | 282,27        |  | 2015 | 279,46        |
| 2001 | 286,54        |  | 2016 | 281,44        |
| 2002 | 258,00        |  | 2017 | 247,27        |
| 2003 | 224,44        |  | 2018 | 270,25        |
| 2004 | 202,63        |  | 2022 | 365,95        |
| 2005 | 199,66        |  |      |               |

Forrás: Magyar Nemzeti Bank

2014 decemberében 1 dollár értéke 254 forint fölé emelkedett, amelynek közelében 2008 óta nem járt az árfolyam. A dollár legutoljára 2001-ben volt hasonlóan magas árfolyamon.
2015. március 6-án 1 amerikai dollár árfolyama 280 forint fölé került, ami 12 éves csúcsnak számít a két fizetőeszköz történetében.
2015. március 10-én 1 dollár 286 forintnál is többet ért a bankközi devizapiacon, amely újabb, 13 éves csúcsnak számít az amerikai dollár és a forint közti árfolyamban.
2015. november 25-én 1 dollár 294,35 forintig erősödött, amely 15 éves csúcsnak számít az amerikai valuta szempontjából.

## Galéria

### Érmék

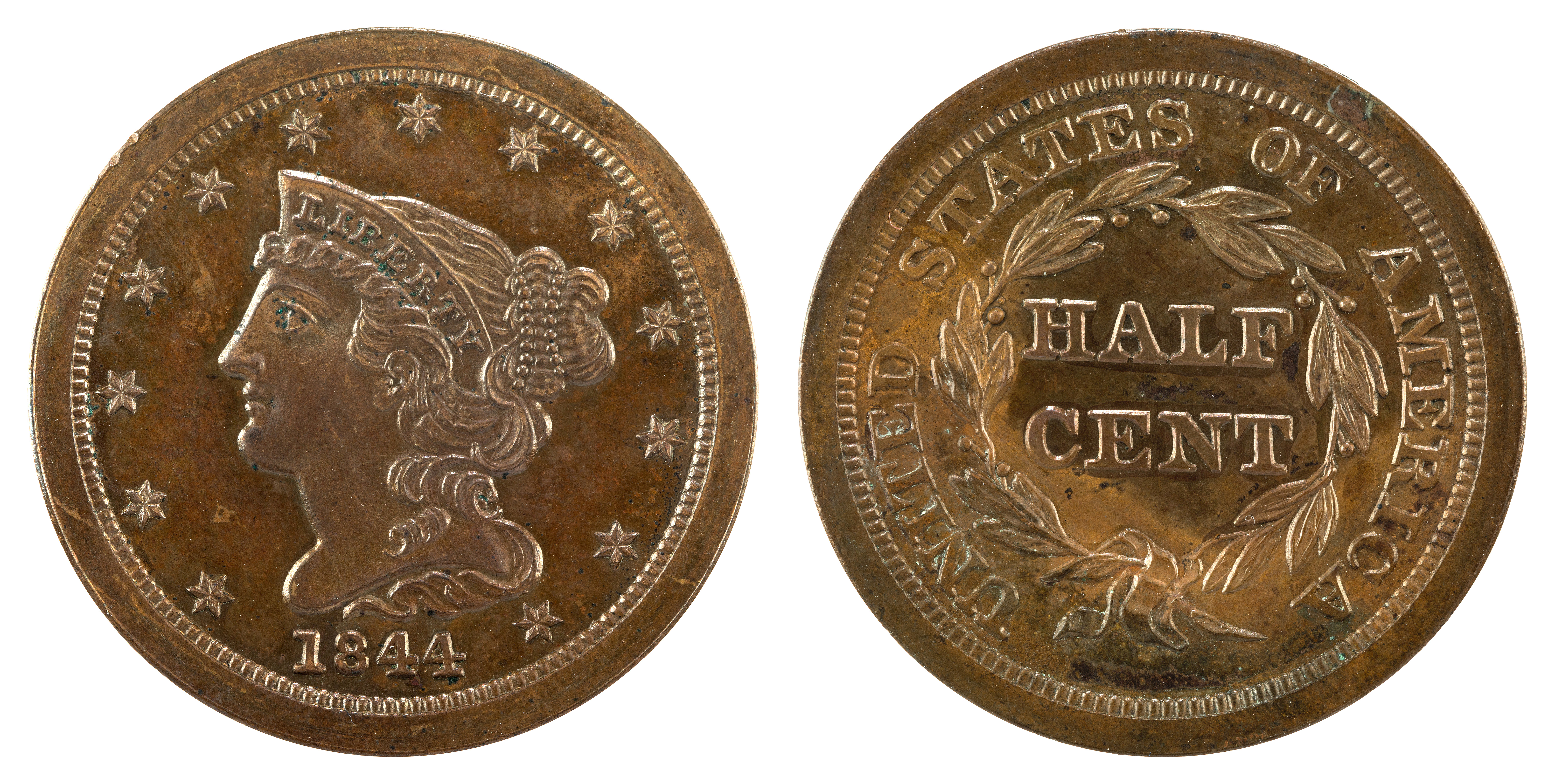
Amerikai 1/2 centes érme 1844-ből
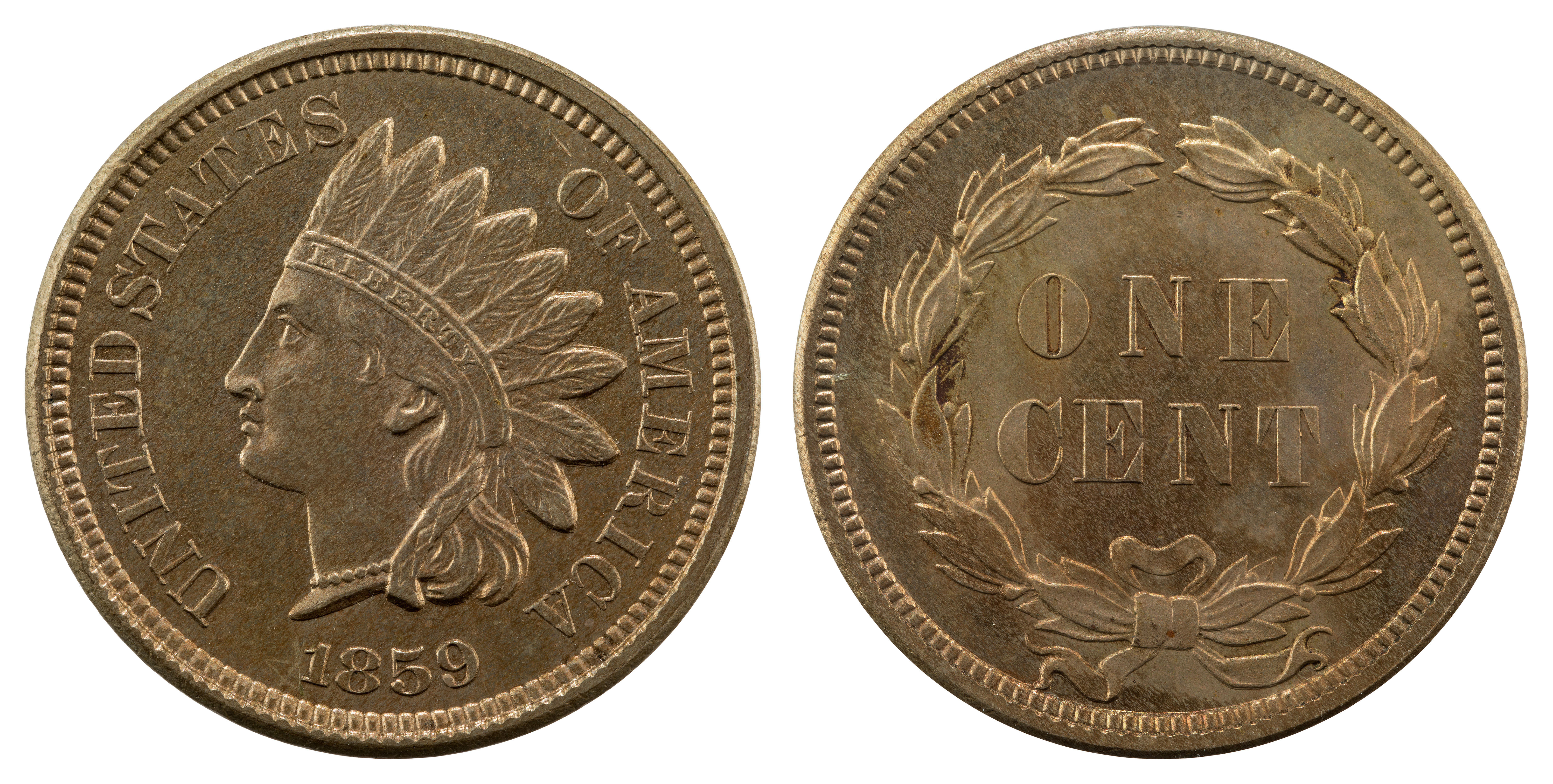
Az 1859 és 1909 között vert indiánfejes amerikai 1 centes
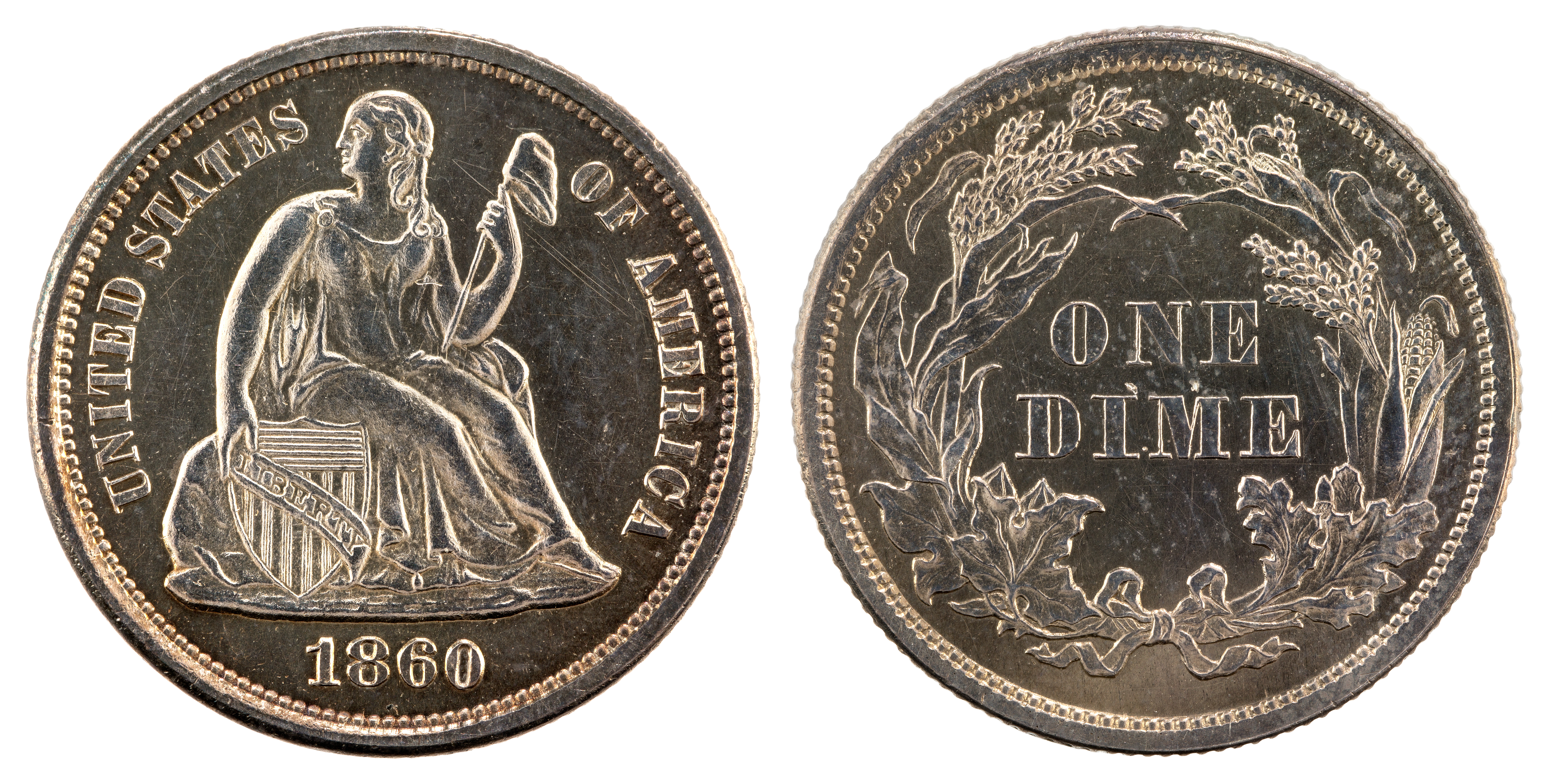
Amerikai 1 dime (10 cent) ezüstérme 1860-ból
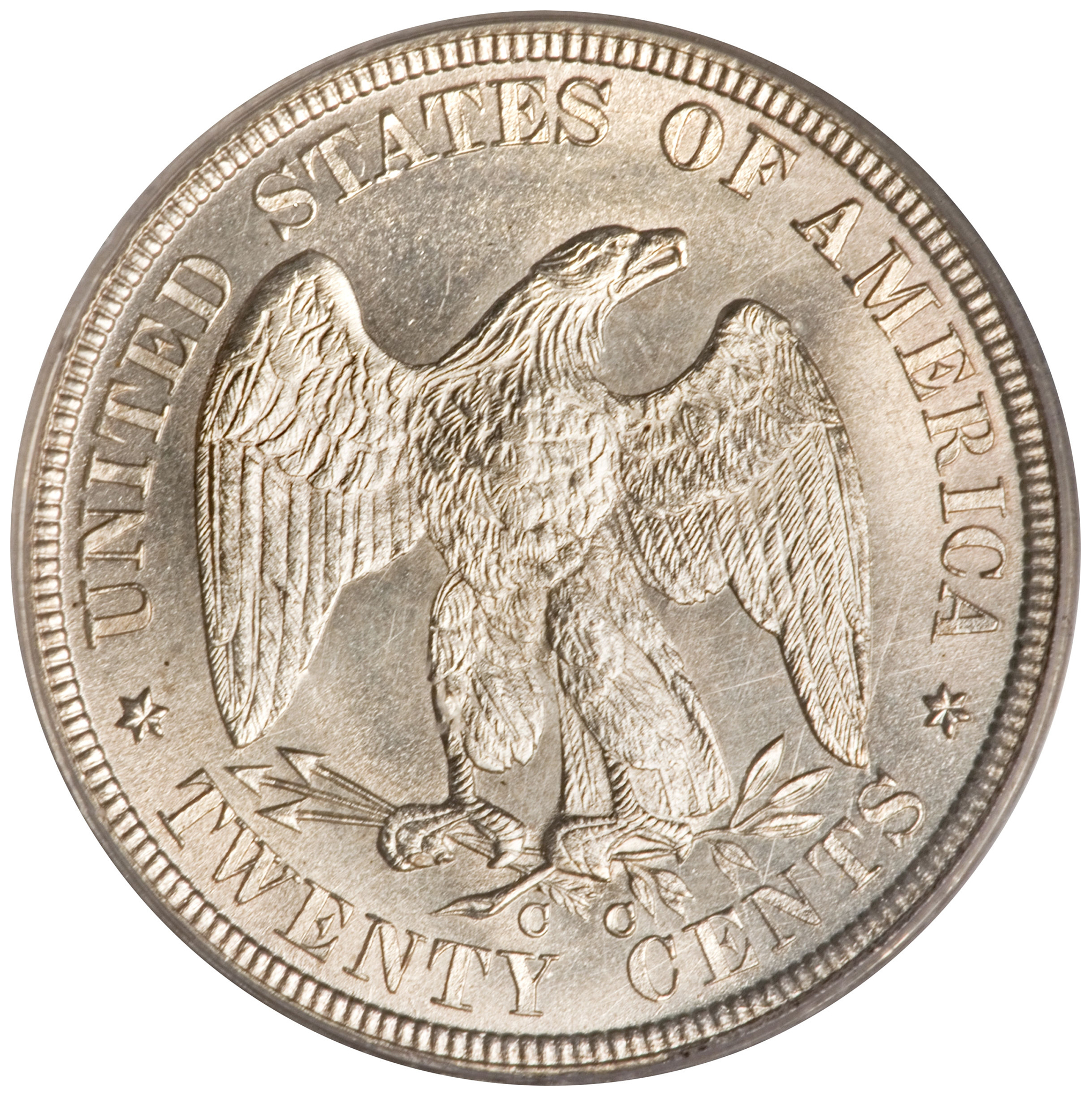
Amerikai 20 centes ezüstérme hátoldala 1876-ból
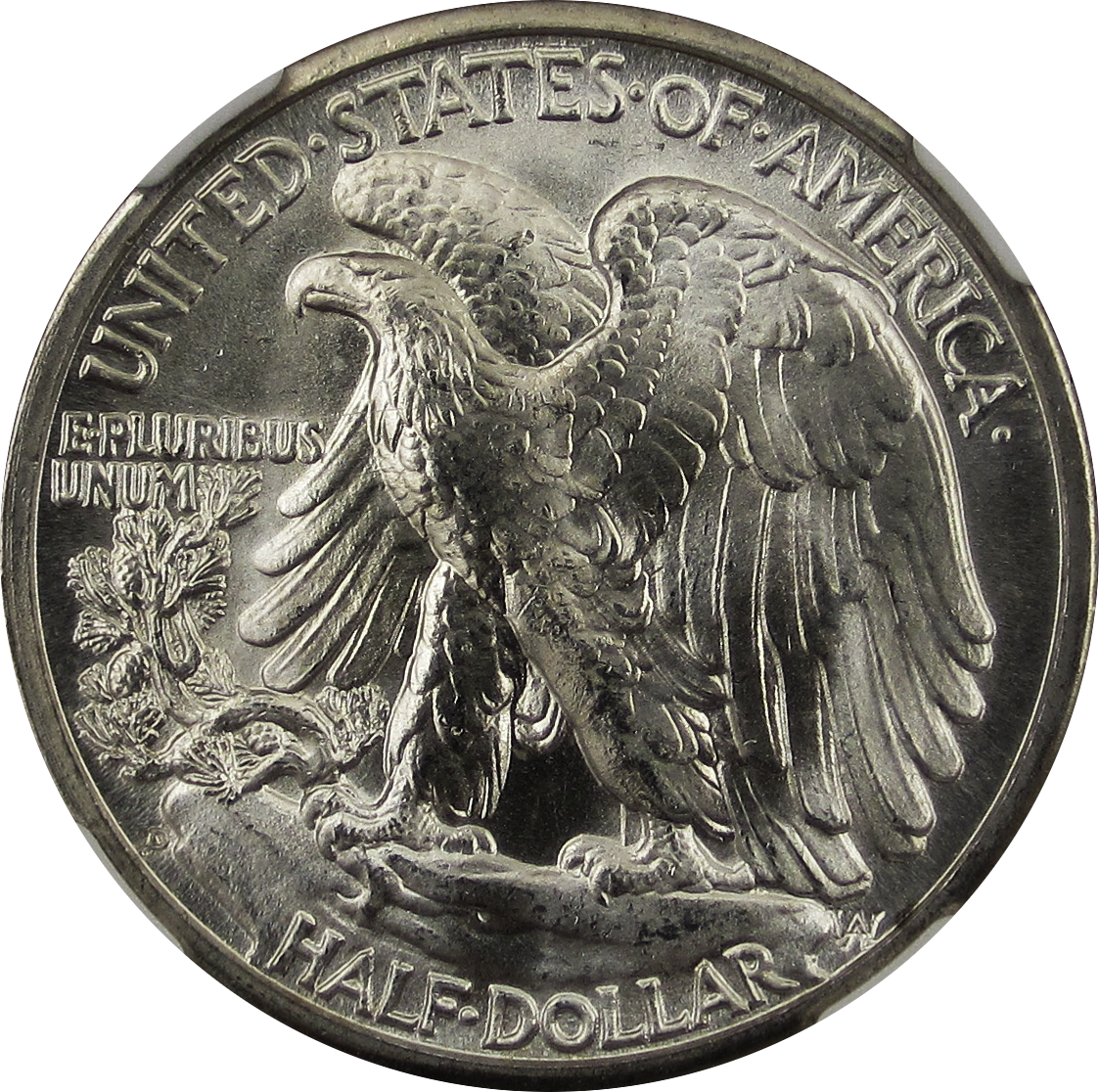
Az 1916–1947 között kibocsátott ezüst féldolláros előoldala

### Papírpénzek

#### Demand Note

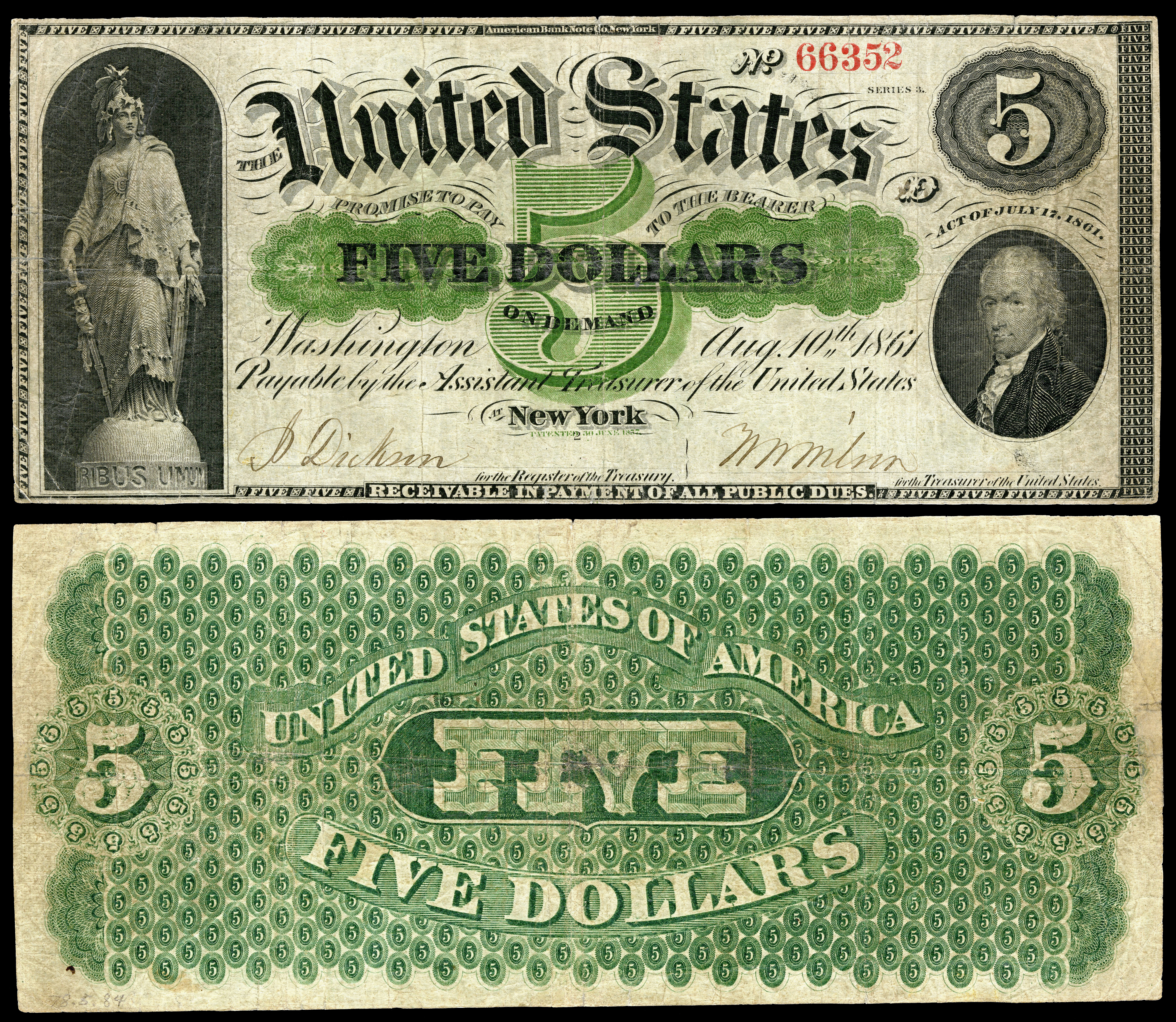
Az 1861-es Deamnd Note sorozat New Yorkban beváltható 5 dollárosa, előoldalán szabadság-szobor (Thomas Crawford alkotása) és Alexander Hamilton portréja.
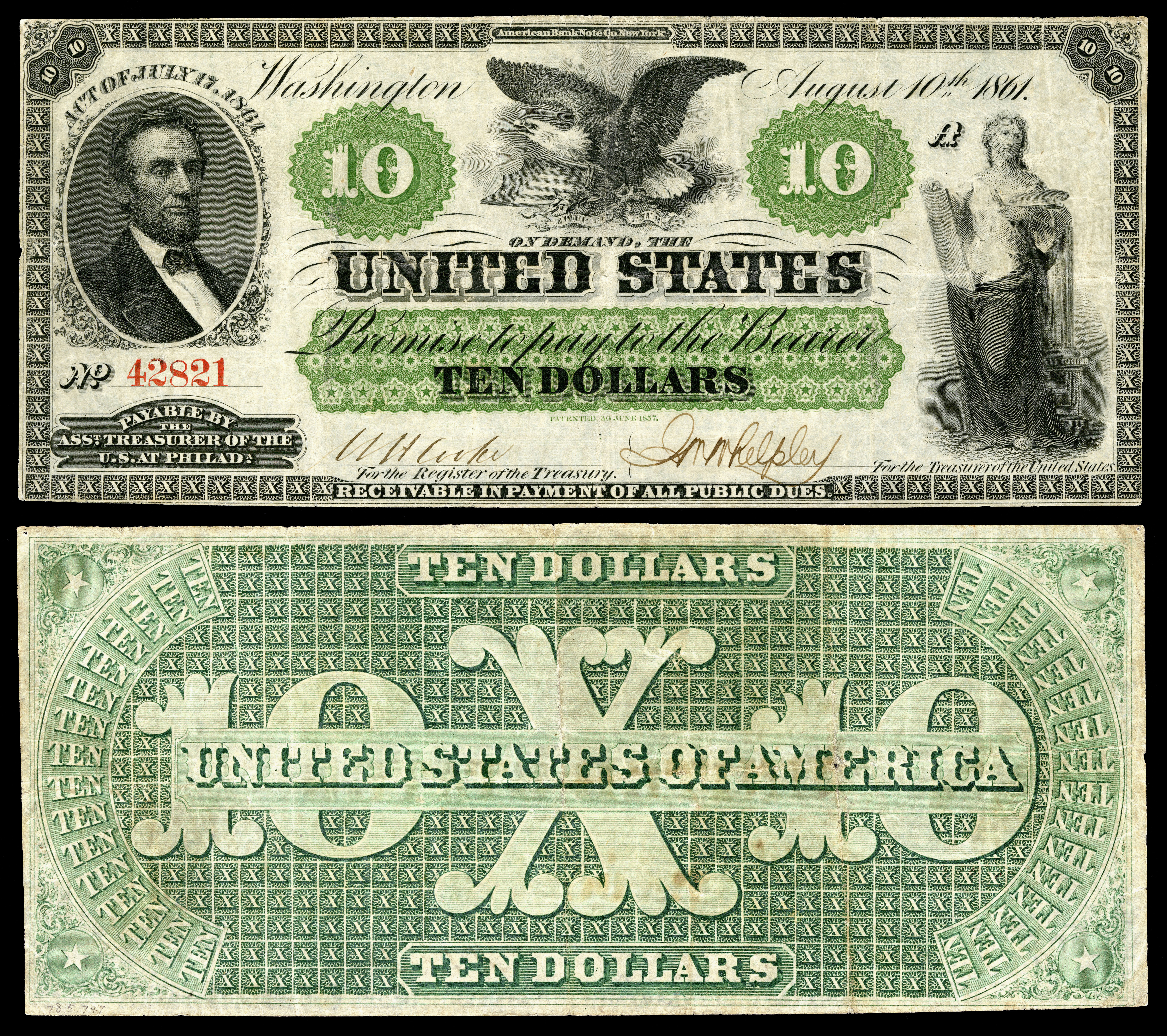
Az 1861-es Demand Note sorozat Philadelphiában beváltható 10 dollárosa, előoldalán Abraham Lincoln elnök portréjával, fehérfejű rétisassal  és a művészet allegorikus nőalakjával.
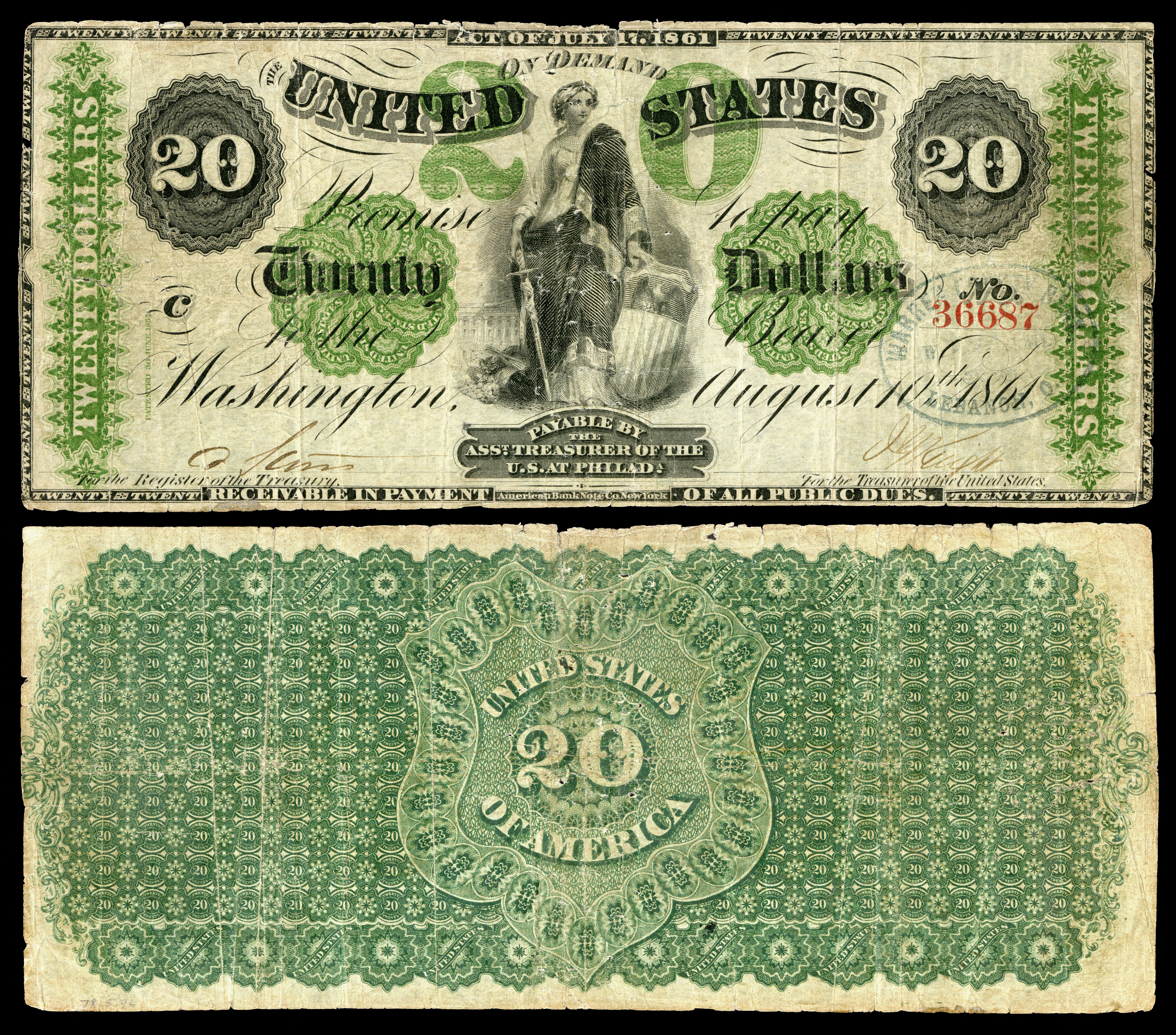
Az 1861-es Demand Note sorozat Philadelphiában beváltható 20 dollárosa, előoldalán a szabadság allegorikus nőalakjával.

#### United States Note

##### Nagy méretű (large size note – 187 x 79 mm)

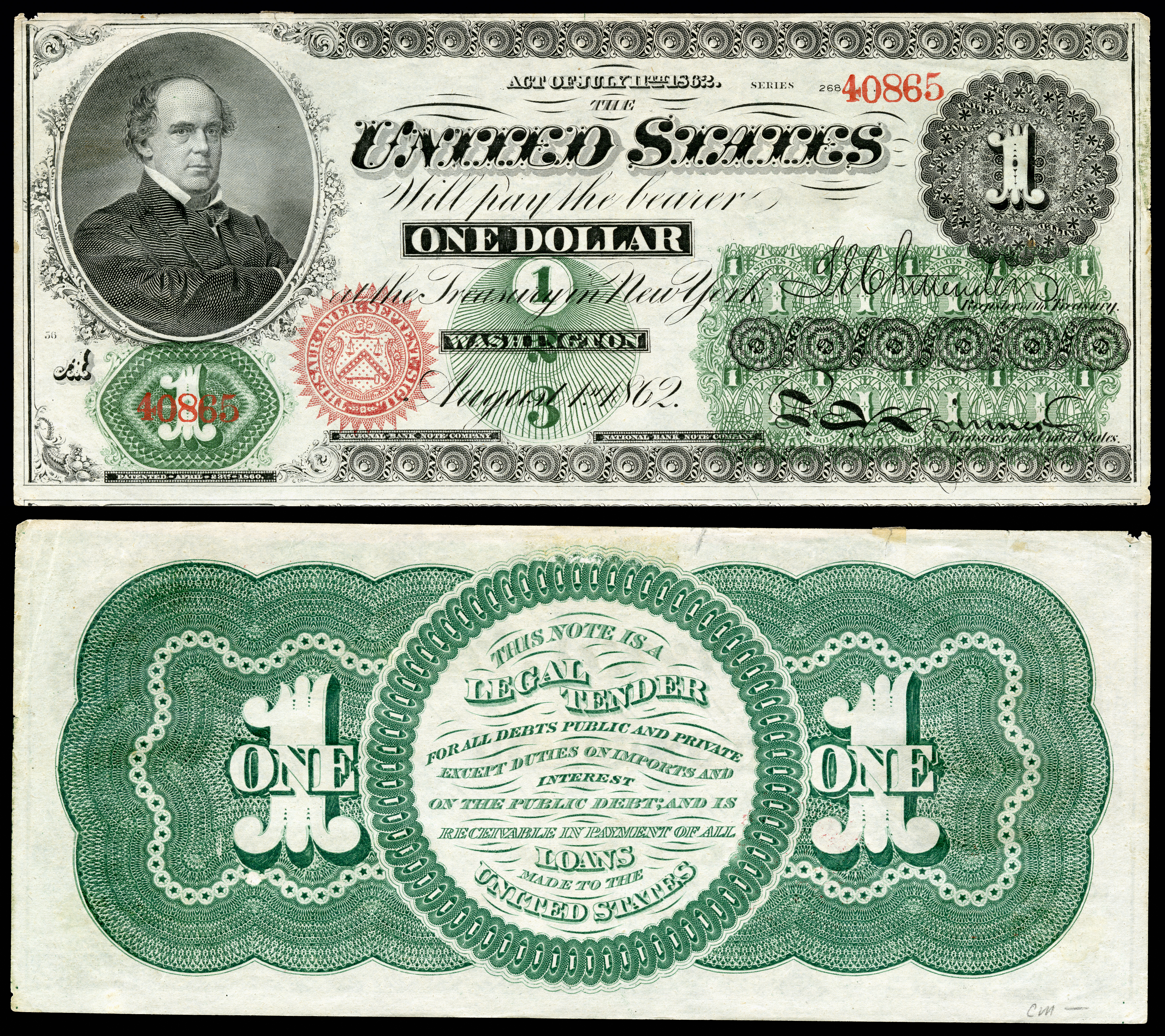
1862-es szériájú United States Note 1 dolláros államjegy.
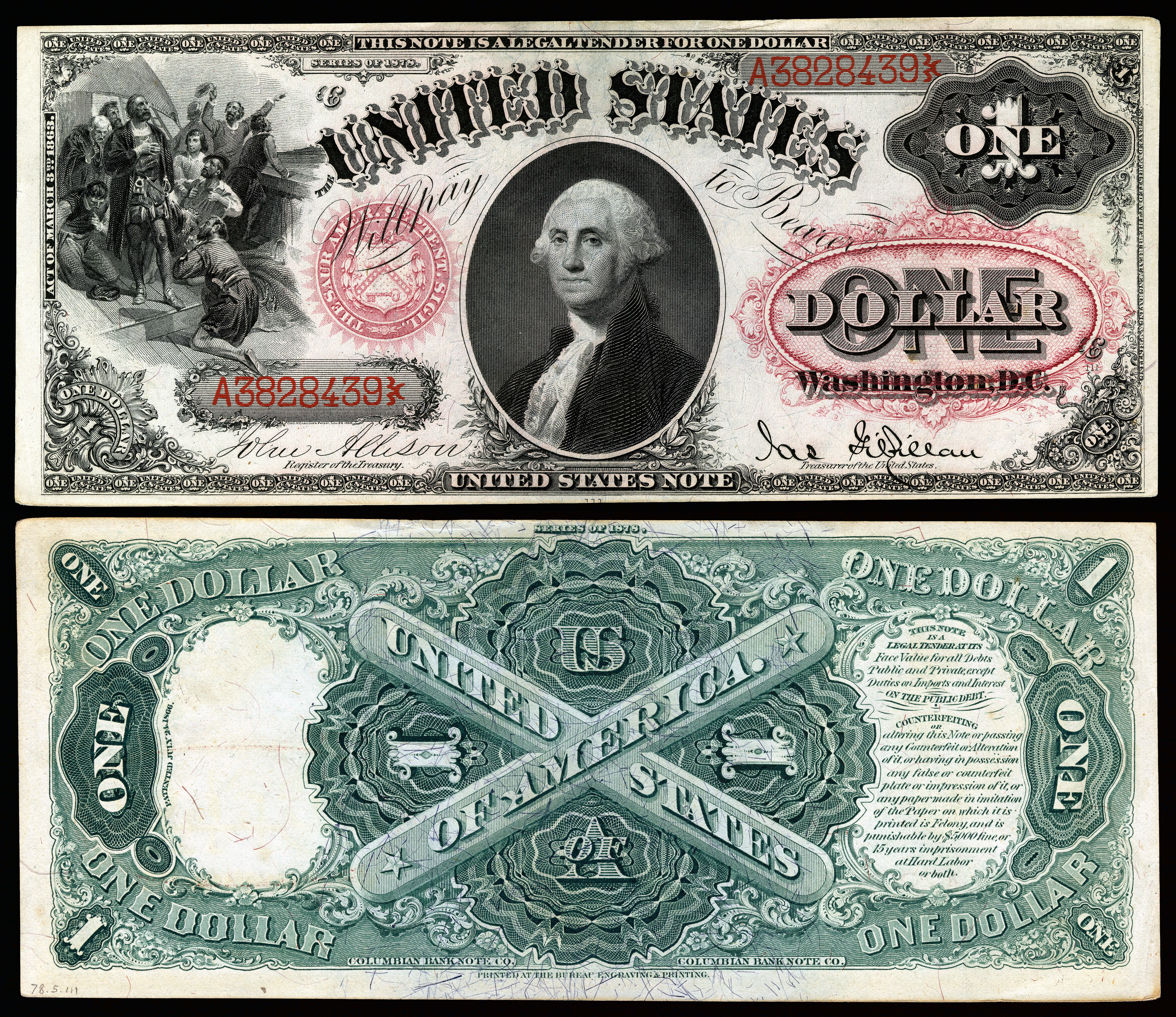
1878-as szériájú United States Note 1 dolláros államjegy.
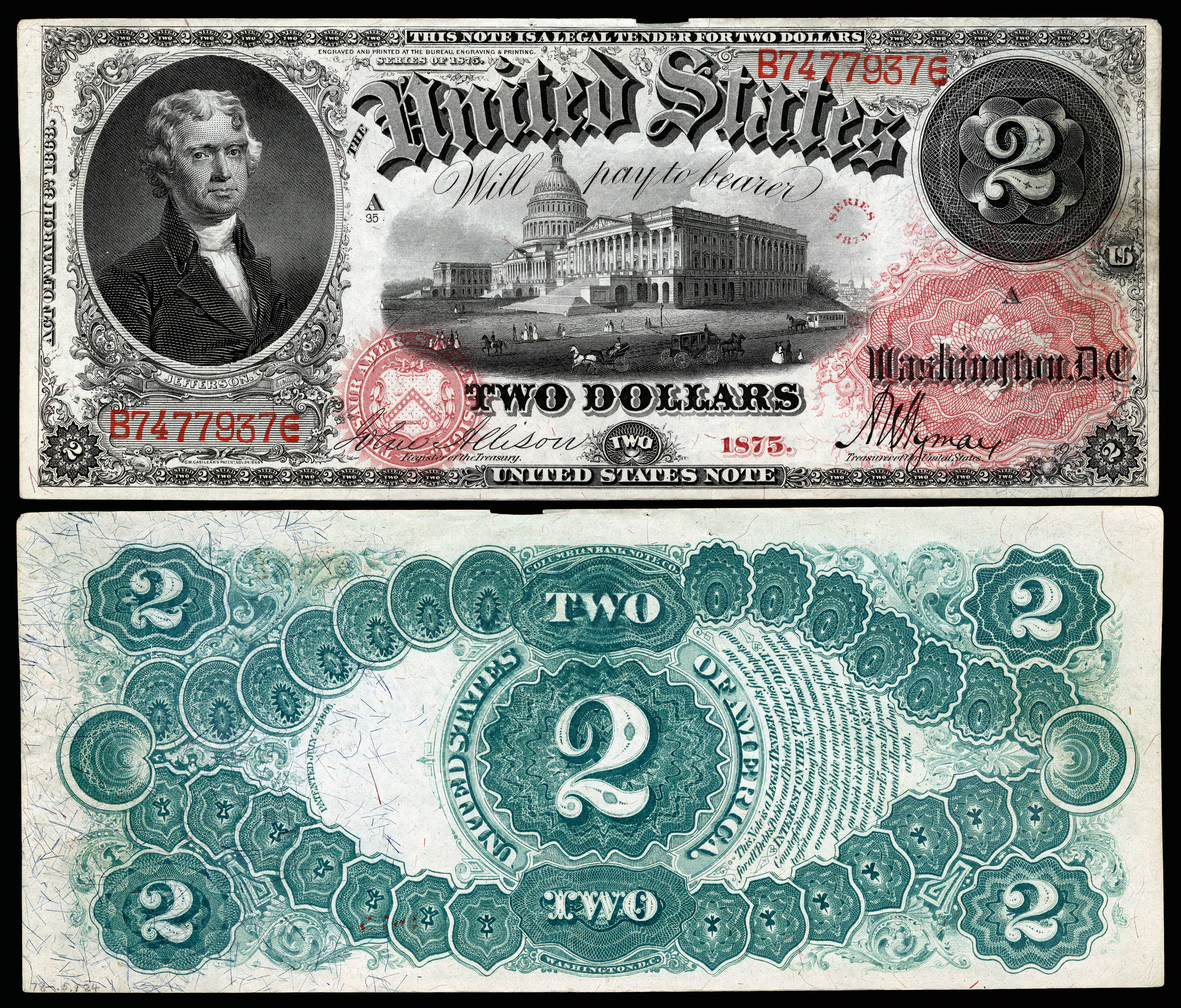
1875-ös szériájú United States Note 2 dolláros államjegy.
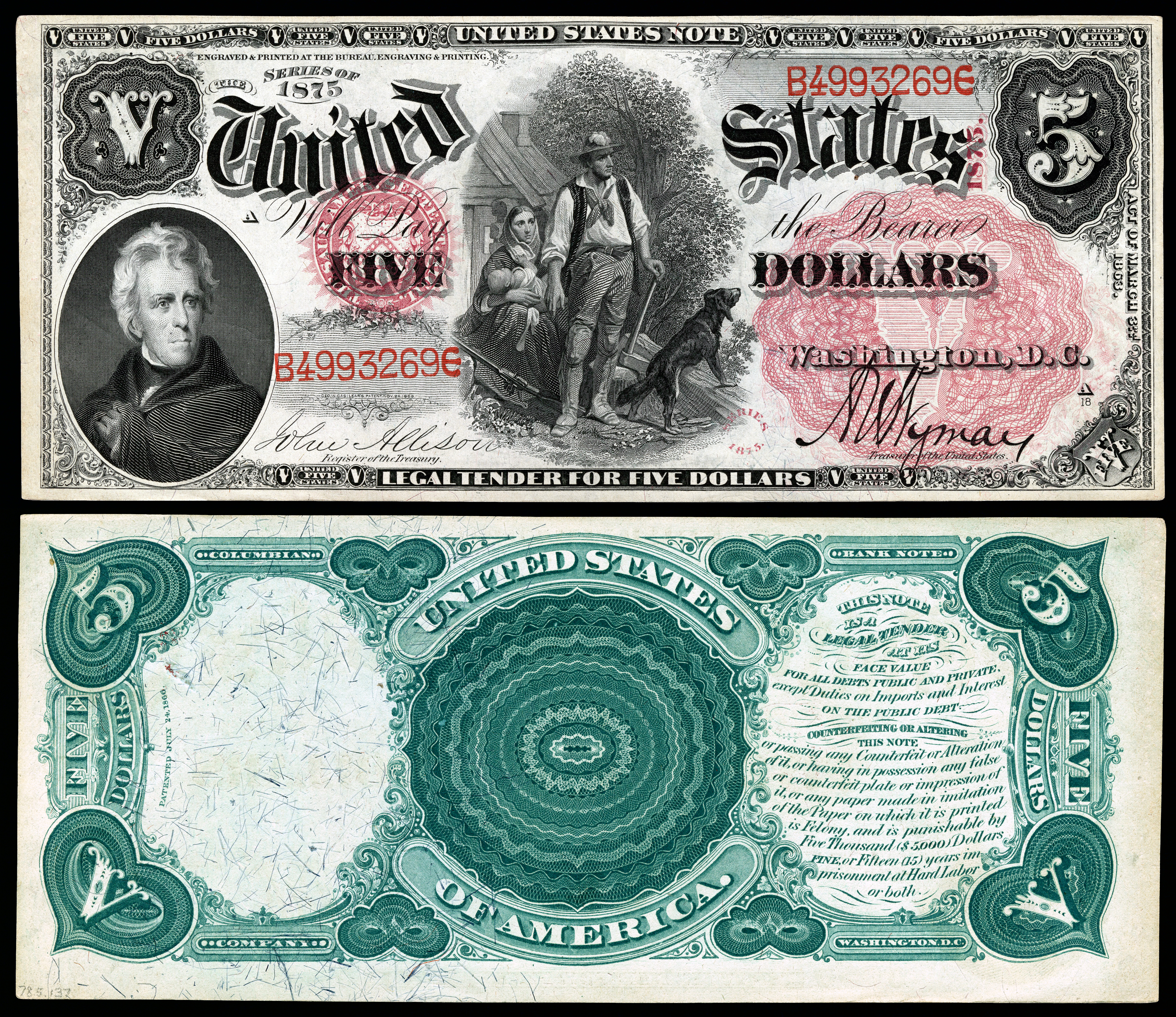
1875-ös szériájú United States Note 5 dolláros államjegy.
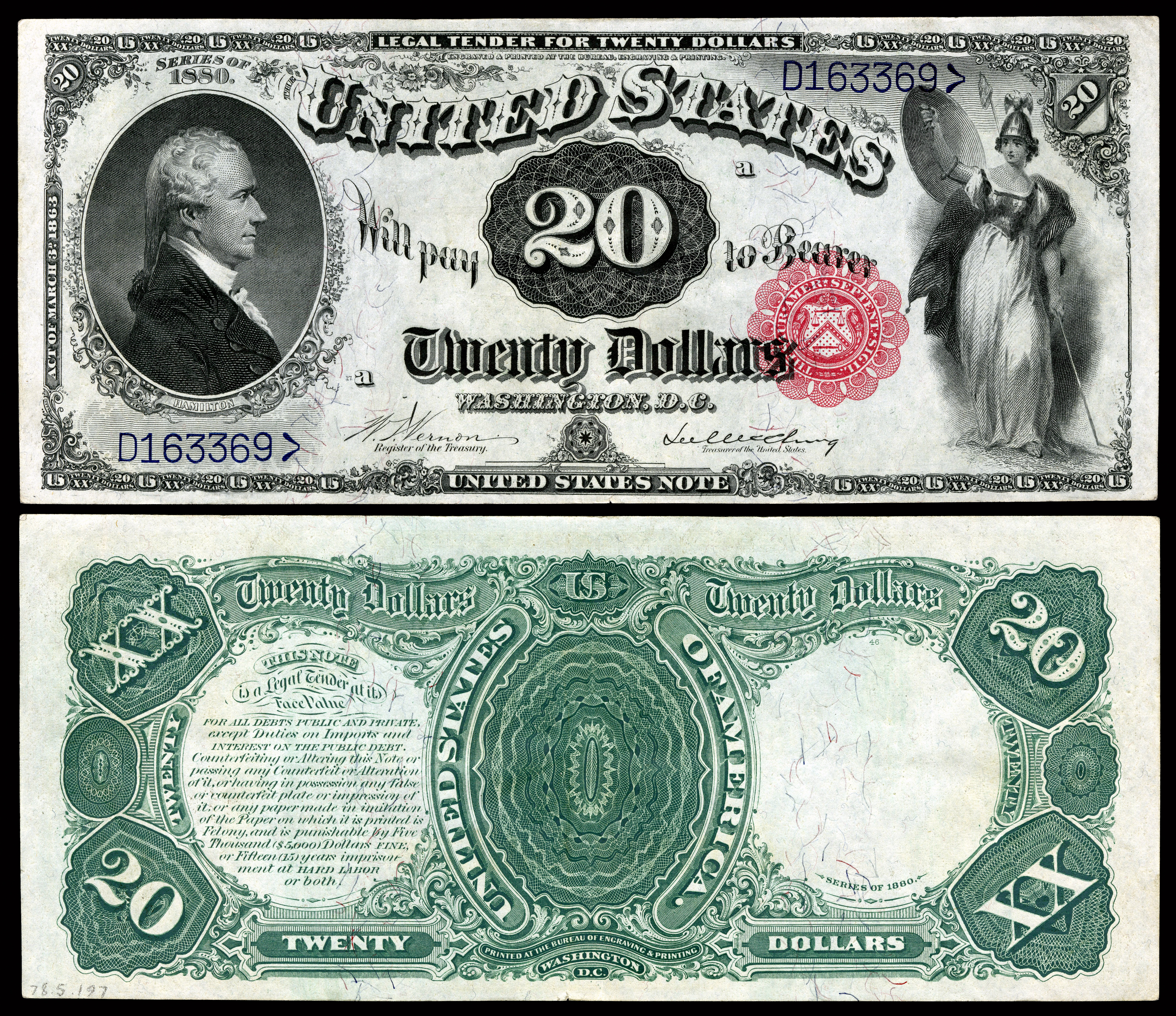
1880-as szériájú United States Note 20 dolláros államjegy.
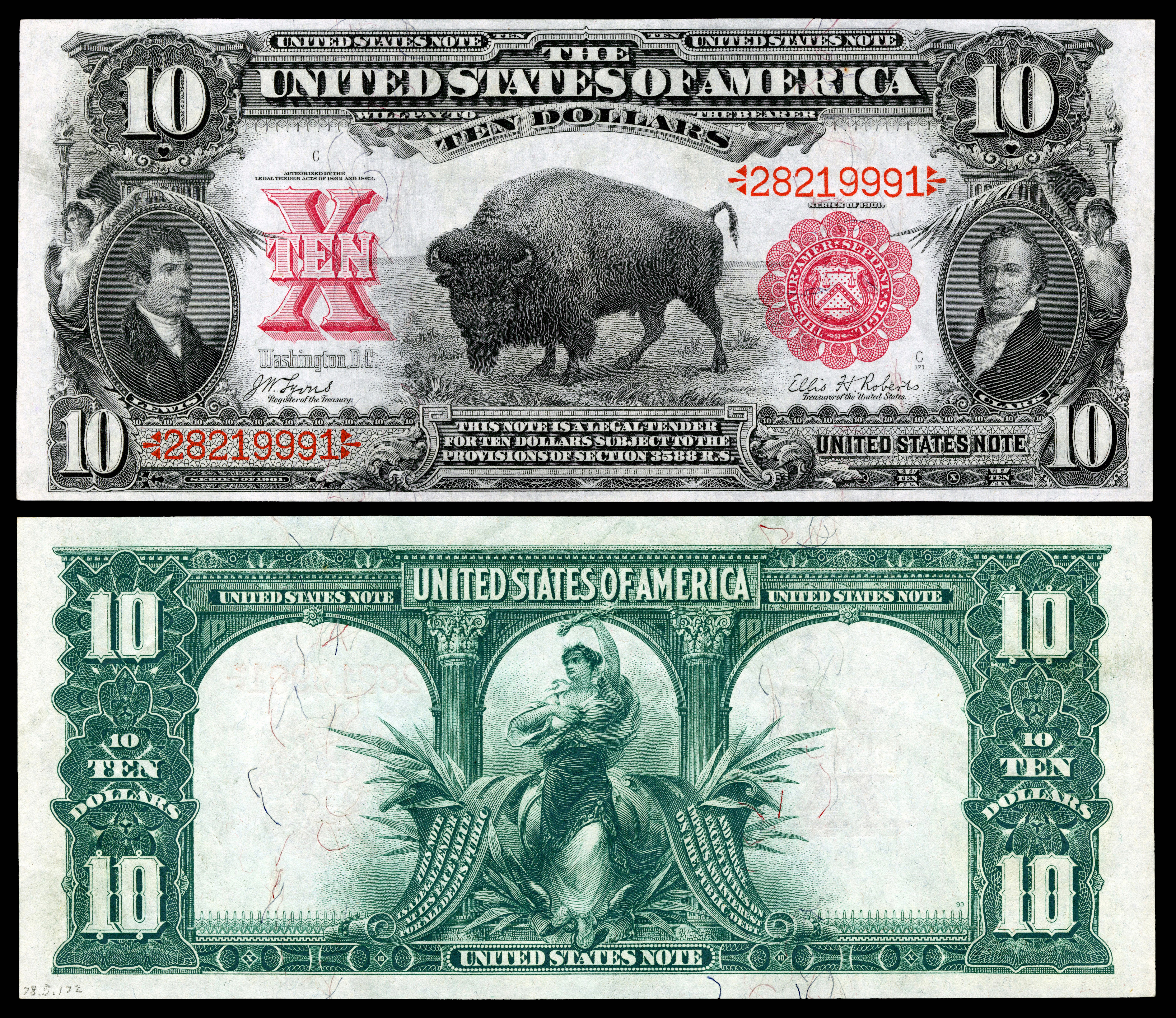
1901-es szériájú United States Note 10 dolláros államjegy.
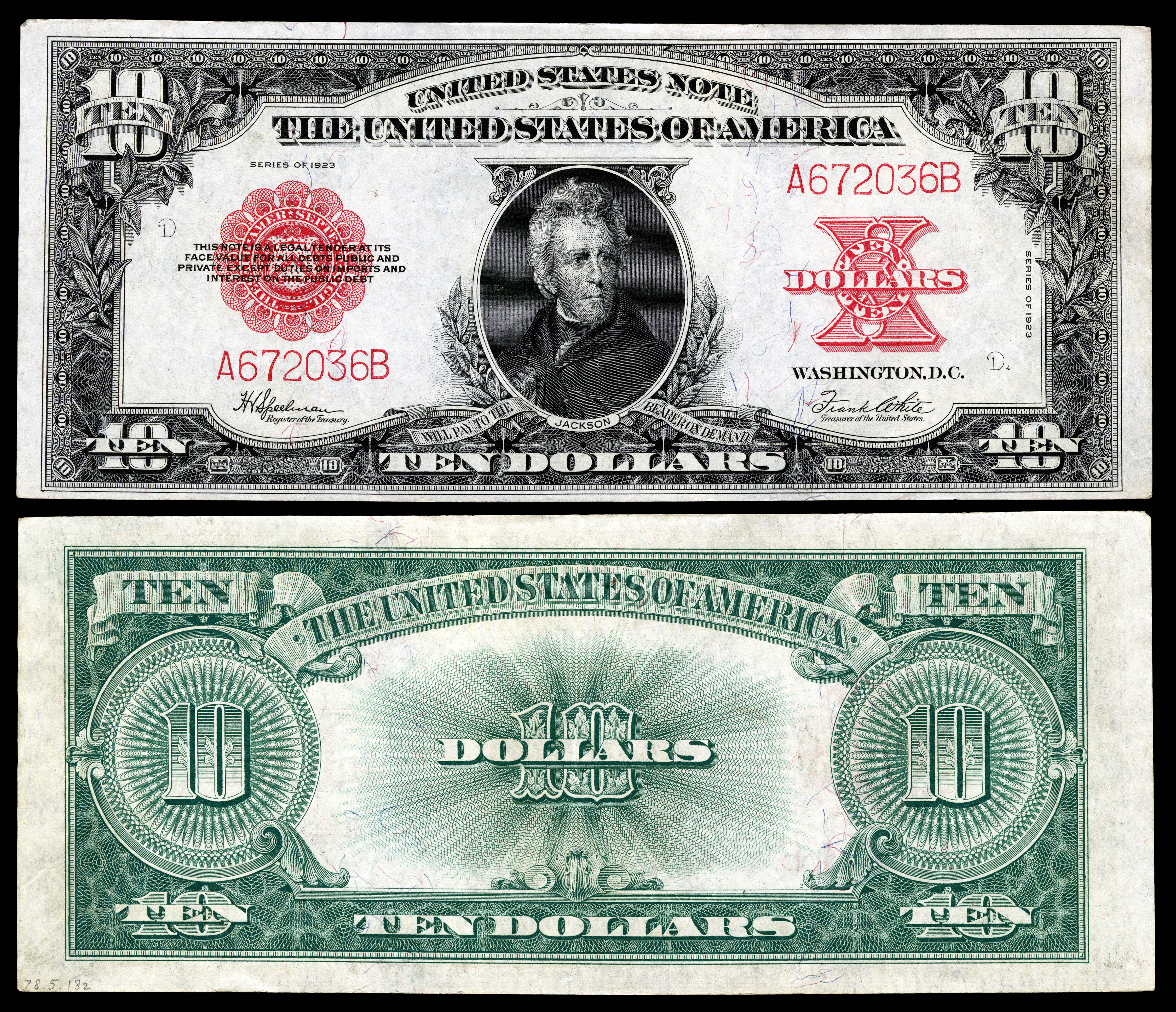
1923-as szériájú United States Note 10 dolláros államjegy.

##### Kis méretű (small size note – 156 x 67 mm)
A United States Note típusban az 1928-as szériában 1, 2 és 5 dolláros, az 1953-as szériában 2 és 5 dolláros, az 1963-as szériában szintén 2 és 5 dolláros, az 1966-os szériában pedig 100 dolláros címlet került forgalomba.

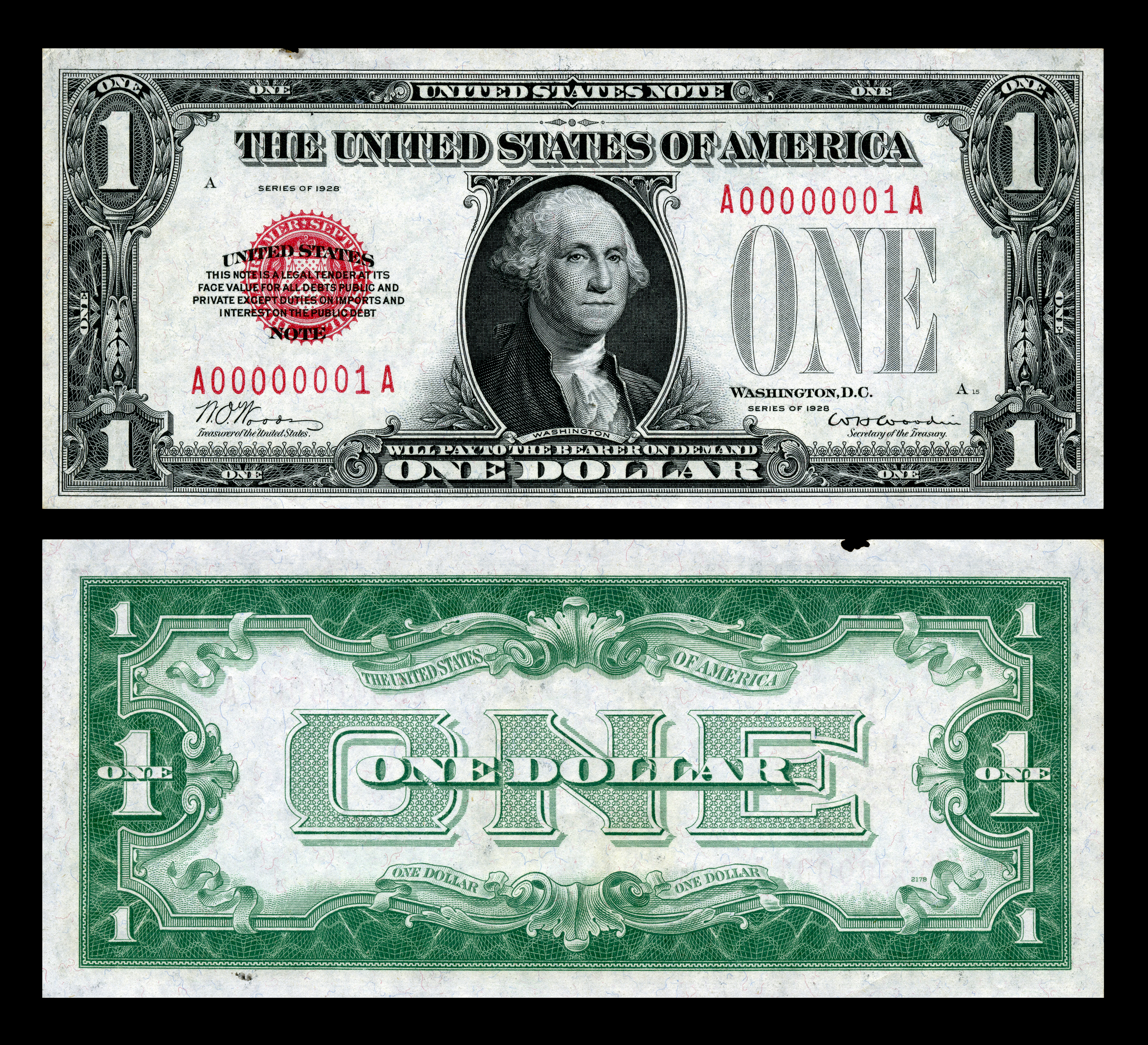
1928-as szériájú, csak igen kis mennyiségben forgalomba került United States Note 1 dolláros államjegy.
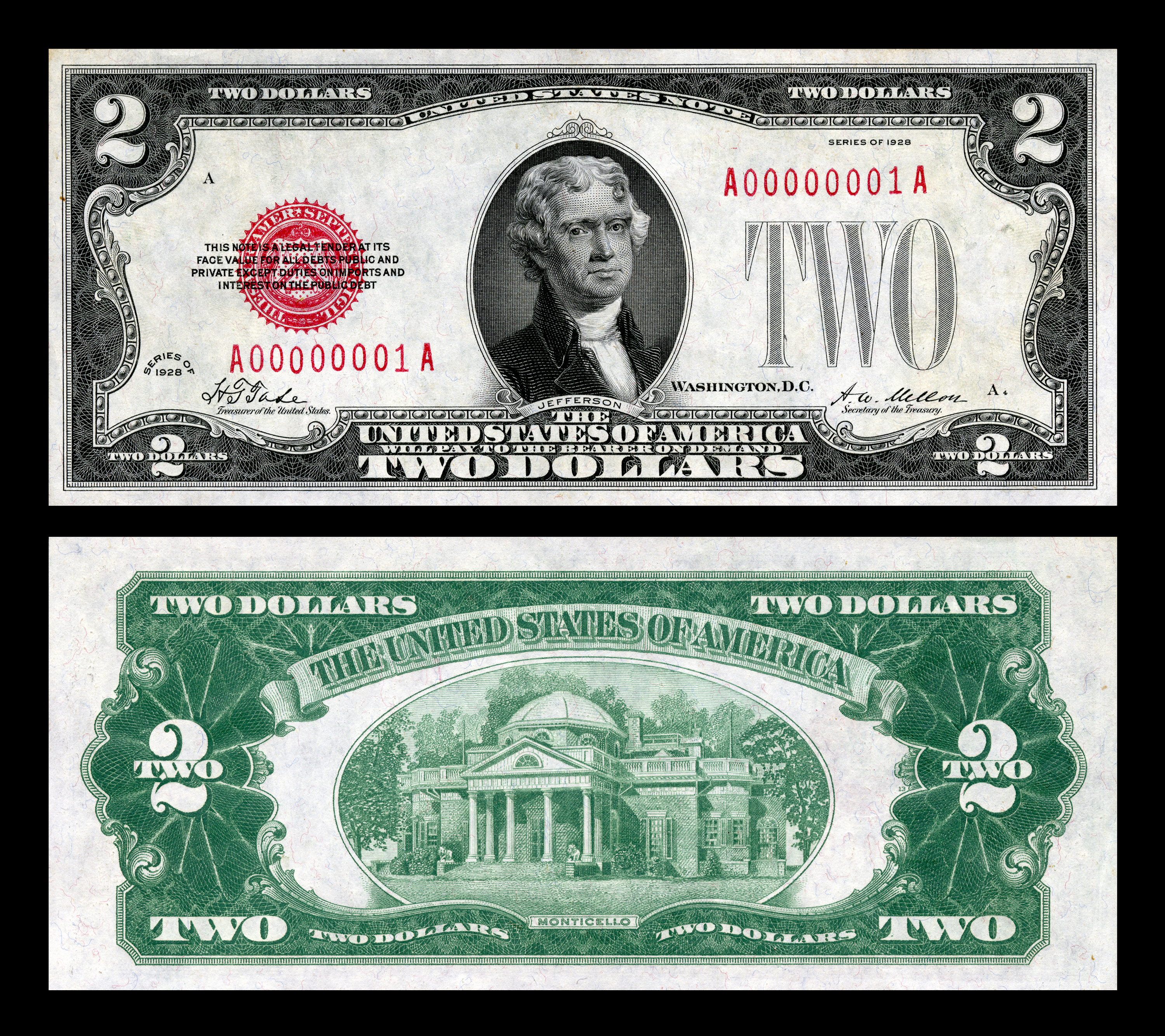
1928-as szériájú United States Note 2 dolláros államjegy.
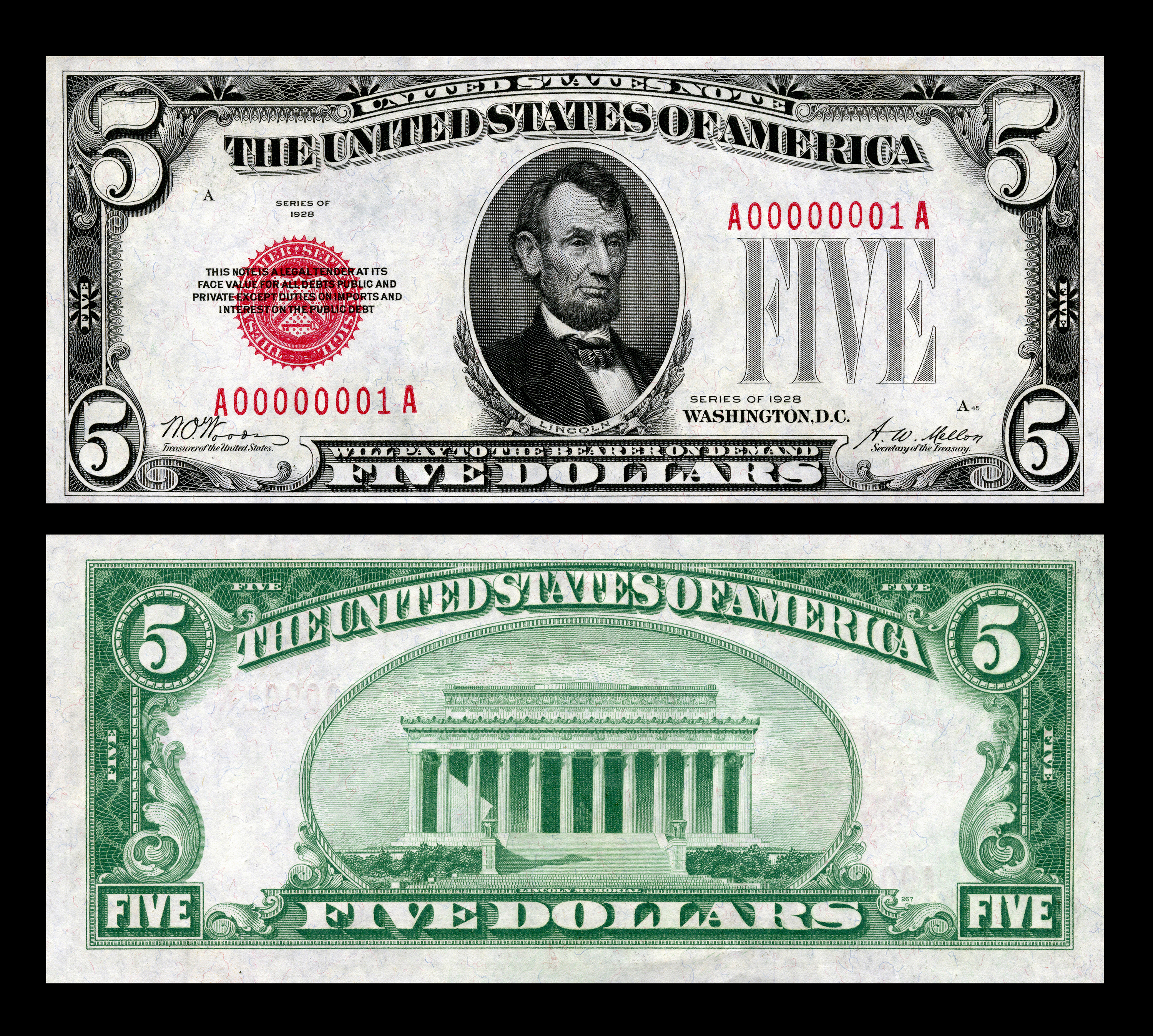
1928-as szériájú United States Note 5 dolláros államjegy.
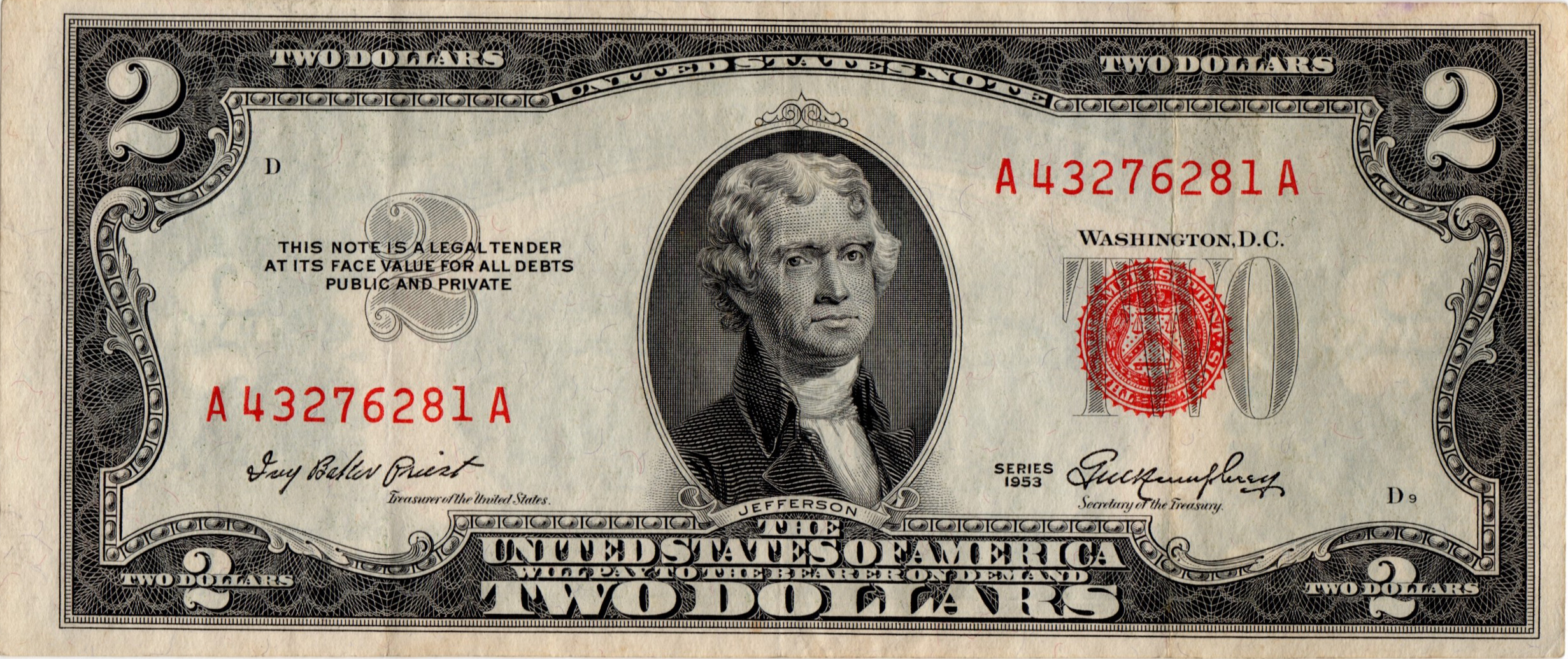
1953-as szériájú United States Note 2 dolláros államjegy.

#### Silver Certificate (1878 – 1934)

##### Nagy méretű (large size note – 187 x 79 mm)

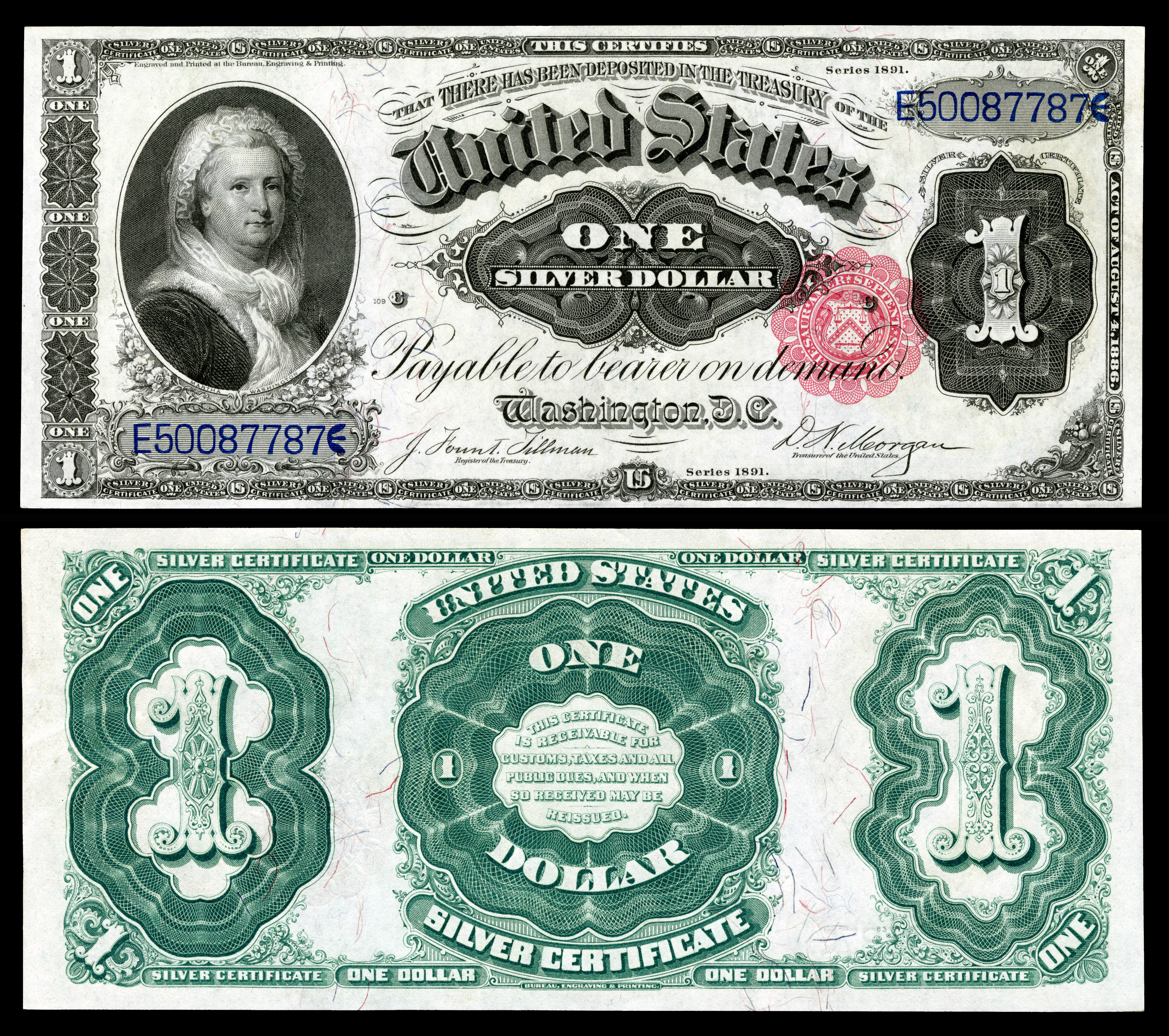
1891-es szériájú Silver Certificate 1 dolláros államjegy Martha Washington portréjával.
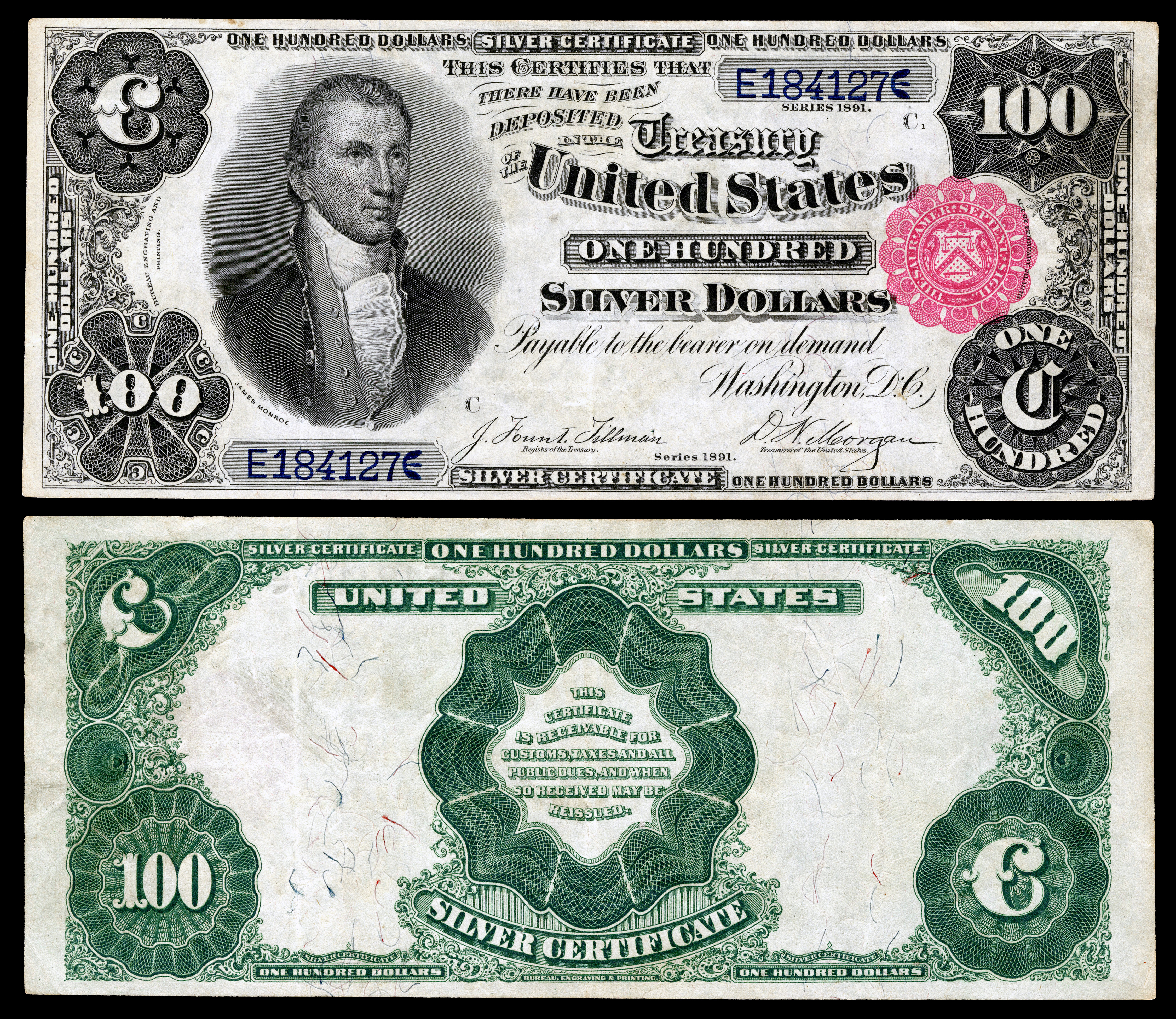
1891-es szériájú Silver Certificate 100 dolláros államjegy James Monroe elnök portréjával.
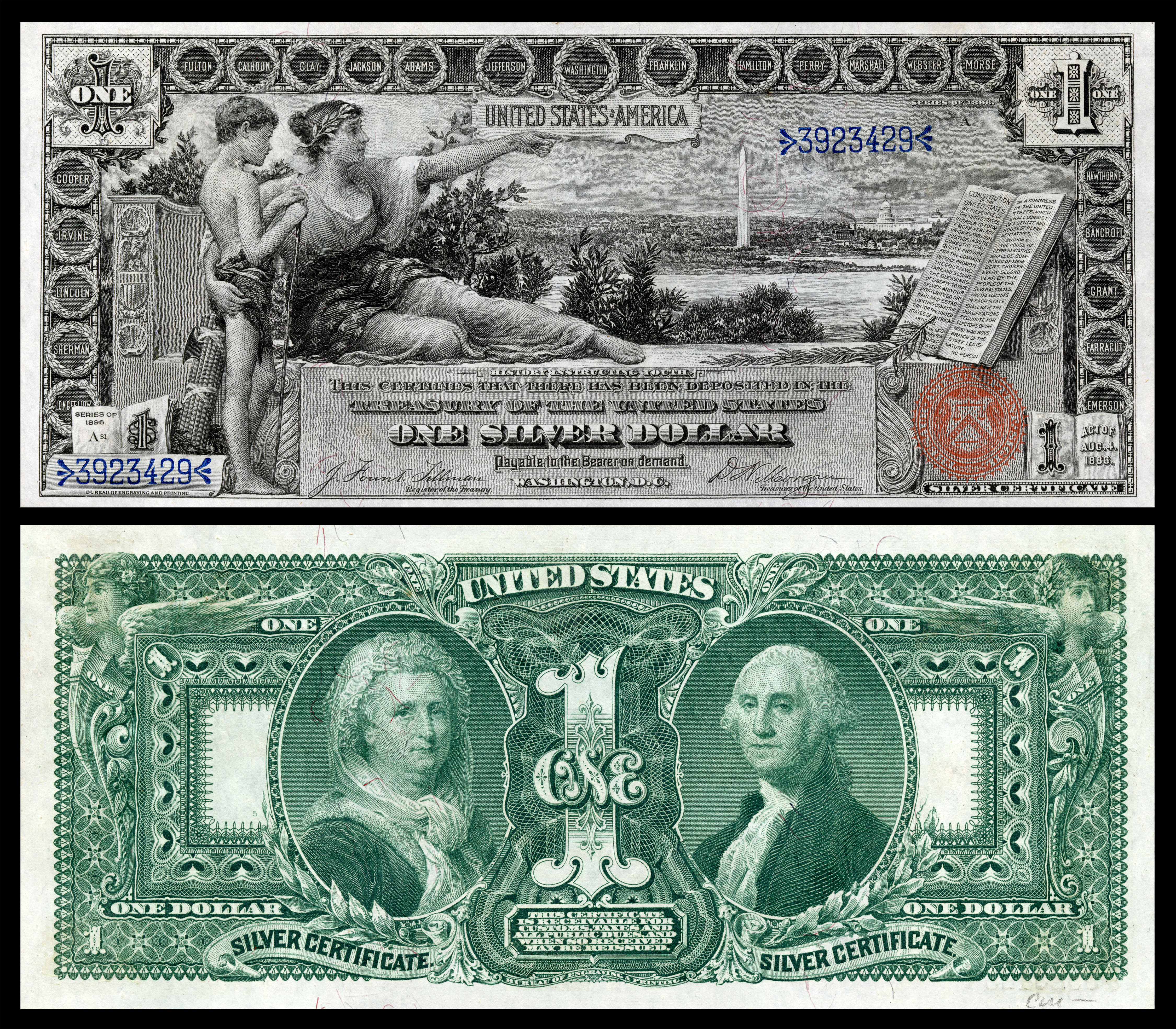
1896-os szériájú Educational Series típusú Silver Certificate 1 dolláros államjegy. Sokak szerint minden idők legszebb amerikai papírpénze. Az előoldali allegorikus ábrázolás címe: "A történelem tanítja az ifjúságot" (History Instructing Youth). A hátoldalon Martha Washington és férje, George Washington látható.
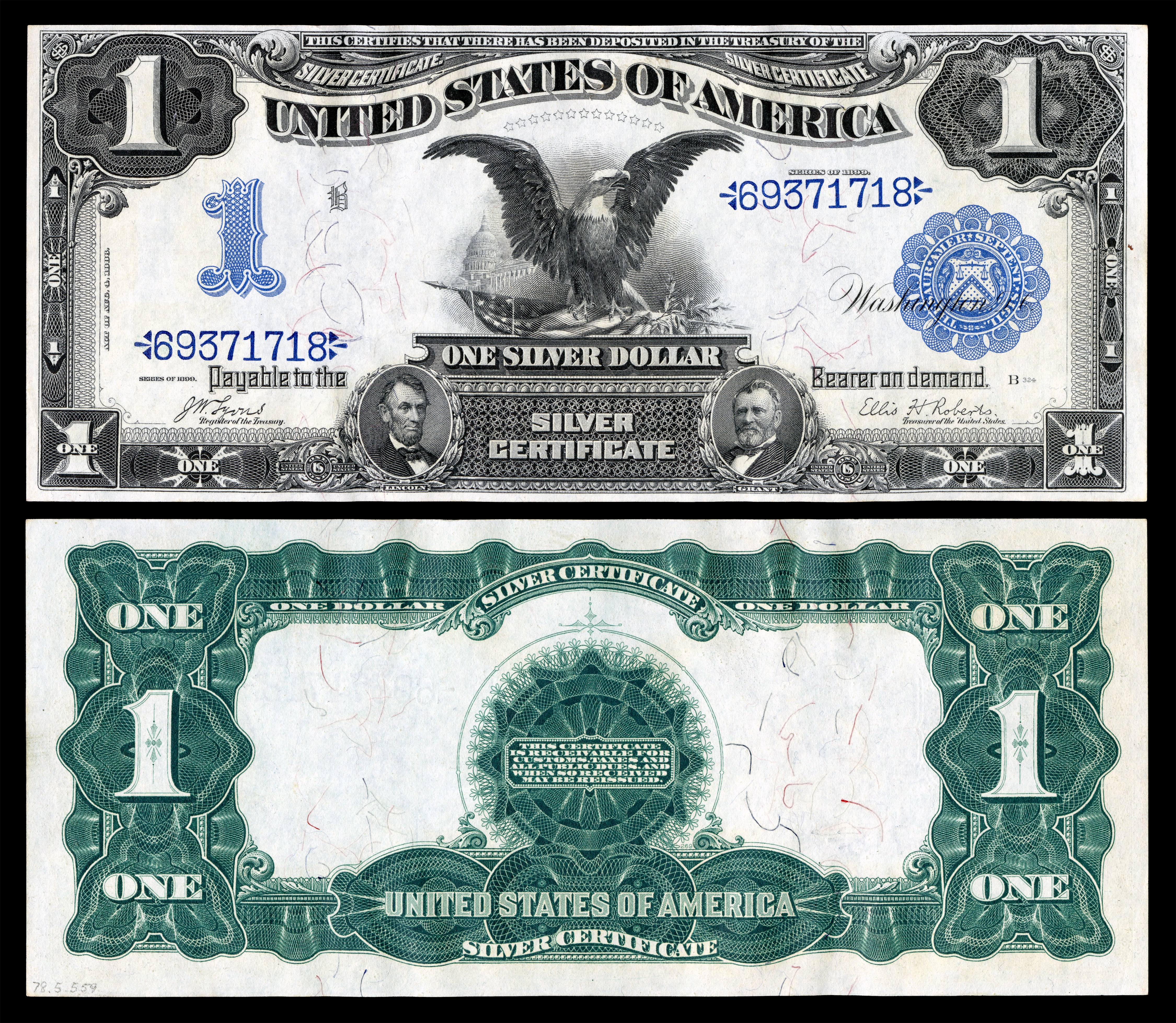
1899-es szériájú Silver Certificate 1 dolláros államjegy.
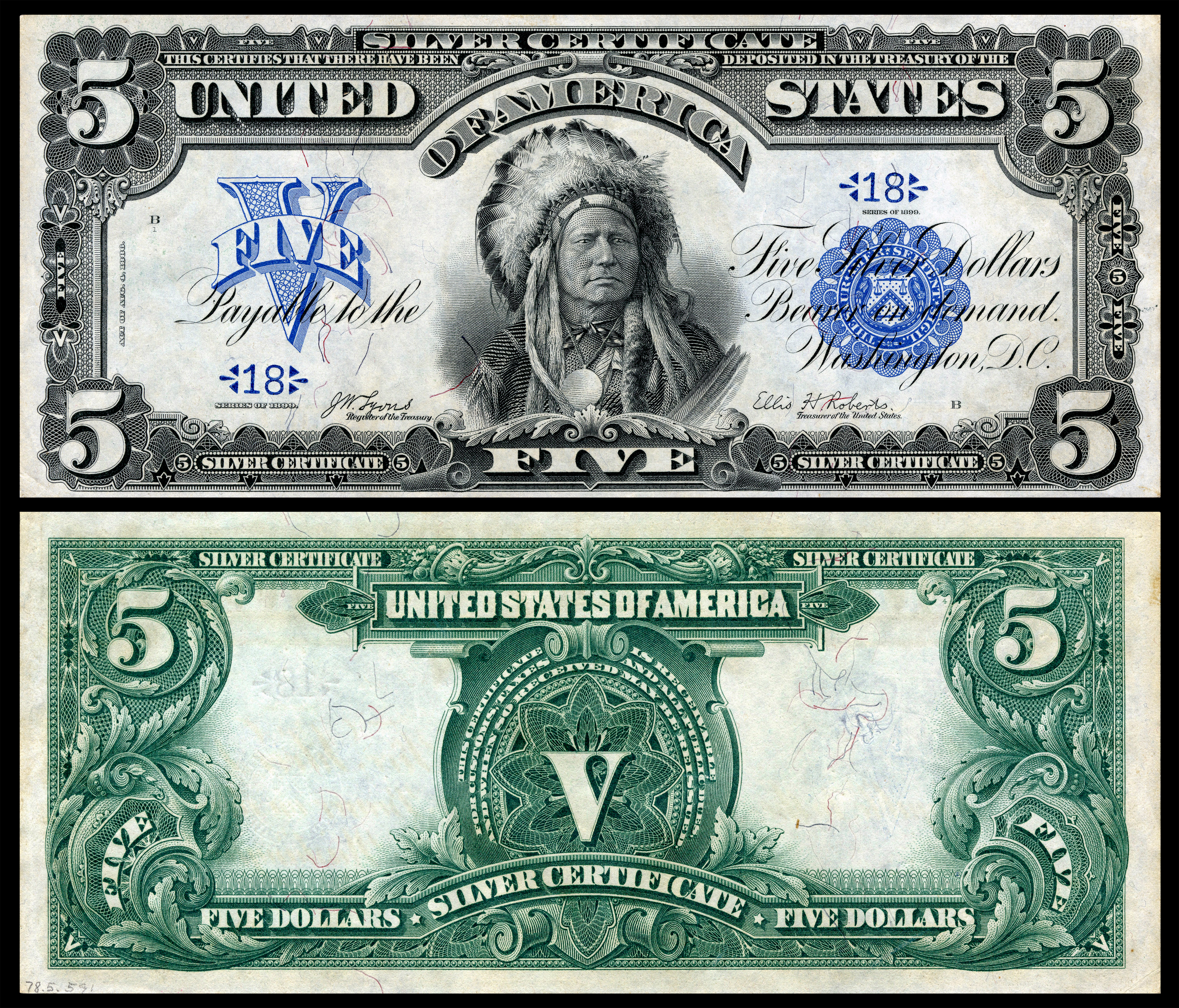
1899-es szériájú Silver Certificate 5 dolláros államjegy.
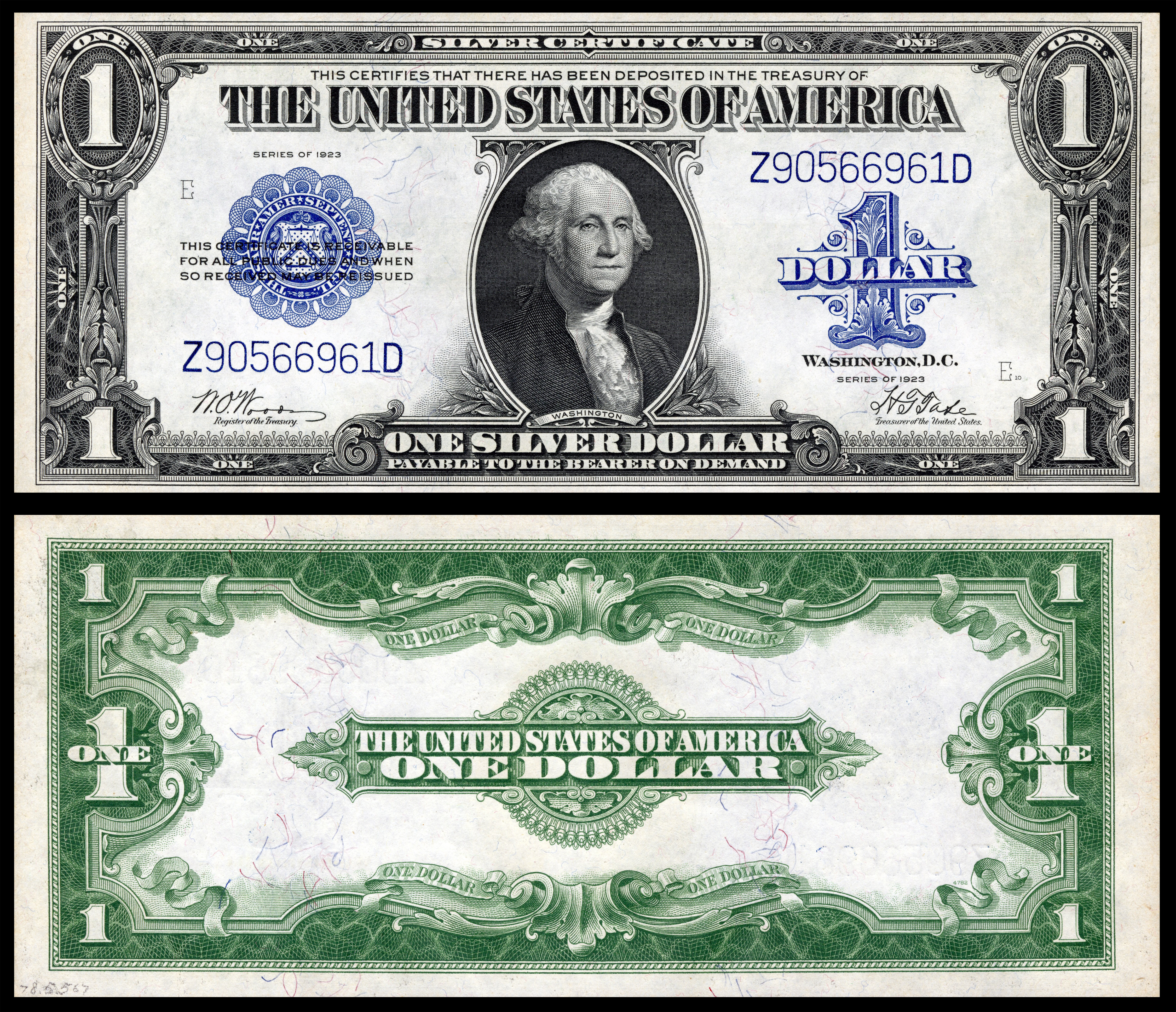
1923-as szériájú Silver Certificate 1 dolláros államjegy George Washington portréjával.
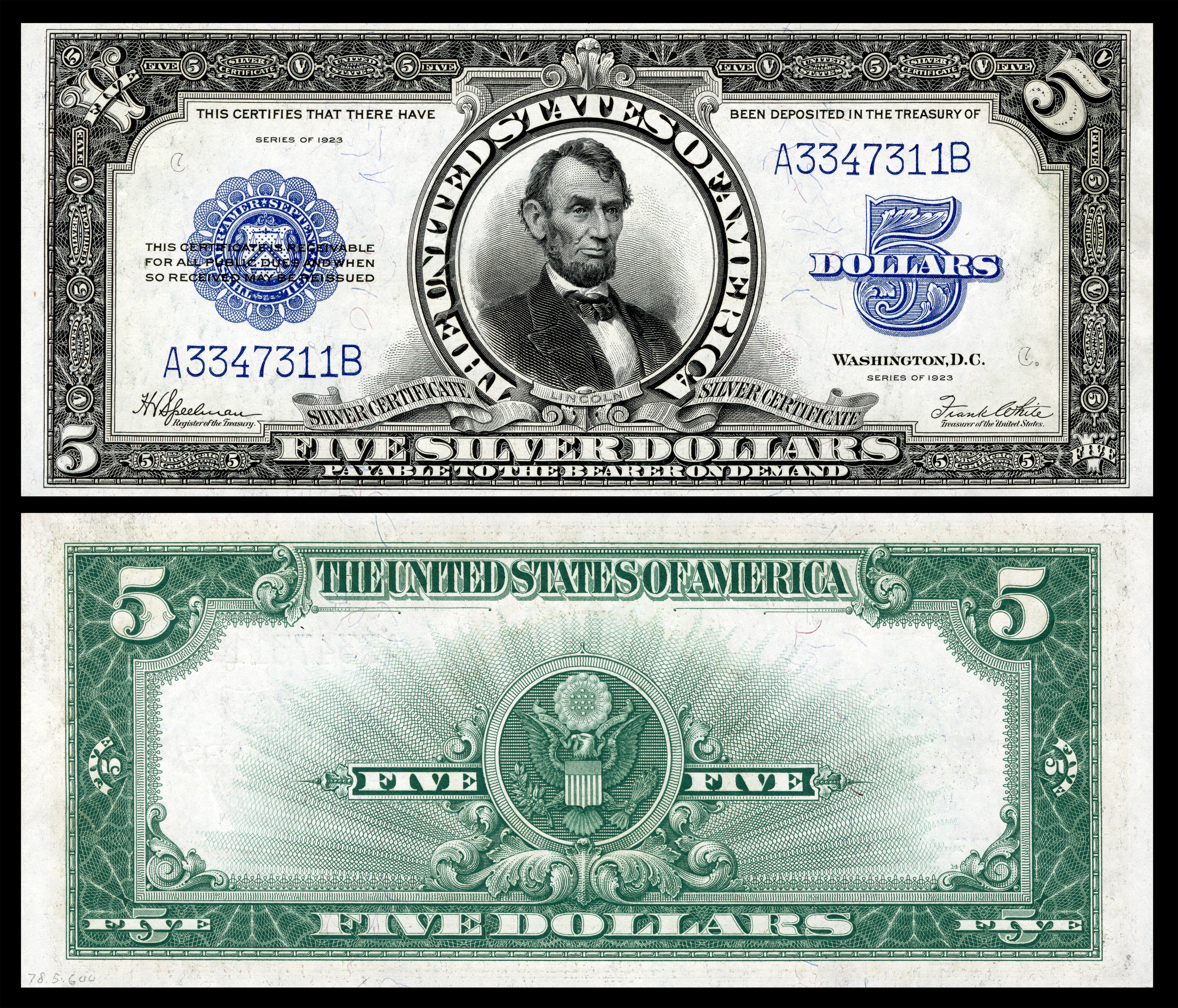
1923-as szériájú Silver Certificate 5 dolláros államjegy.

##### Kis méretű (small size note – 156 x 67 mm)

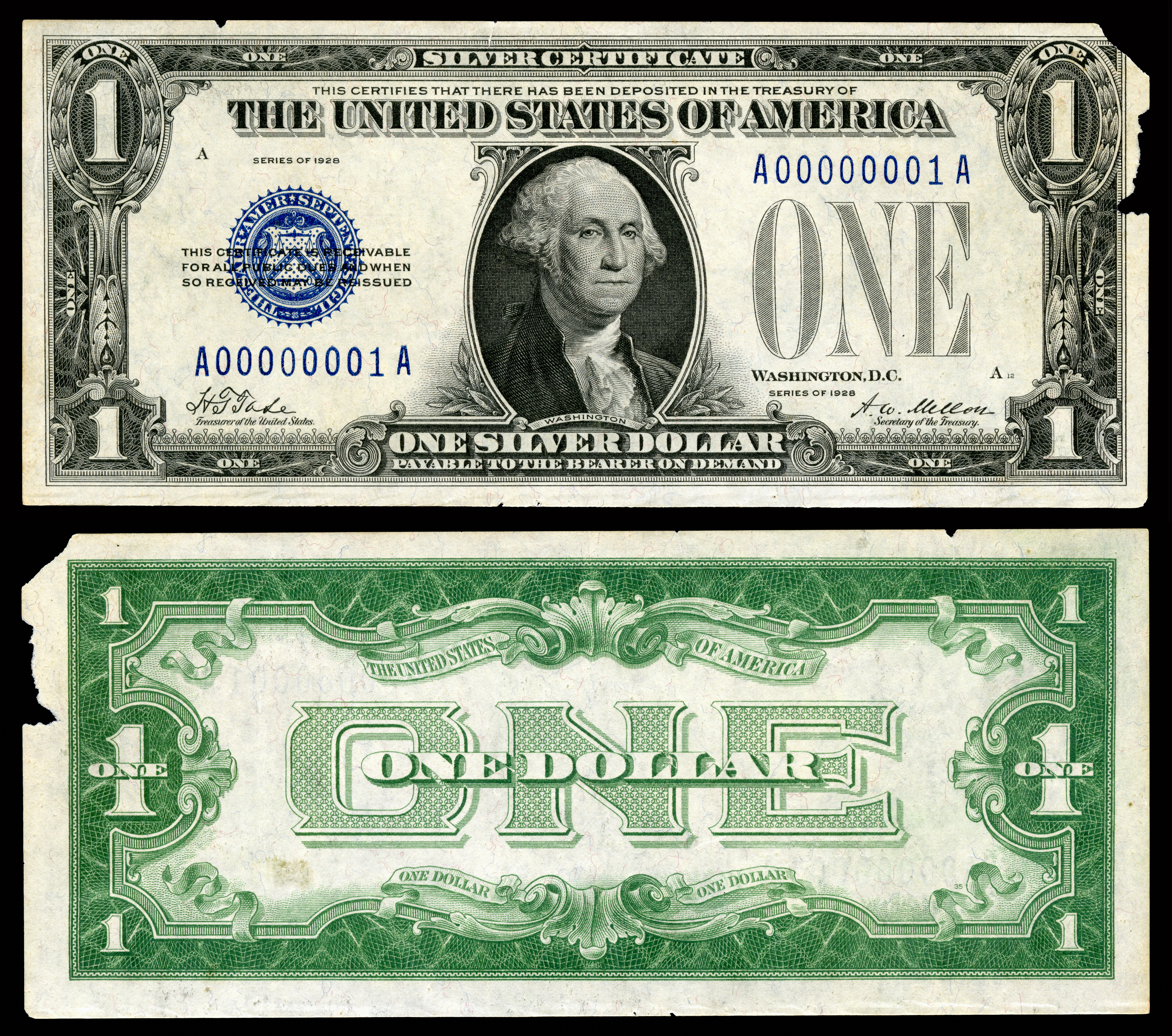
1928-as szériájú, ezüstérmékre váltható Silver Certificate 1 dolláros államjegy.
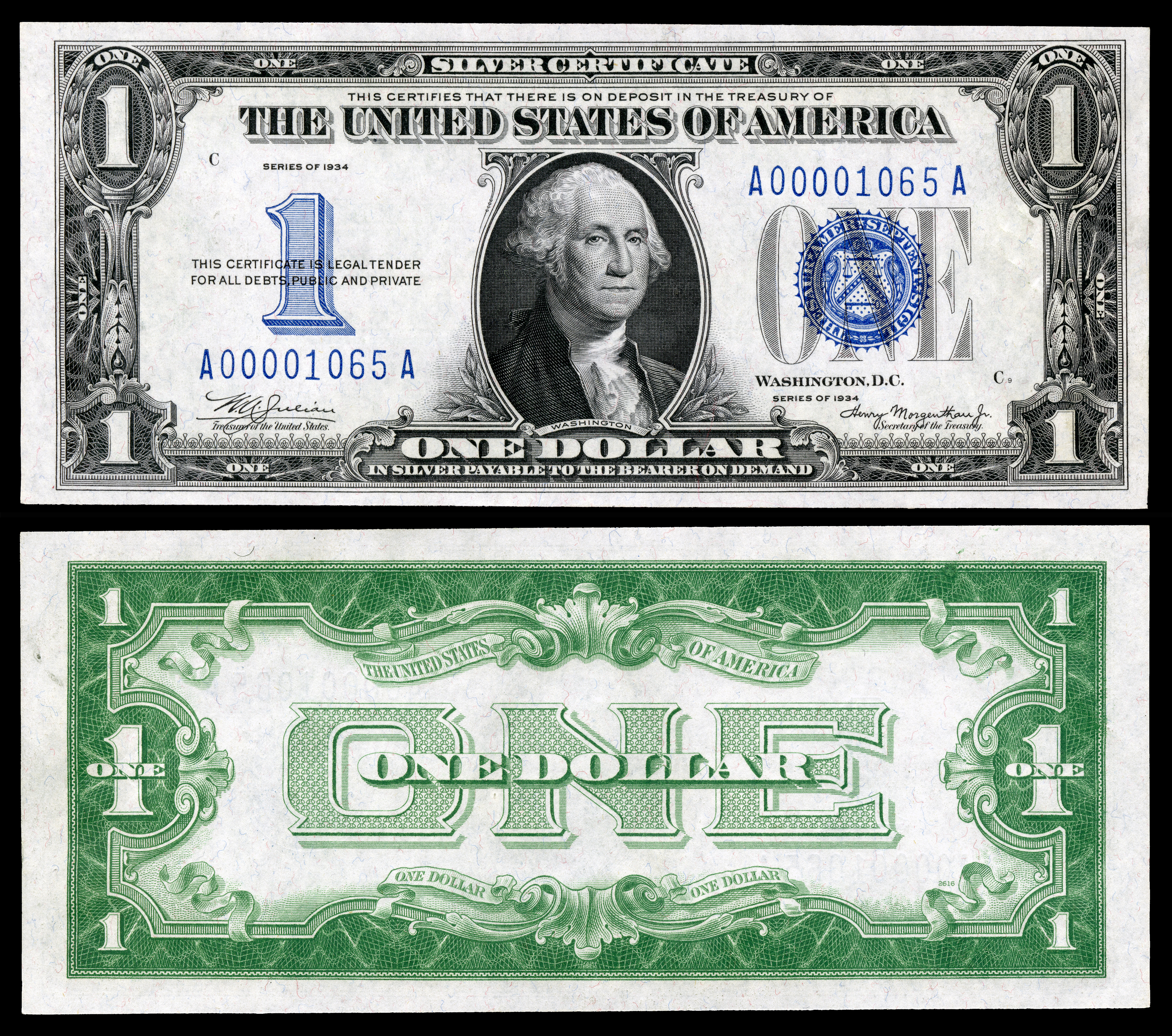
1934-es szériájú, ezüstérmékre váltható Silver Certificate 1 dolláros államjegy.
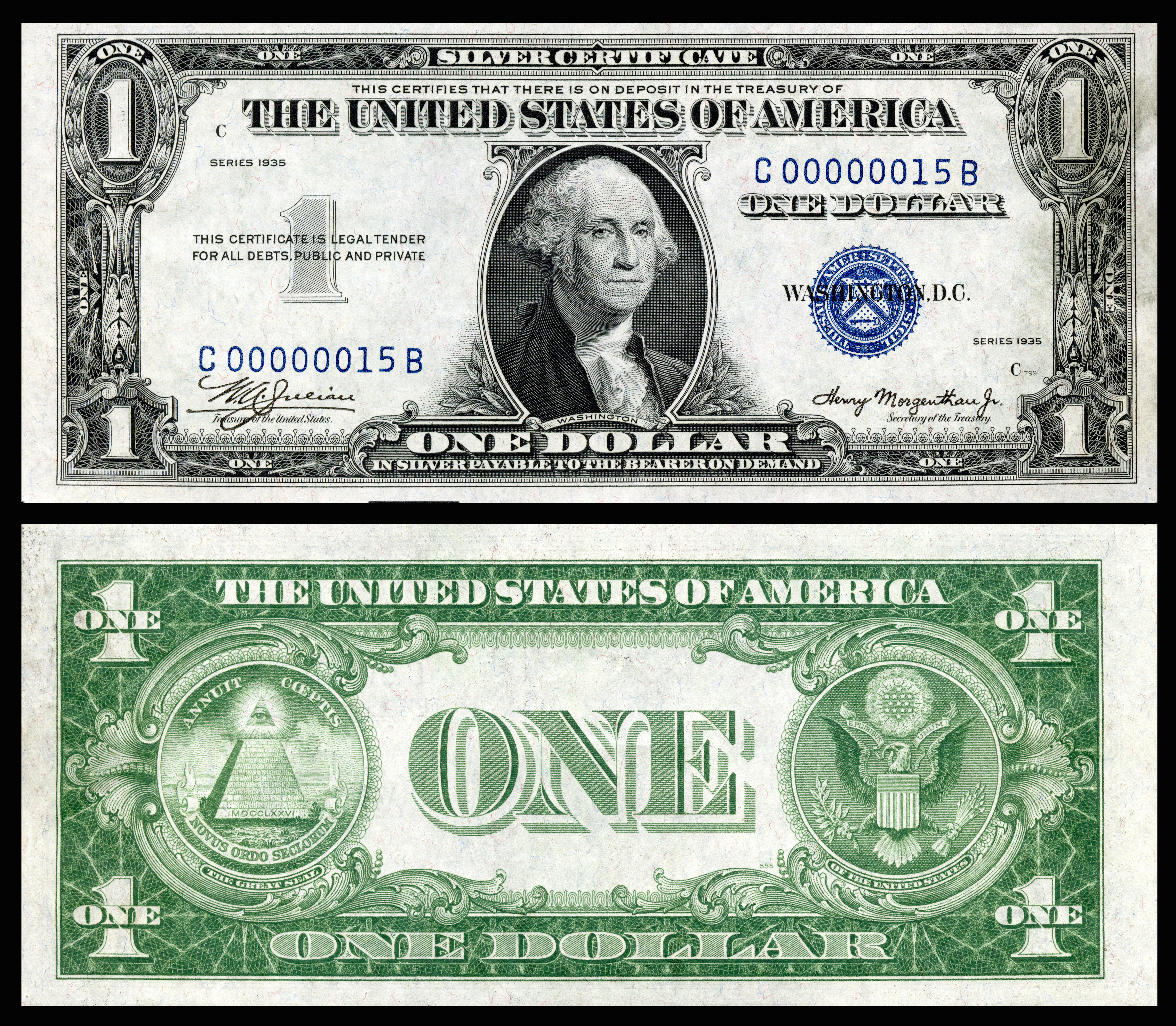
1935-ös szériájú, ezüstérmékre váltható Silver Certificate 1 dolláros államjegy.
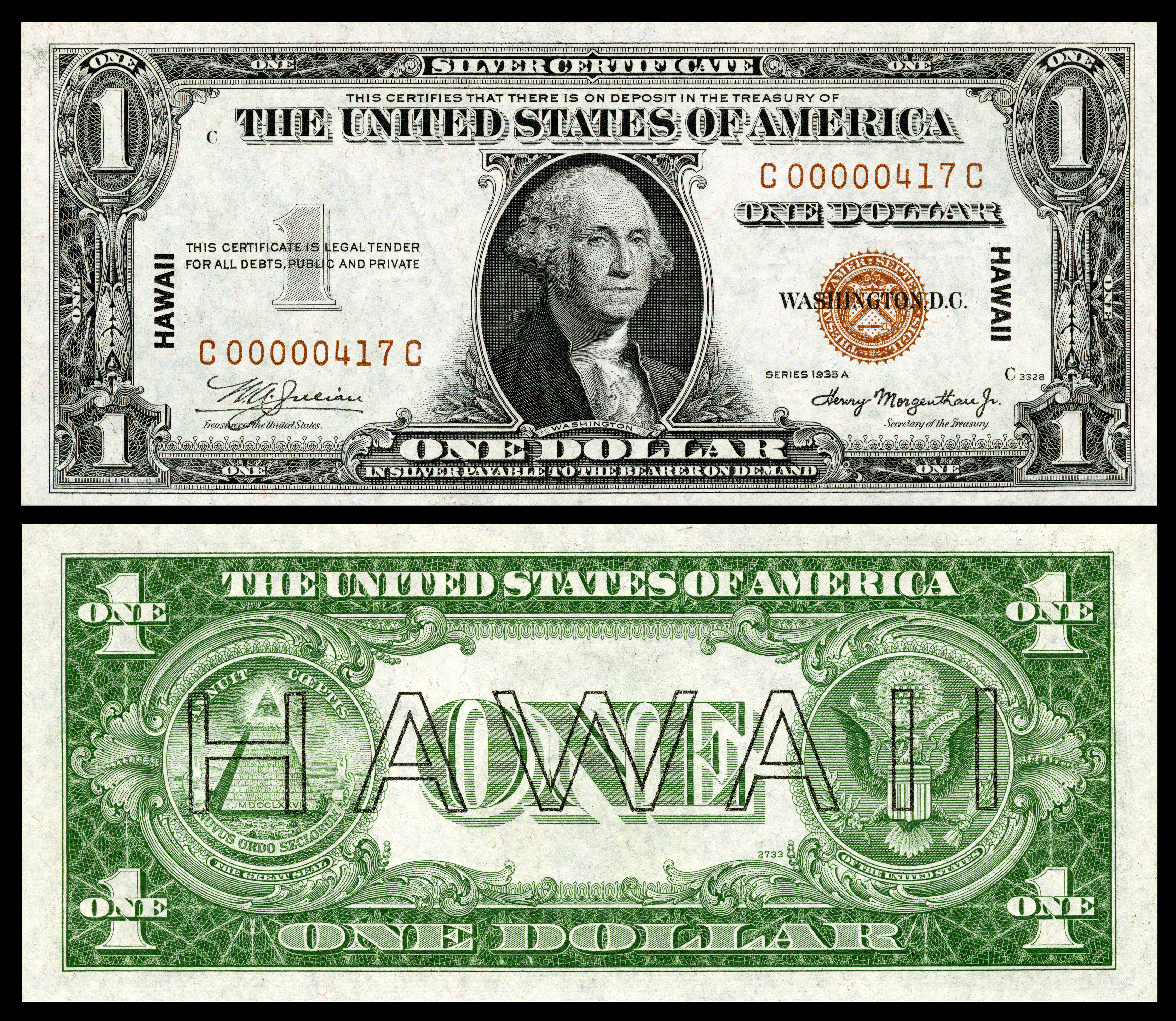
1935A szériájú, 1942-1944 között a Hawaii-szigetek számára kibocsájtott, barna kincstári címeres Silver Certificate 1 dolláros.
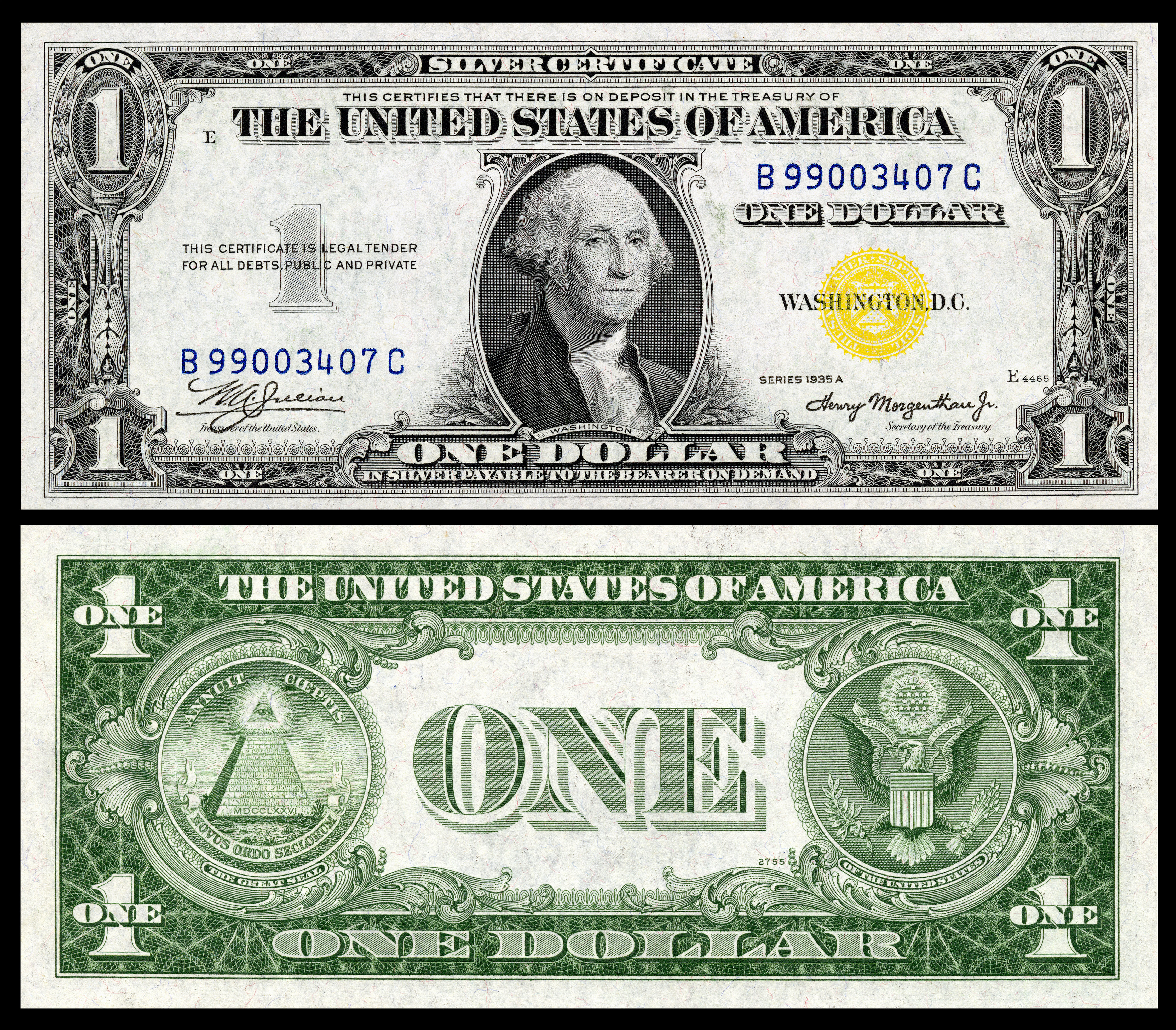
1935A szériájú, 1943-ban az Észak-Afrikában harcoló amerikai csapatok számára kibocsájtott sárga kincstári címeres Silver Certificate 1 dolláros.
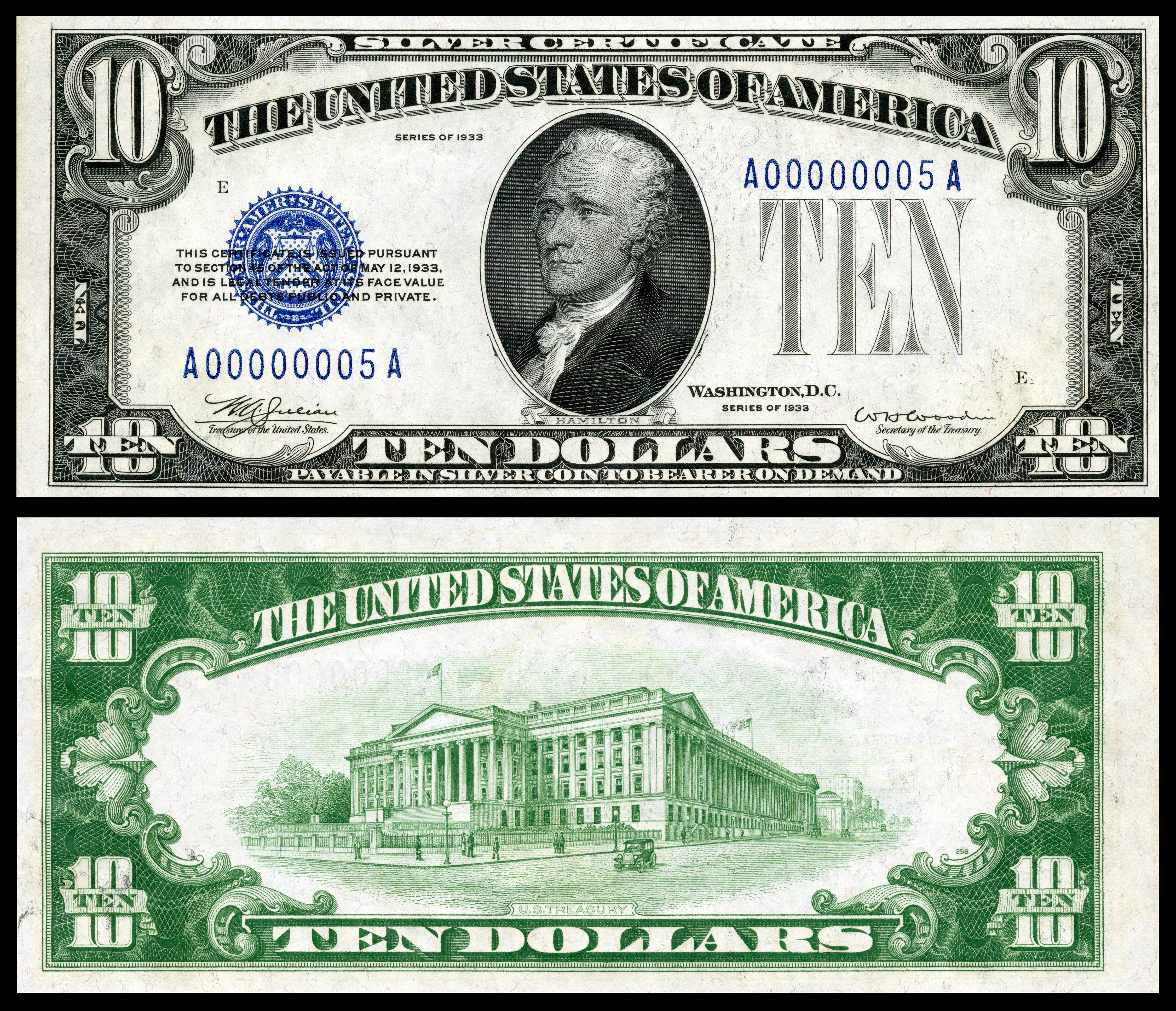
Az 1933-as szériájú, ezüstérmékre váltható Silver Certificate 10 dolláros államjegy, az elmúlt évtizedek egyik legritkább amerikai papírpénze.
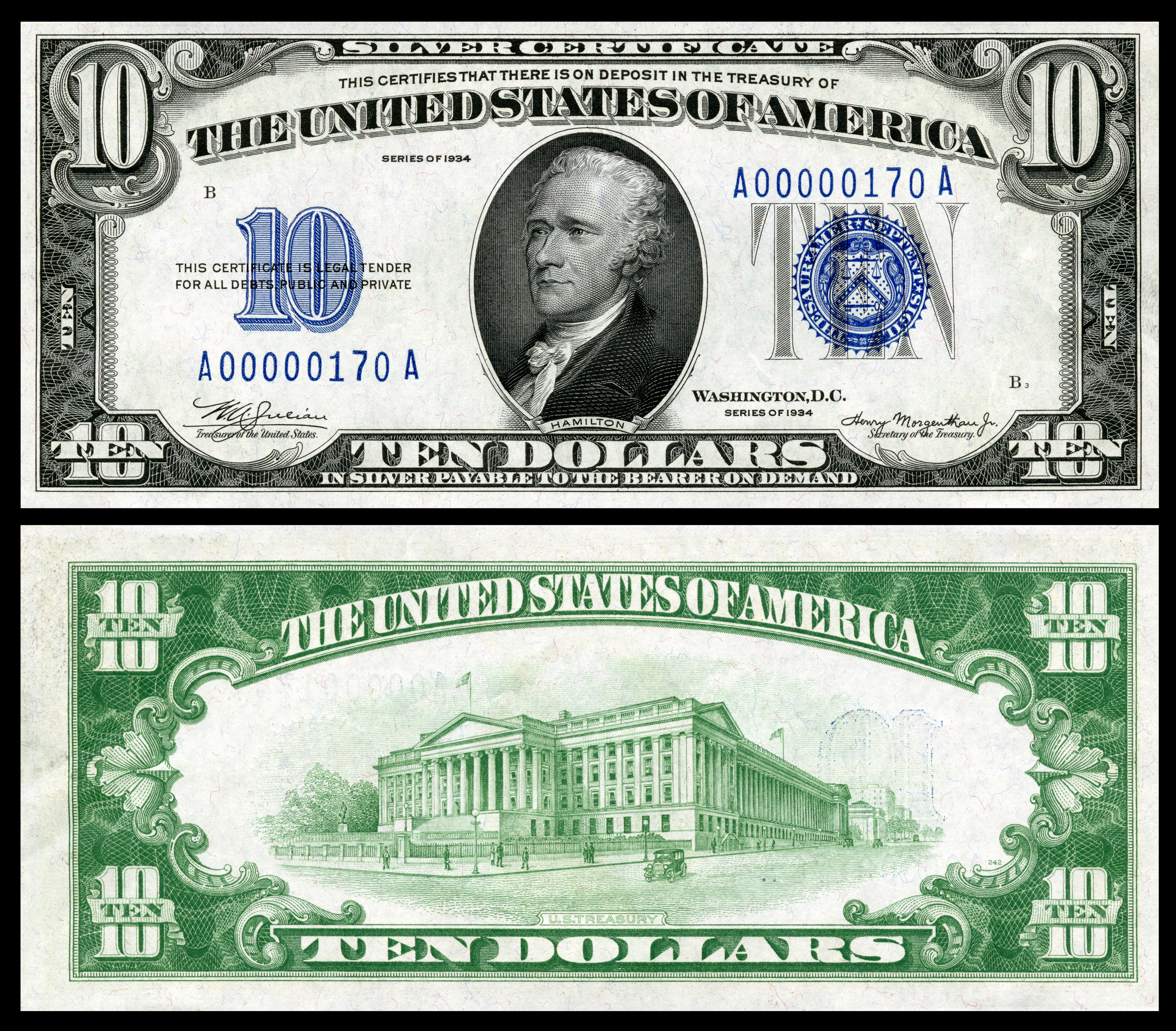
1934-es szériájú, ezüstérmékre váltható Silver Certificate 10 dolláros államjegy.

#### Gold Certificate

##### Nagy méretű (large size note – 187 x 79 mm)

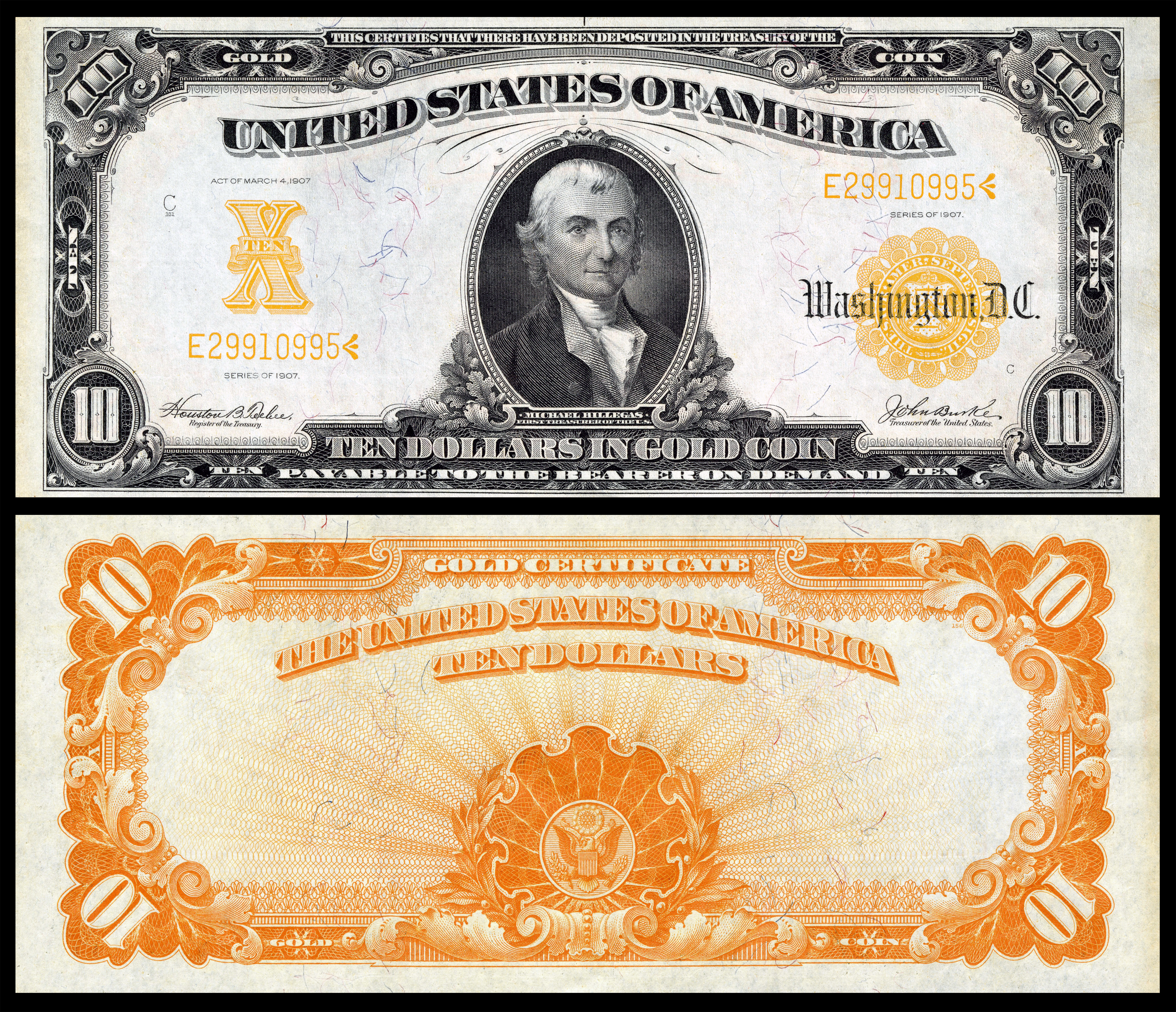
1907-es szériájú, aranyérmékre váltható Gold Cerificate 10 dolláros államjegy, sárga, goldback hátoldallal.
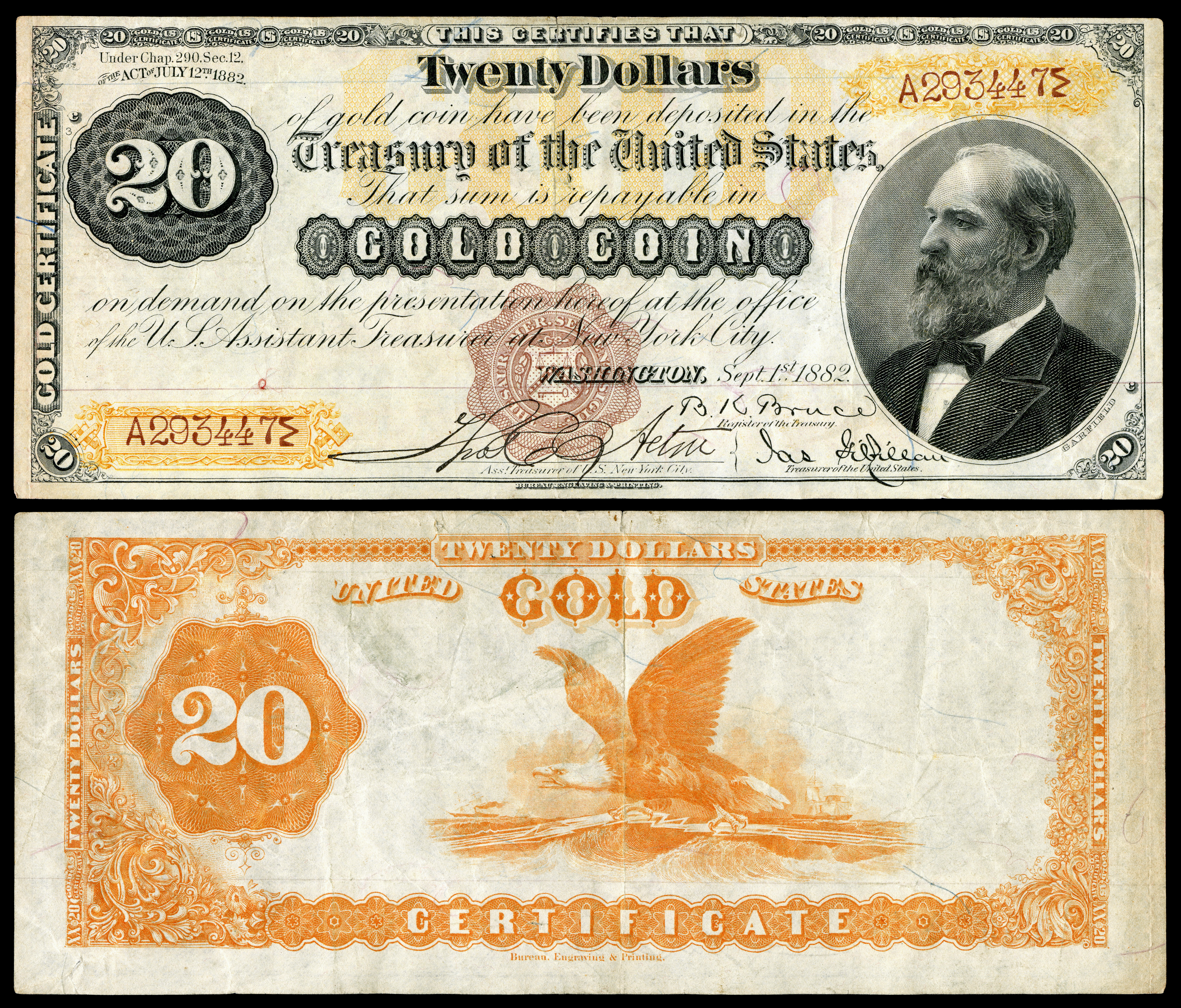
1882-es szériájú, aranyérmékre váltható Gold Cerificate 20 dolláros államjegy, sárga, goldback hátoldallal.
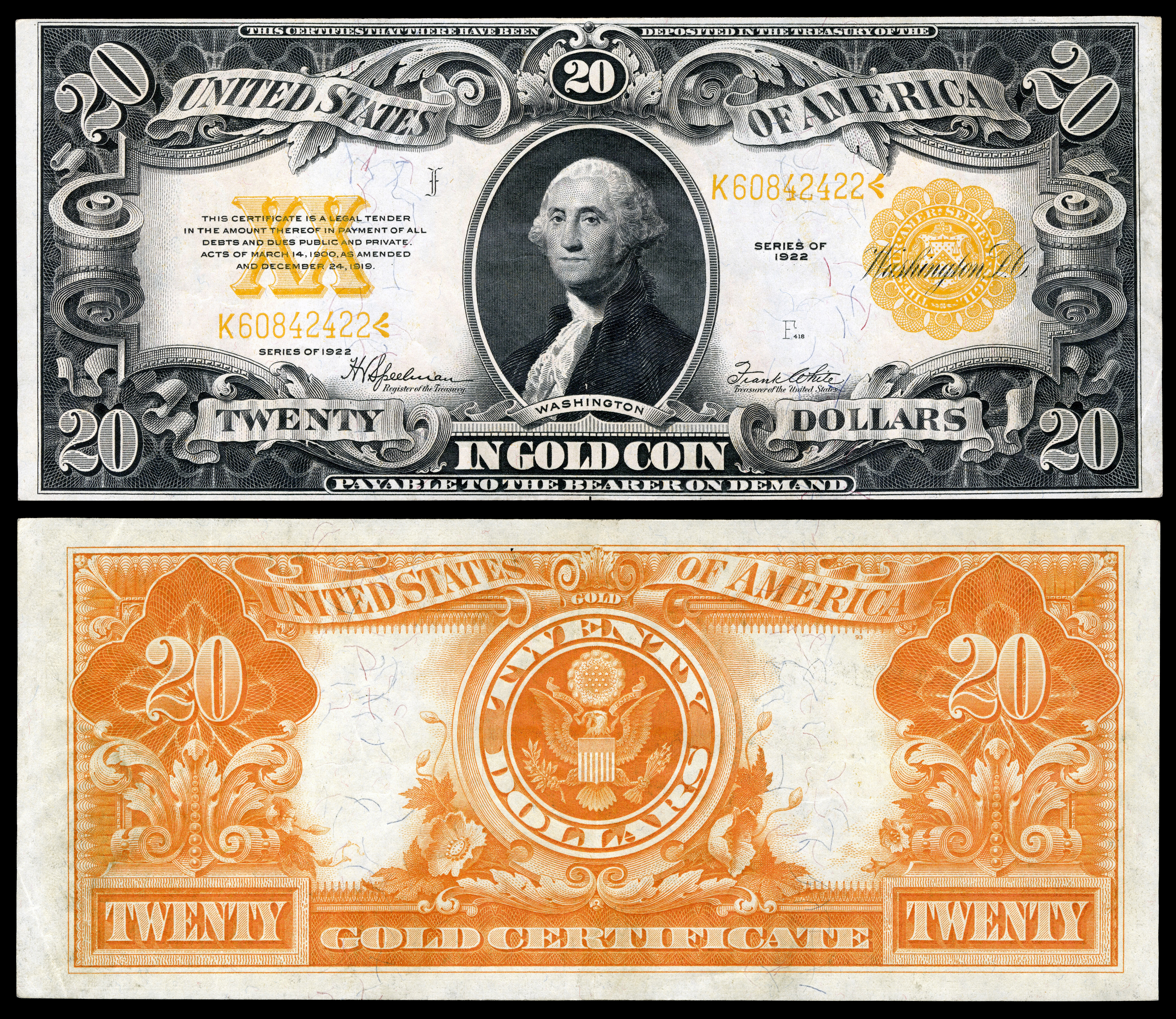
1922-es szériájú, aranyérmékre váltható Gold Cerificate 20 dolláros államjegy, sárga, goldback hátoldallal.
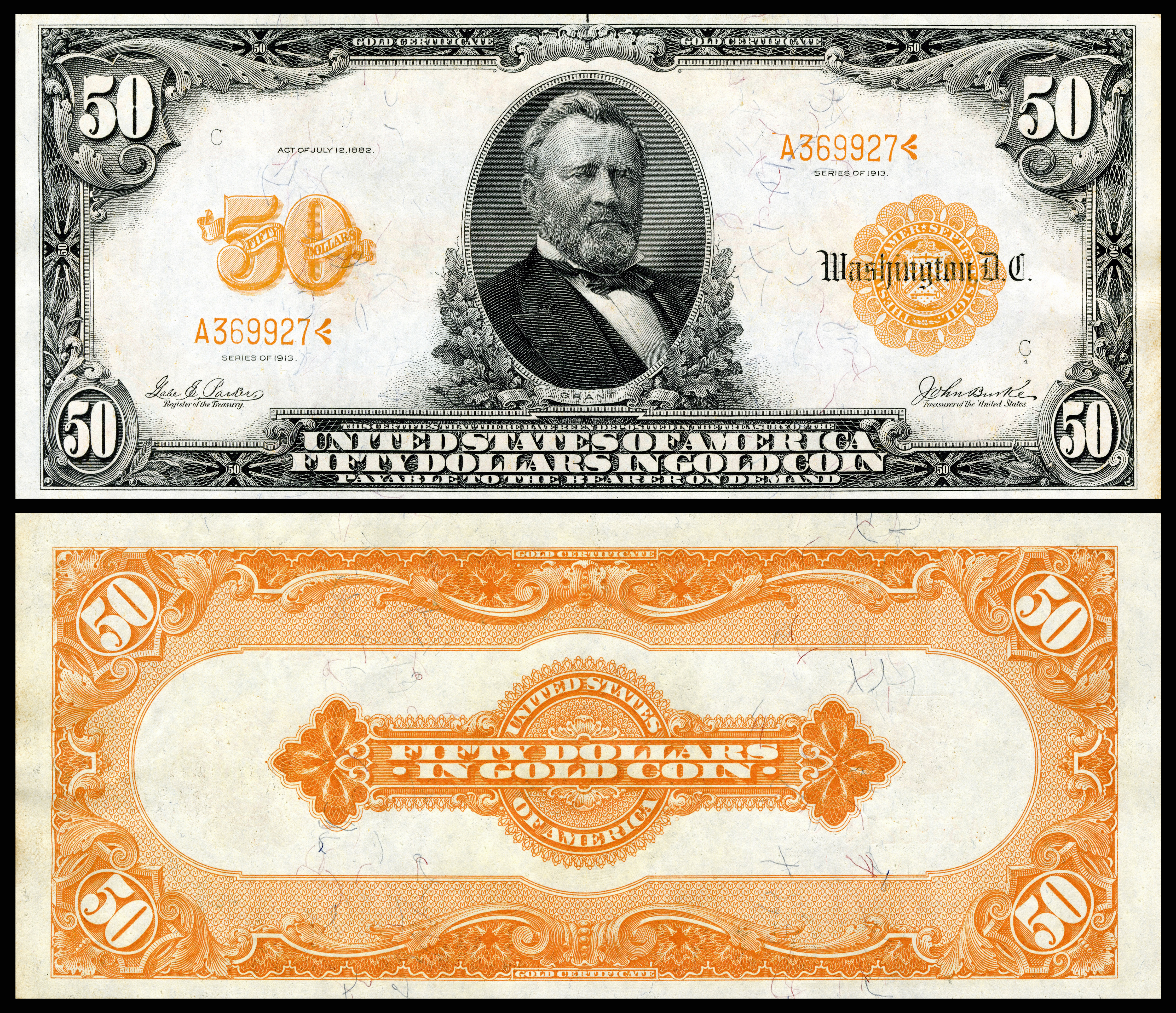
1913-as szériájú, aranyérmékre váltható Gold Cerificate 50 dolláros államjegy, sárga, goldback hátoldallal.
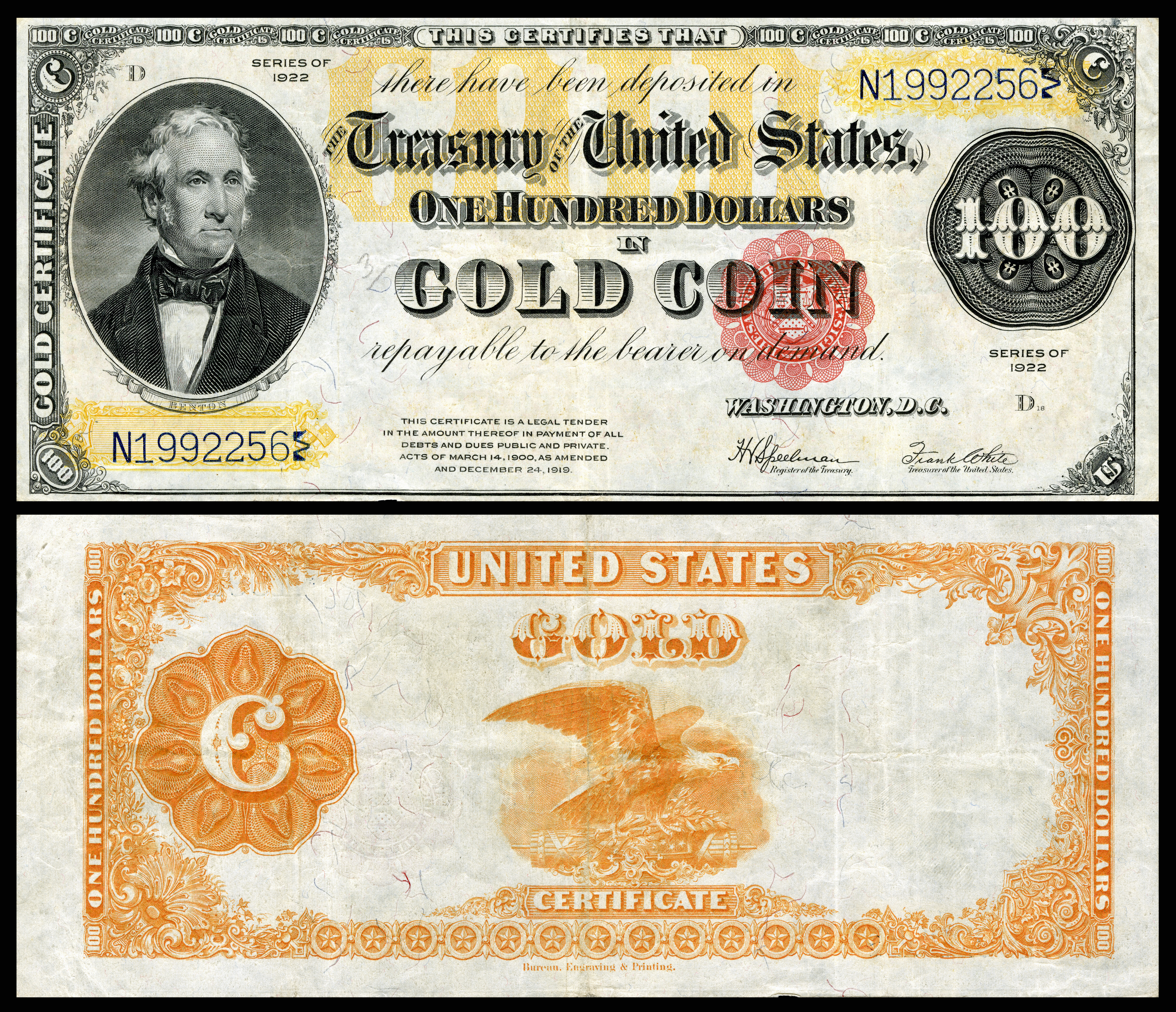
1922-es szériájú, aranyérmékre váltható Gold Cerificate 100 dolláros államjegy, sárga, goldback hátoldallal.
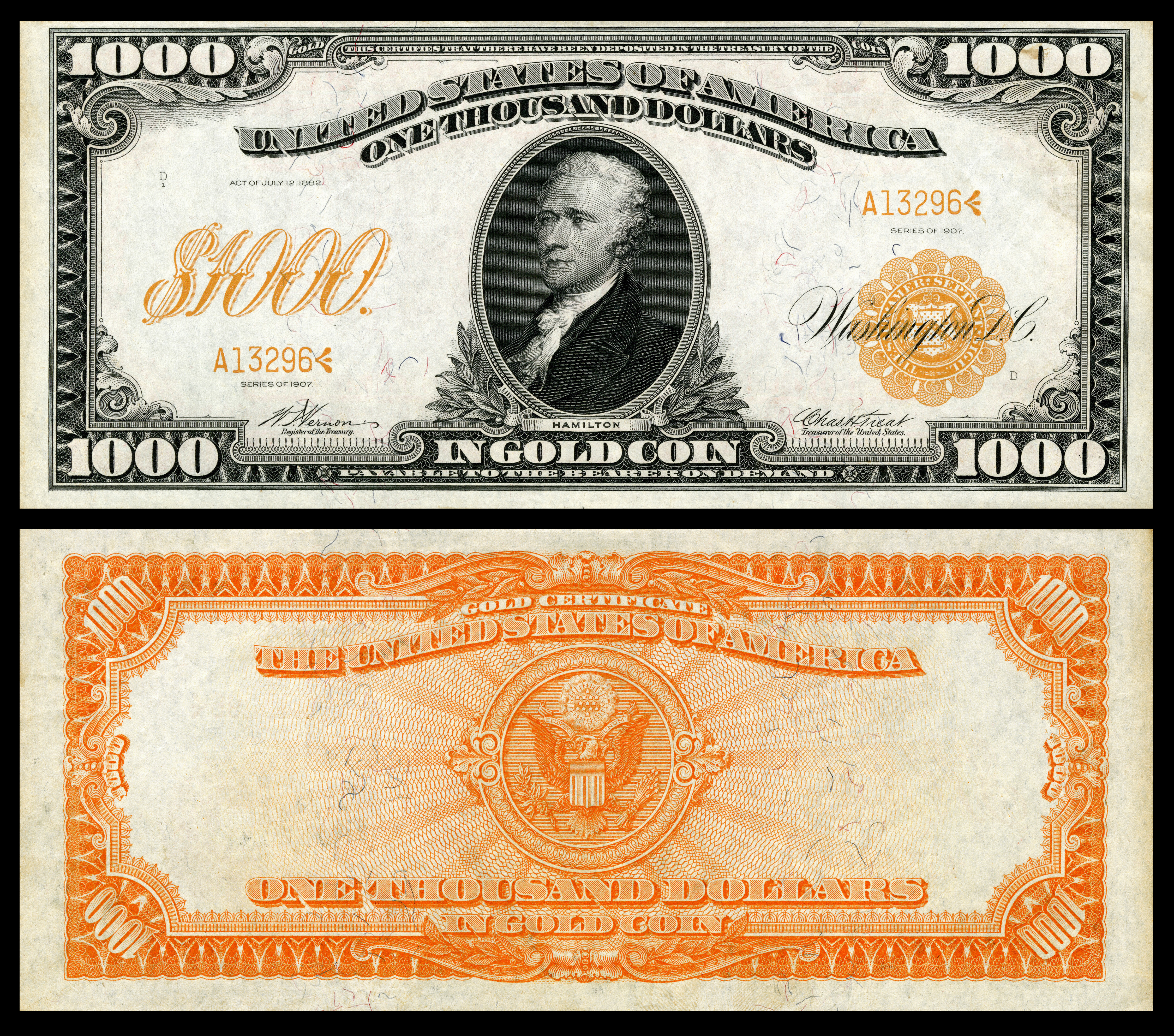
1907-es szériájú, aranyérmékre váltható Gold Cerificate 1000 dolláros államjegy, sárga, goldback hátoldallal.
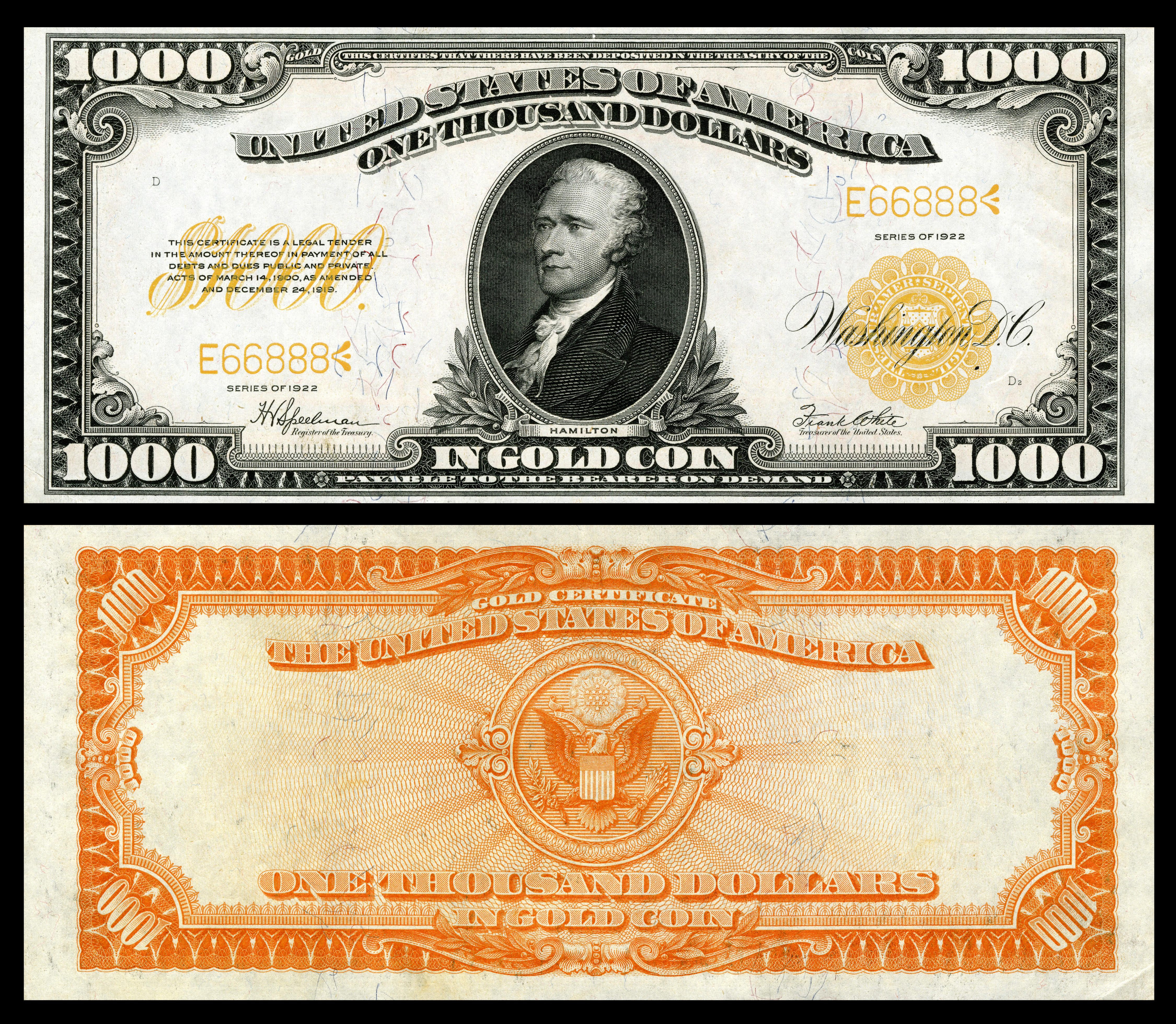
1922-es szériájú, aranyérmékre váltható Gold Cerificate 1000 dolláros államjegy, sárga, goldback hátoldallal

##### Kis méretű (small size note – 156 x 67 mm)

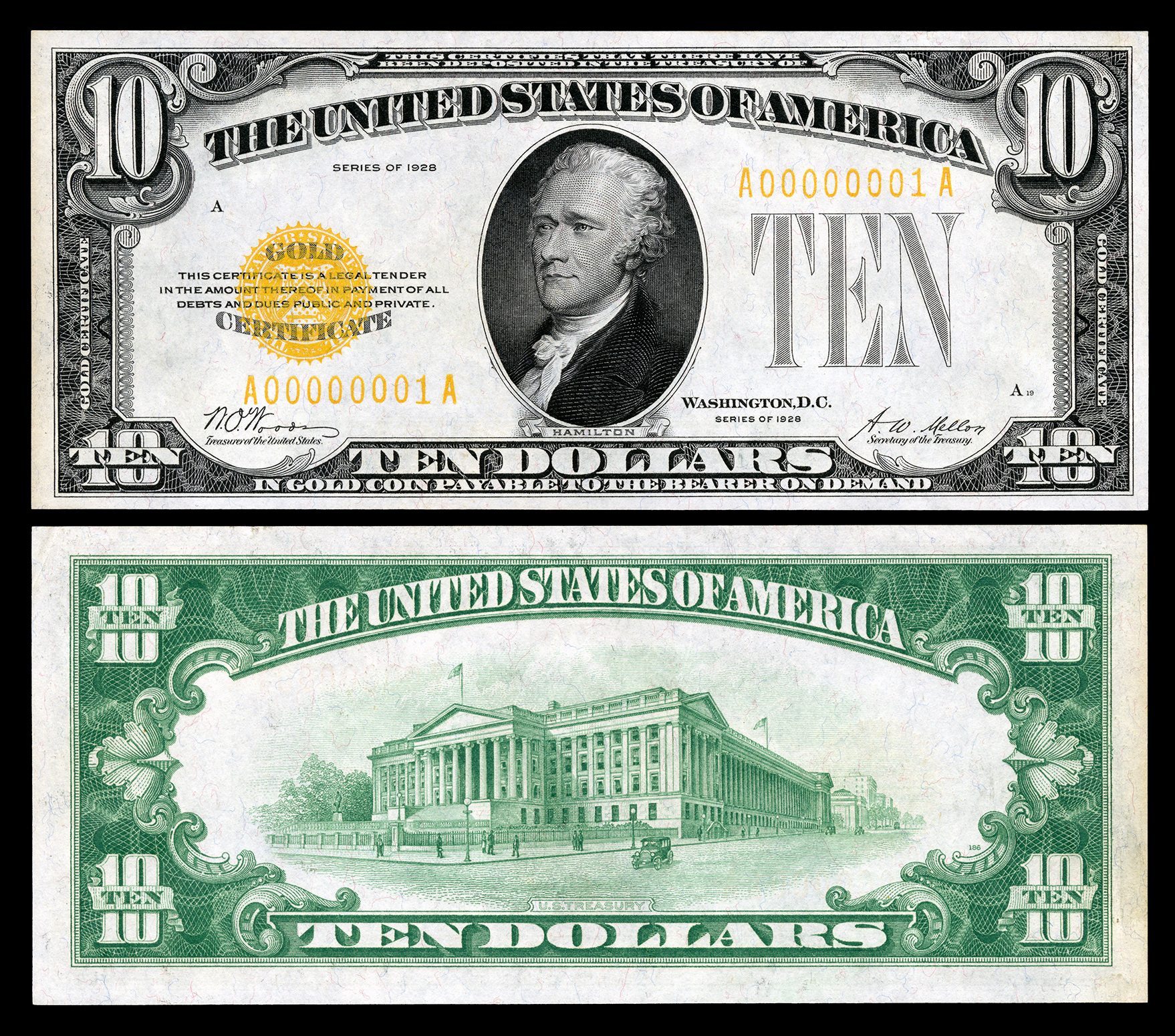
1928-as szériájú, aranyérmékre váltható Gold Cerificate 10 dolláros államjegy, zöld, greenback hátoldallal.
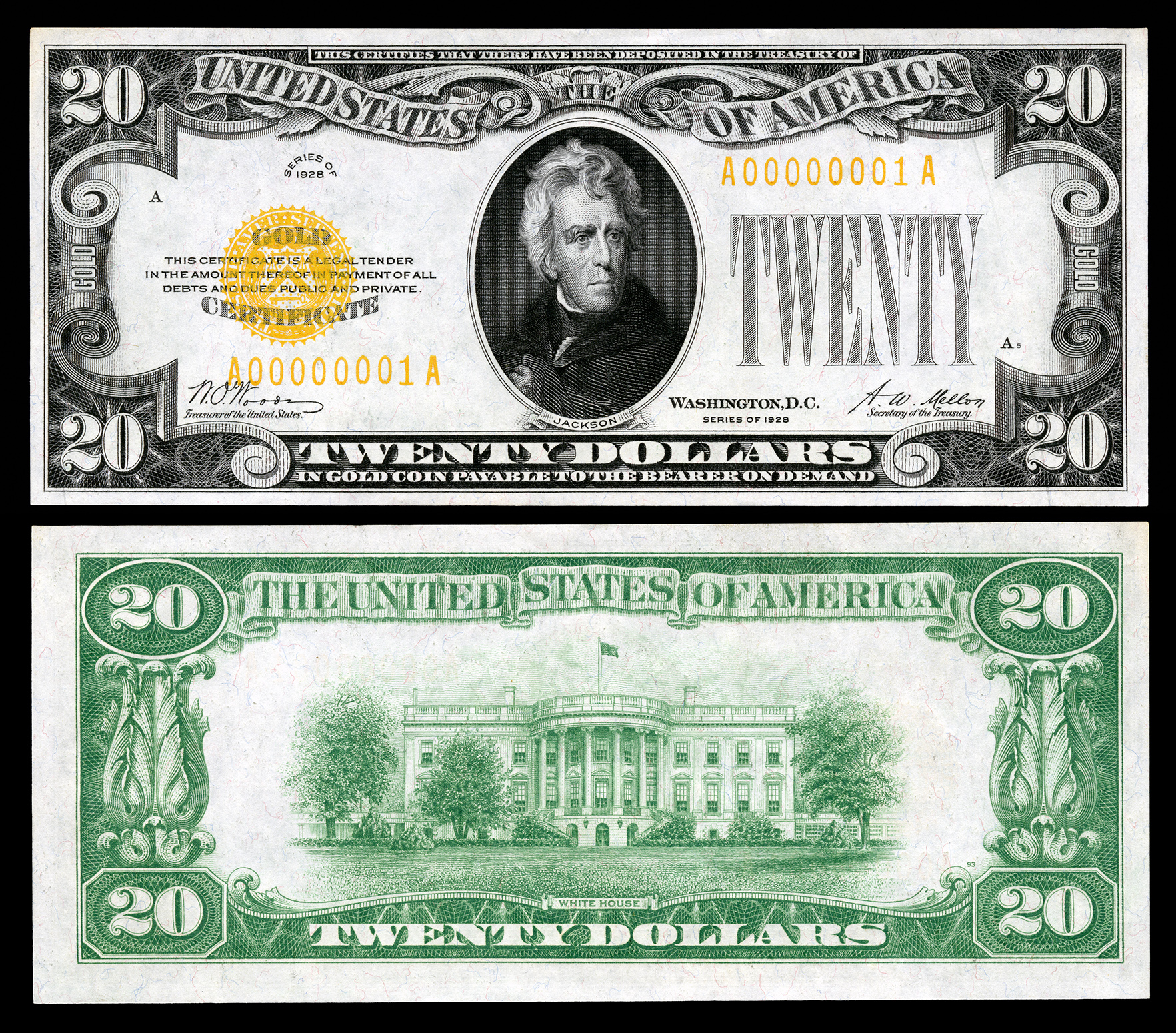
1928-as szériájú, aranyérmékre váltható Gold Cerificate 20 dolláros államjegy, zöld, greenback hátoldallal.
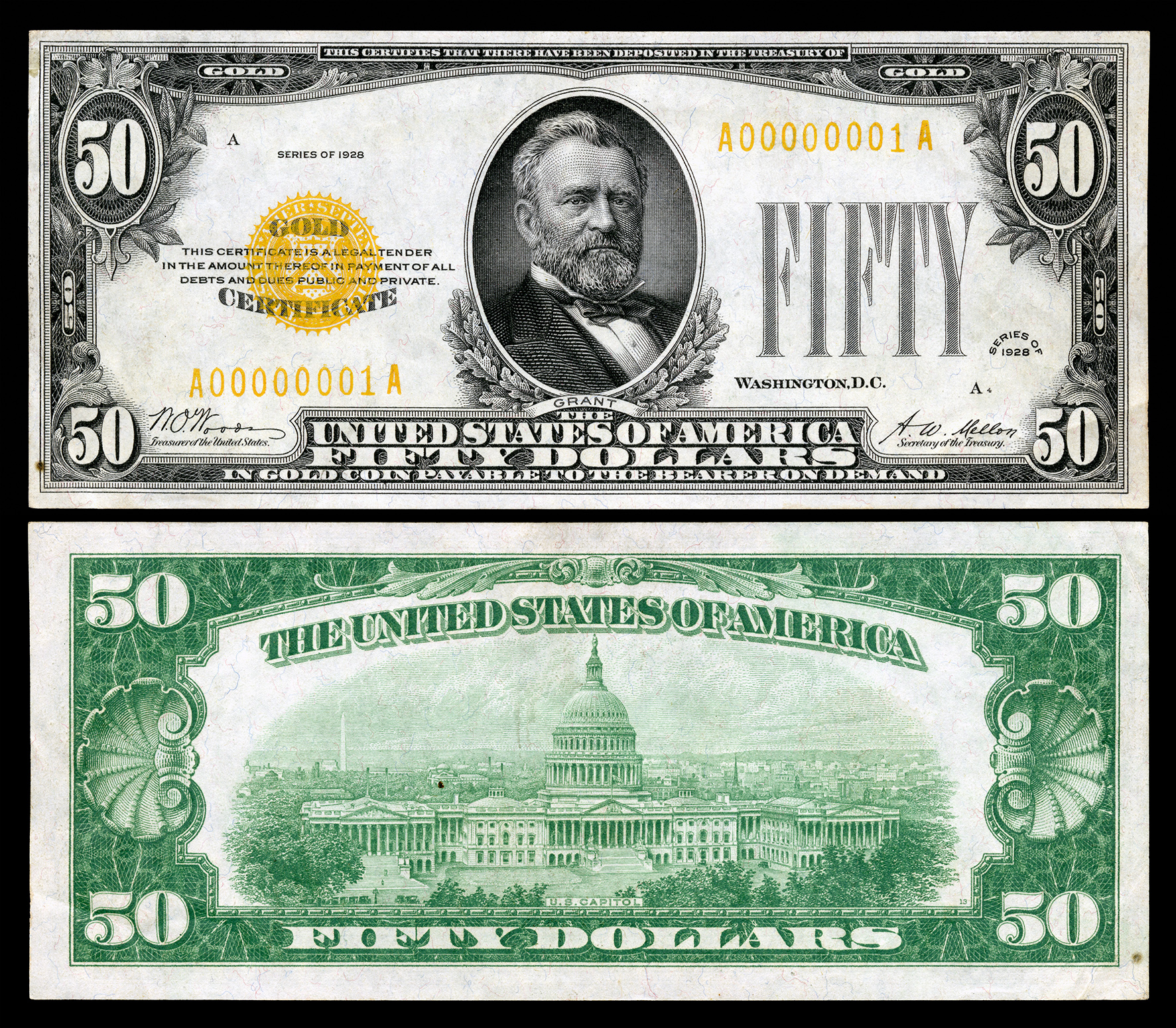
1928-as szériájú, aranyérmékre váltható Gold Cerificate 50 dolláros államjegy, zöld, greenback hátoldallal.
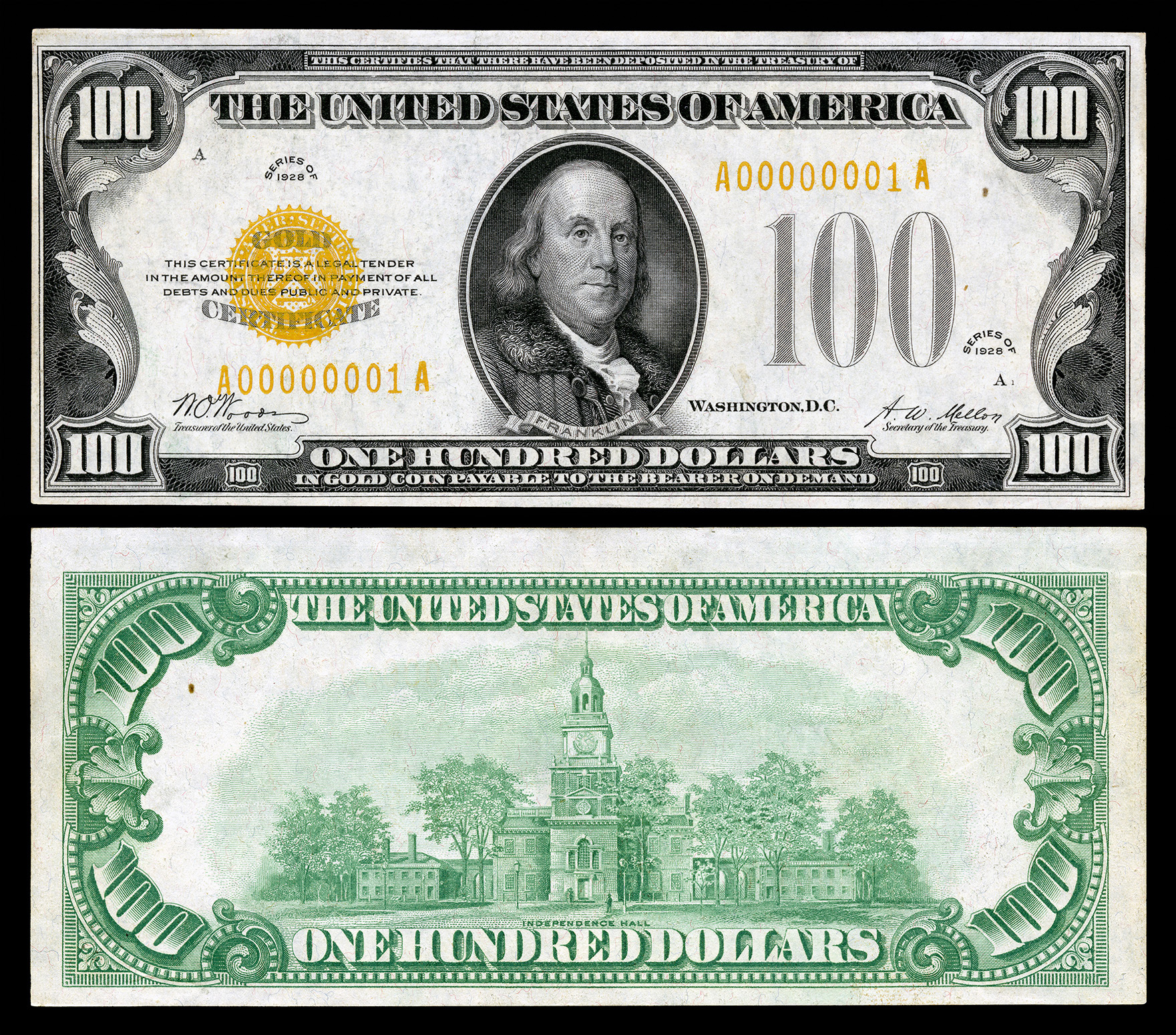
1928-as szériájú, aranyérmékre váltható Gold Cerificate 100 dolláros államjegy, zöld, greenback hátoldallal
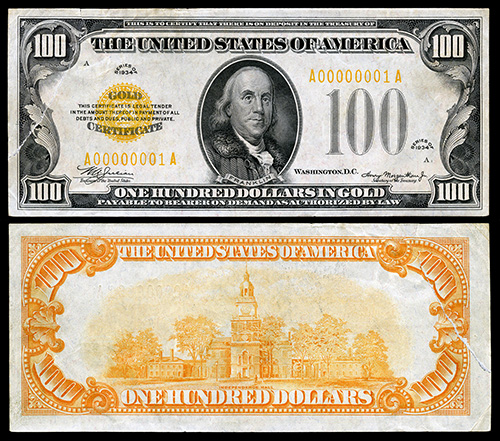
1934-es szériájú, aranyérmékre váltható Gold Cerificate 100 dolláros államjegy, sárga, goldback hátoldallal.
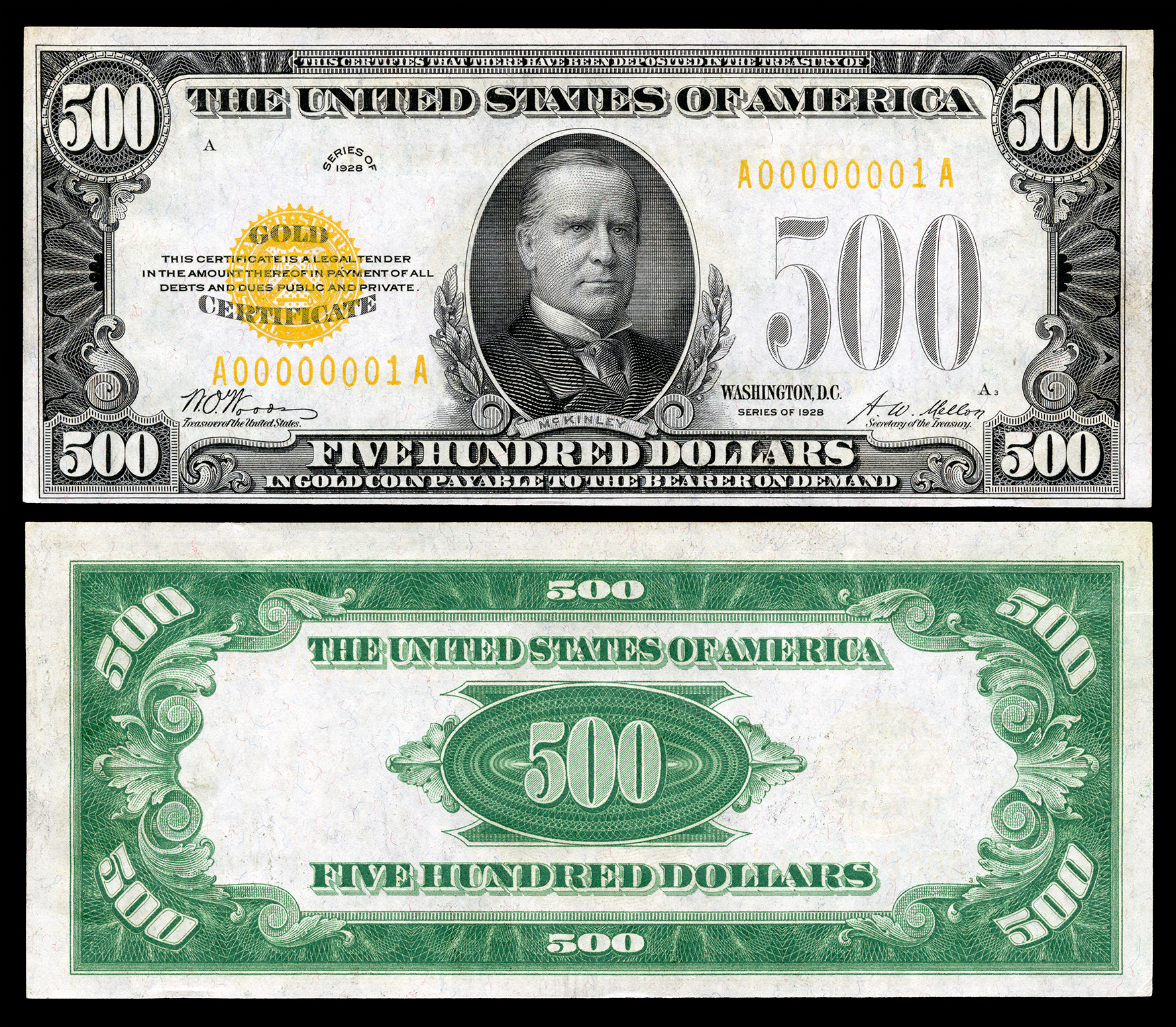
1928-as szériájú, aranyérmékre váltható Gold Cerificate 500 dolláros államjegy, zöld, greenback hátoldallal.

#### Treasury Note (Coin Note) 1890-1893
A Treasury Note típusban, nagy méretben (large size note – 187 x 79 mm), két eltérő hátoldalú szériában (1890-es és 1891-es) bocsátottak ki államjegyeket. Az 1890-es széris 1, 2, 5, 10, 20 100 és 1000 dolláros, az 1891-es 1, 2, 5, 10, 20, 50, 100 és 1000 dolláros címletekből állt.

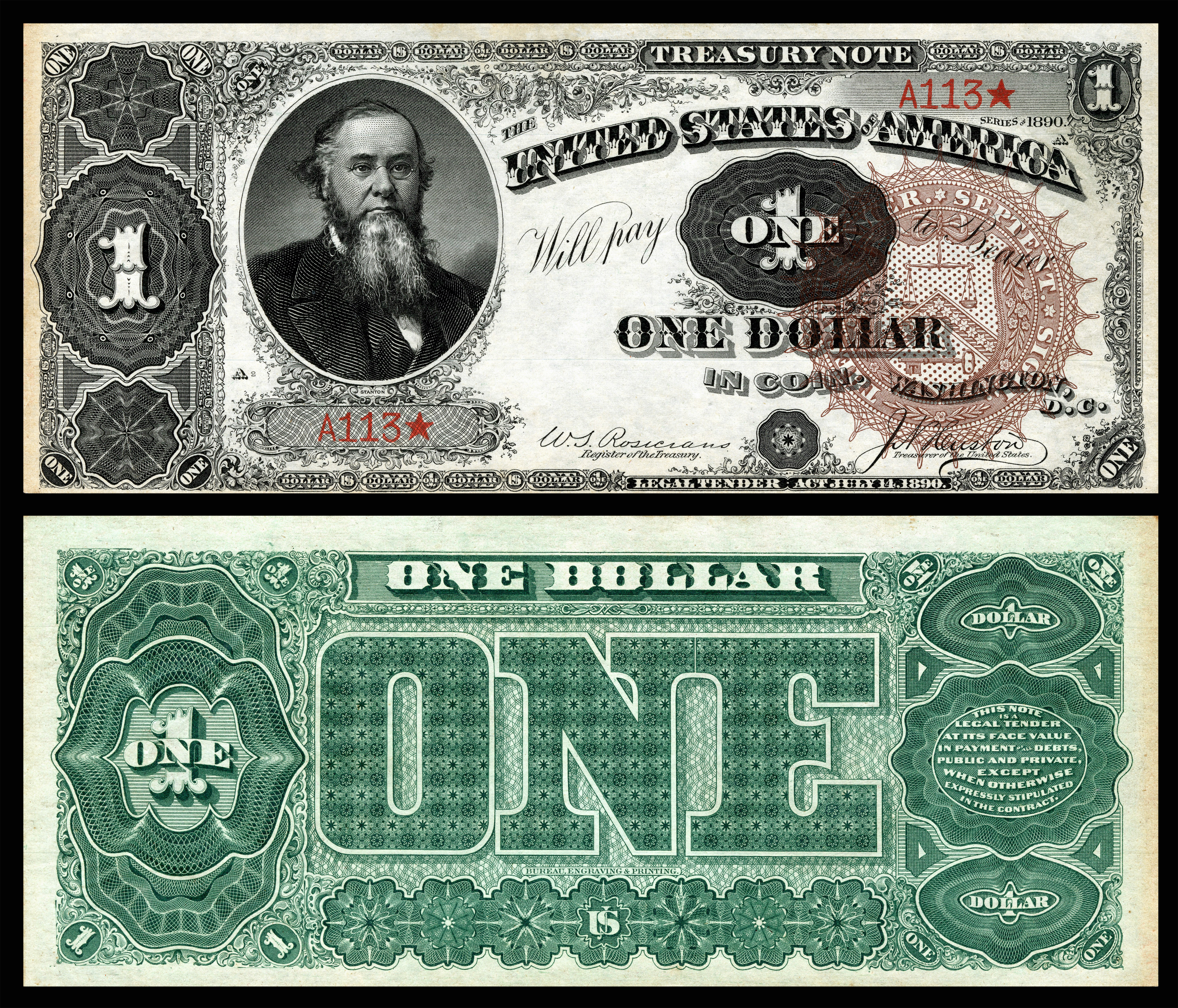
1890-es szériájú Treasury Note (Coin Note) 1 dolláros államjegy.
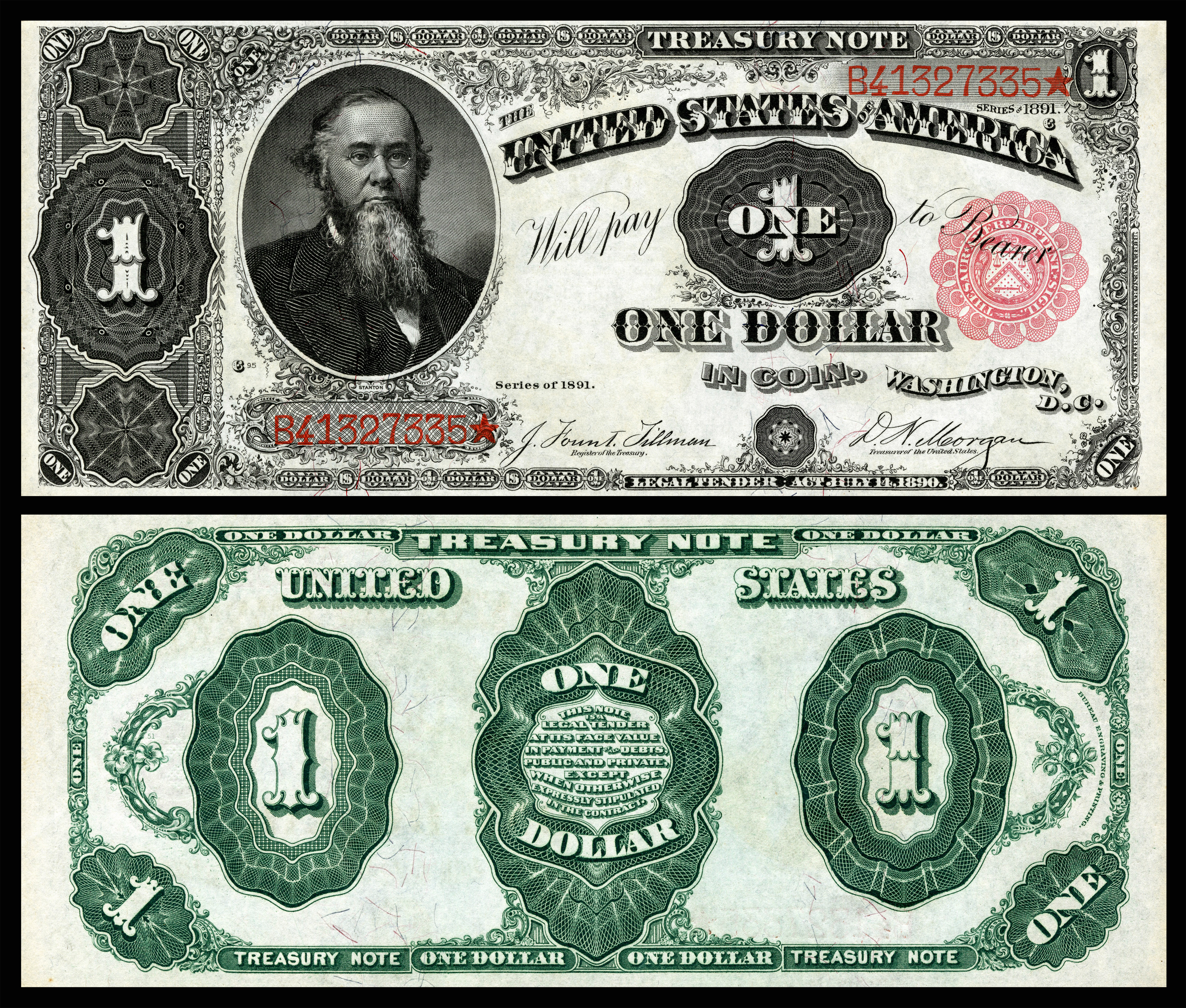
1891-es szériájú Treasury Note (Coin Note) 1 dolláros államjegy.
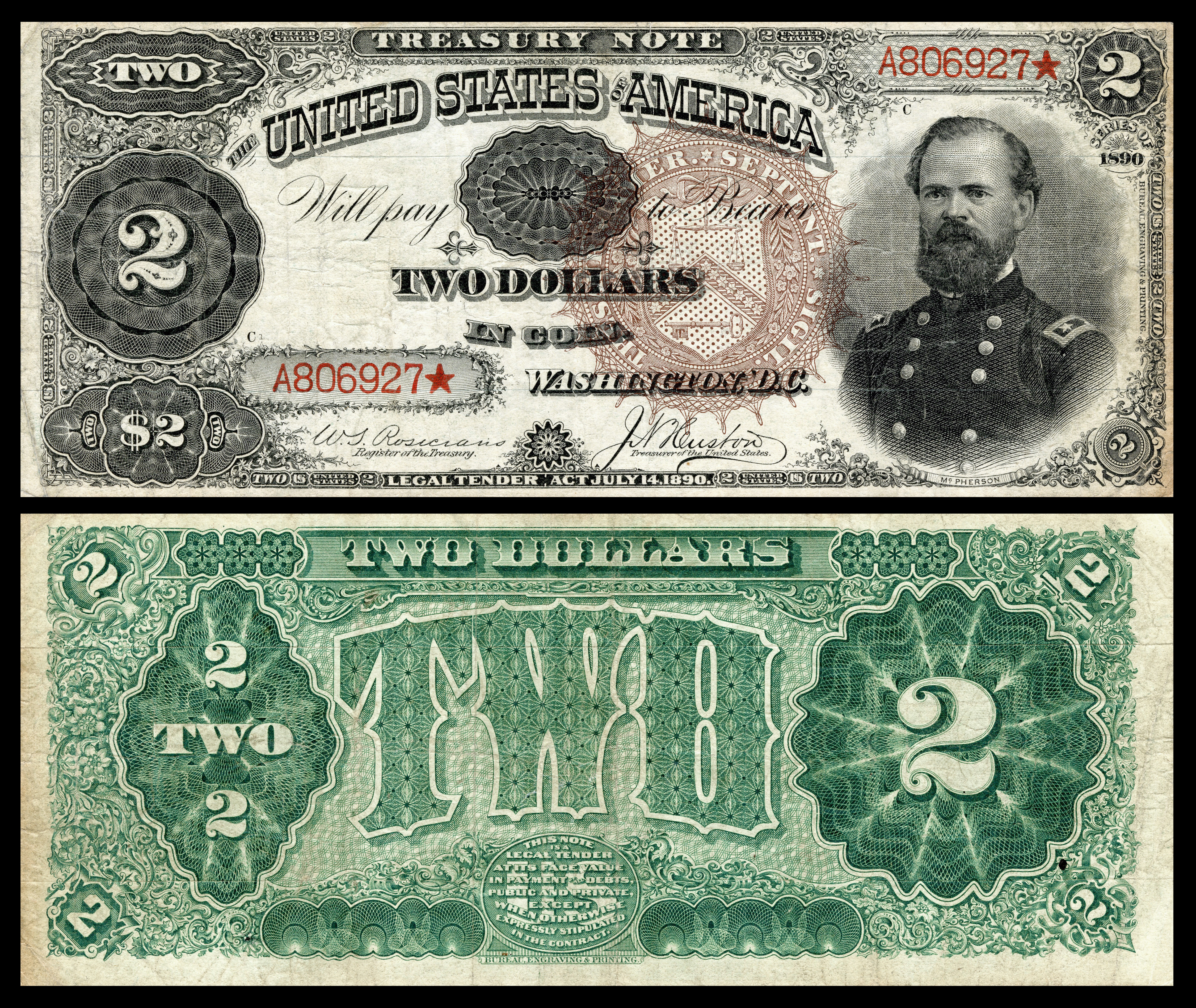
1890-es szériájú Treasury Note (Coin Note) 2 dolláros államjegy.
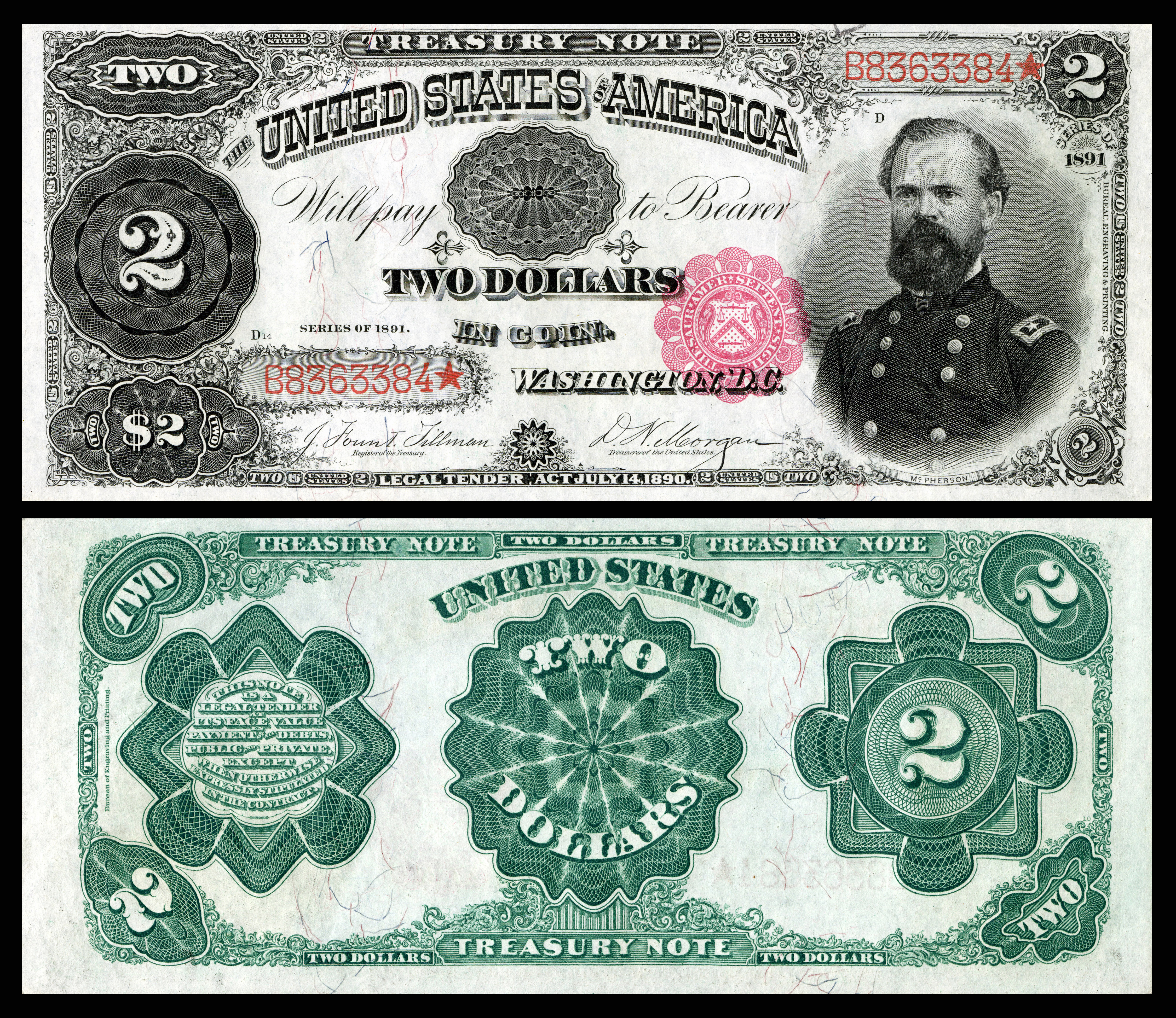
1891-es szériájú Treasury Note (Coin Note) 2 dolláros államjegy.
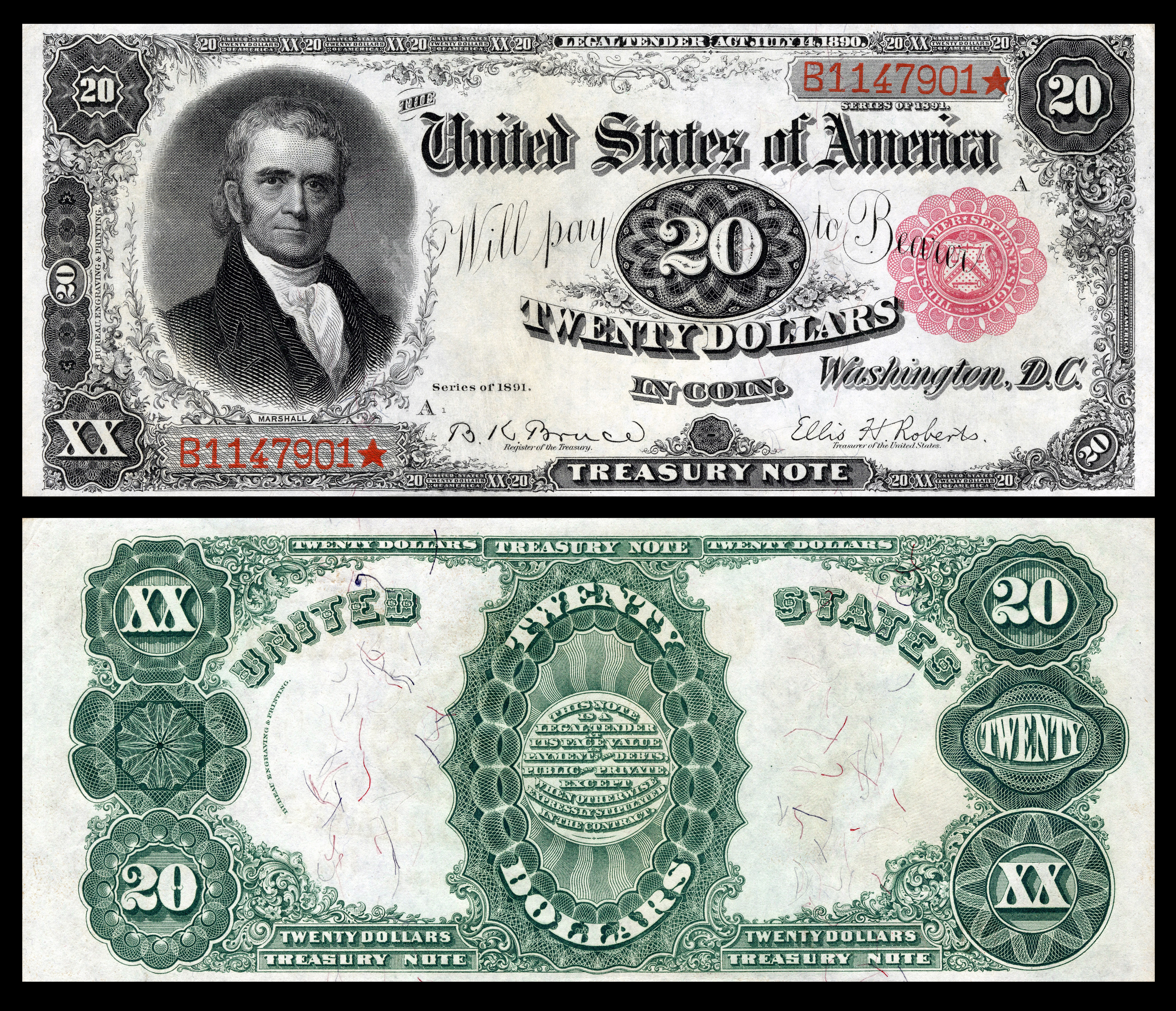
1891-es szériájú Treasury Note (Coin Note) 20 dolláros államjegy.
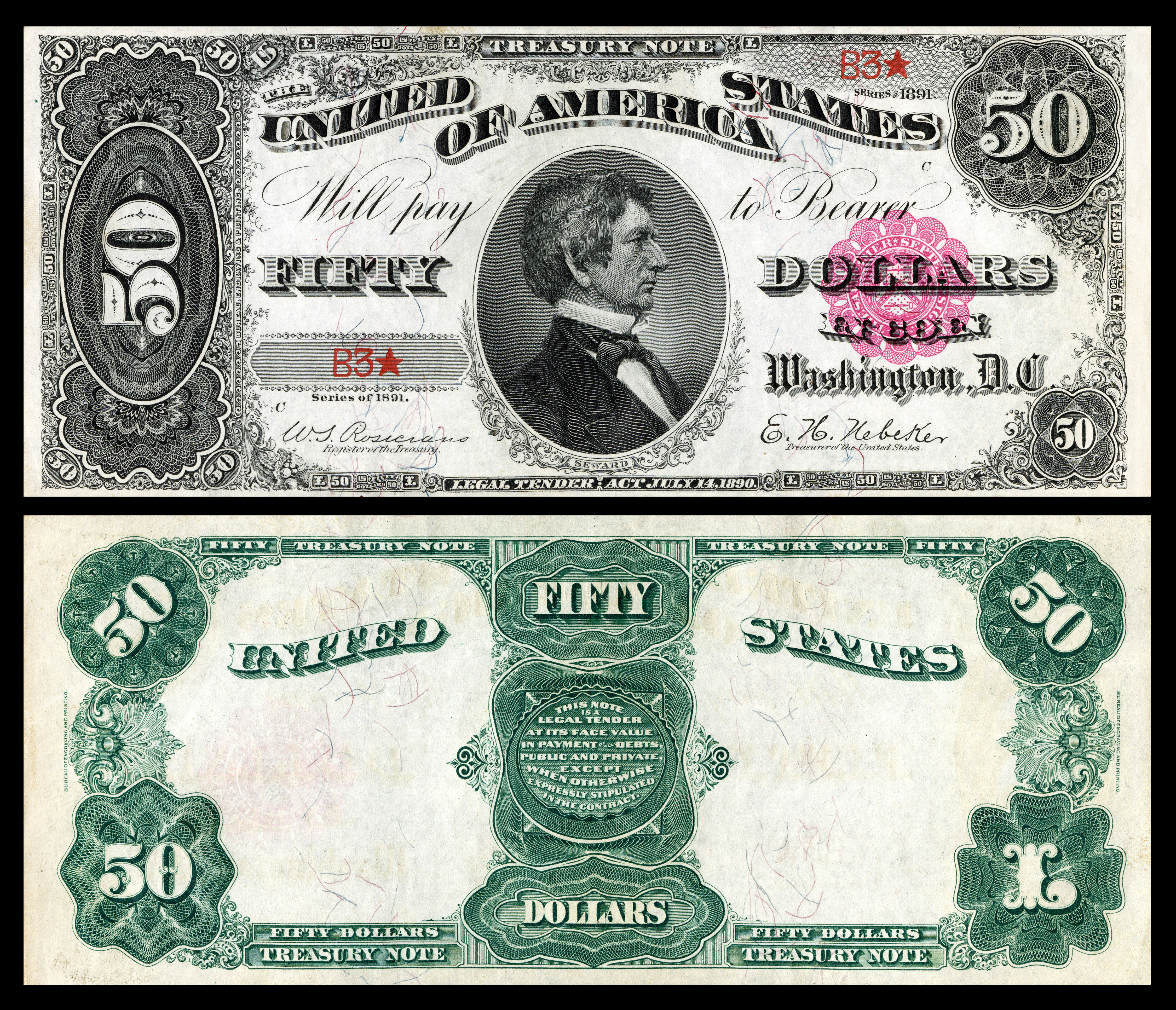
1891-es szériájú Treasury Note (Coin Note) 50 dolláros államjegy.

#### Federal Reserve Note

##### Nagy méretű (large size note – 187 x 79 mm)

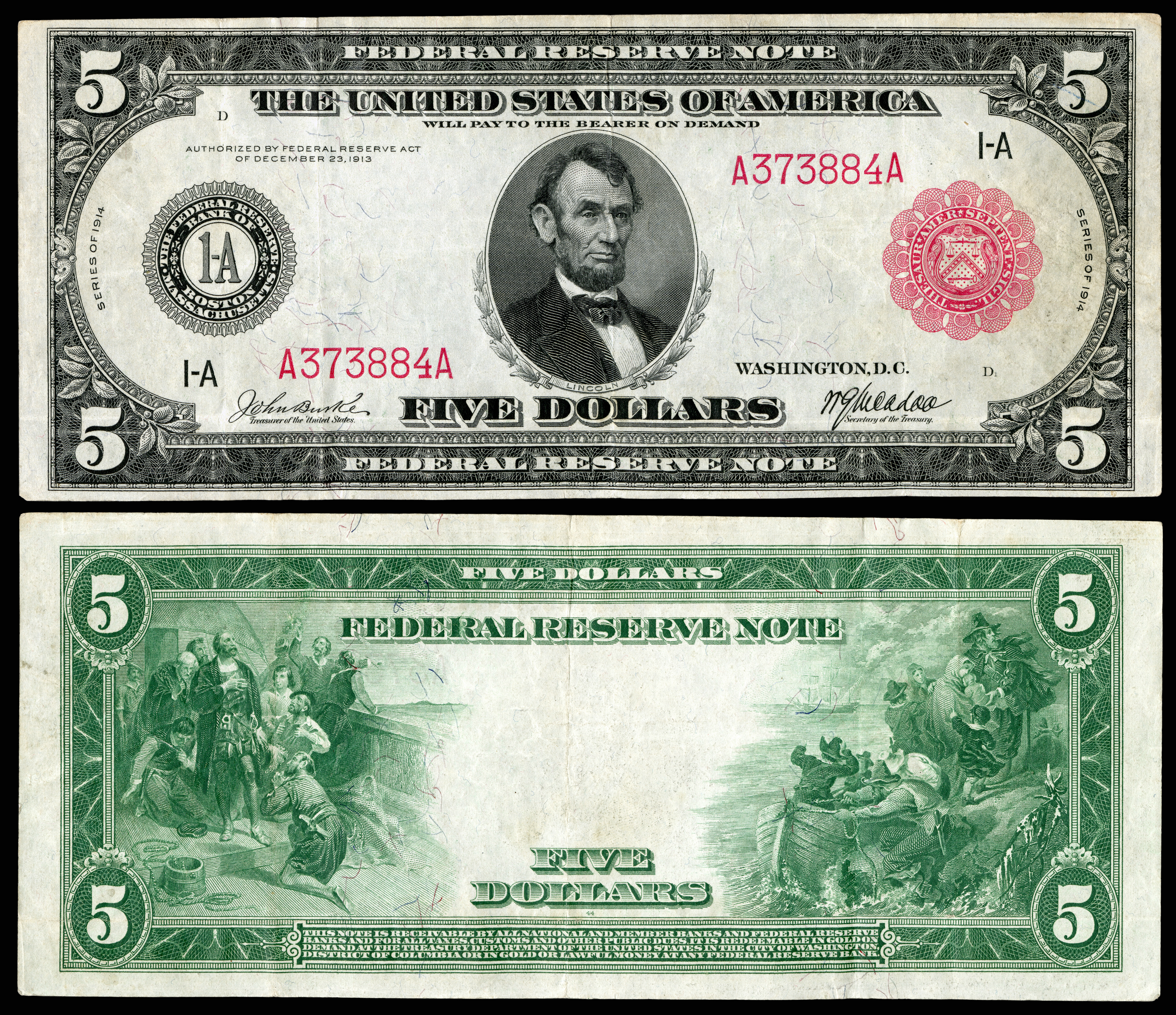
1914-es szériájú Federal Reserve Note 5 dolláros bankjegy ritkább, piros kincstári címerrel és sorozatszámokkal.
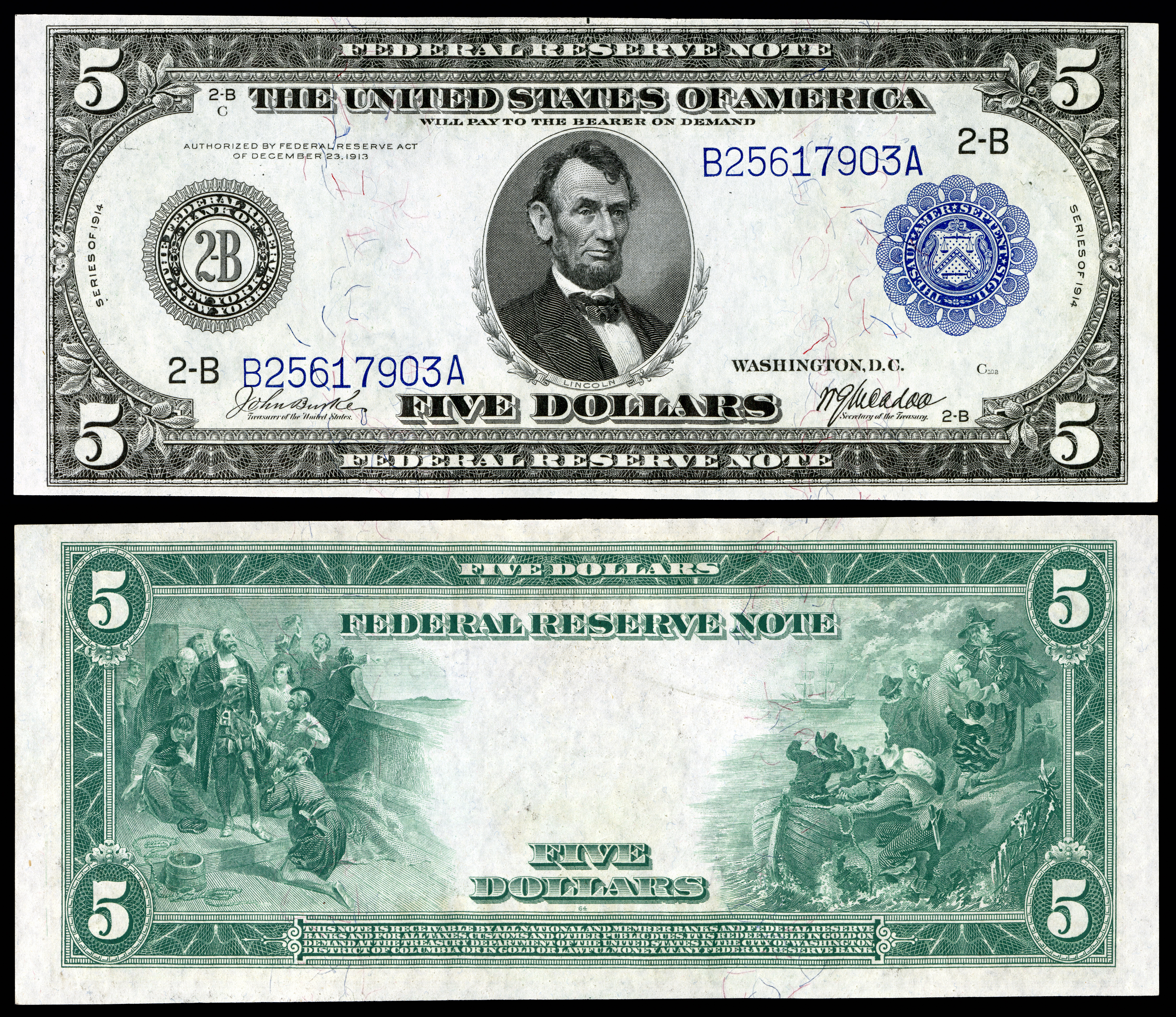
1914-es szériájú Federal Reserve Note 5 dolláros bankjegy gyakoribb, kék kincstári címerrel és sorozatszámokkal.
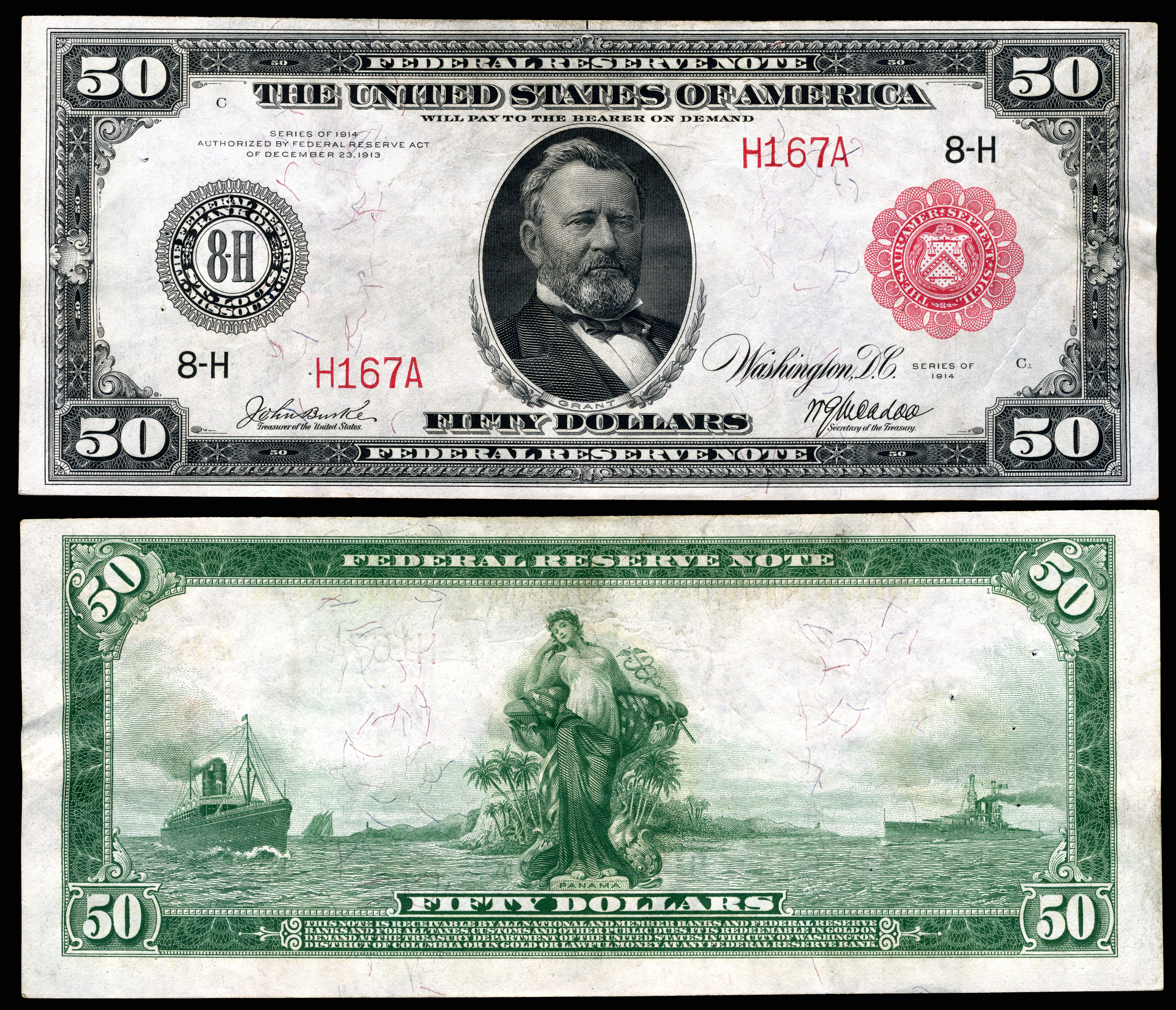
1914-es szériájú Federal Reserve Note 50 dolláros bankjegy ritkább, piros kincstári címerrel és sorozatszámokkal.
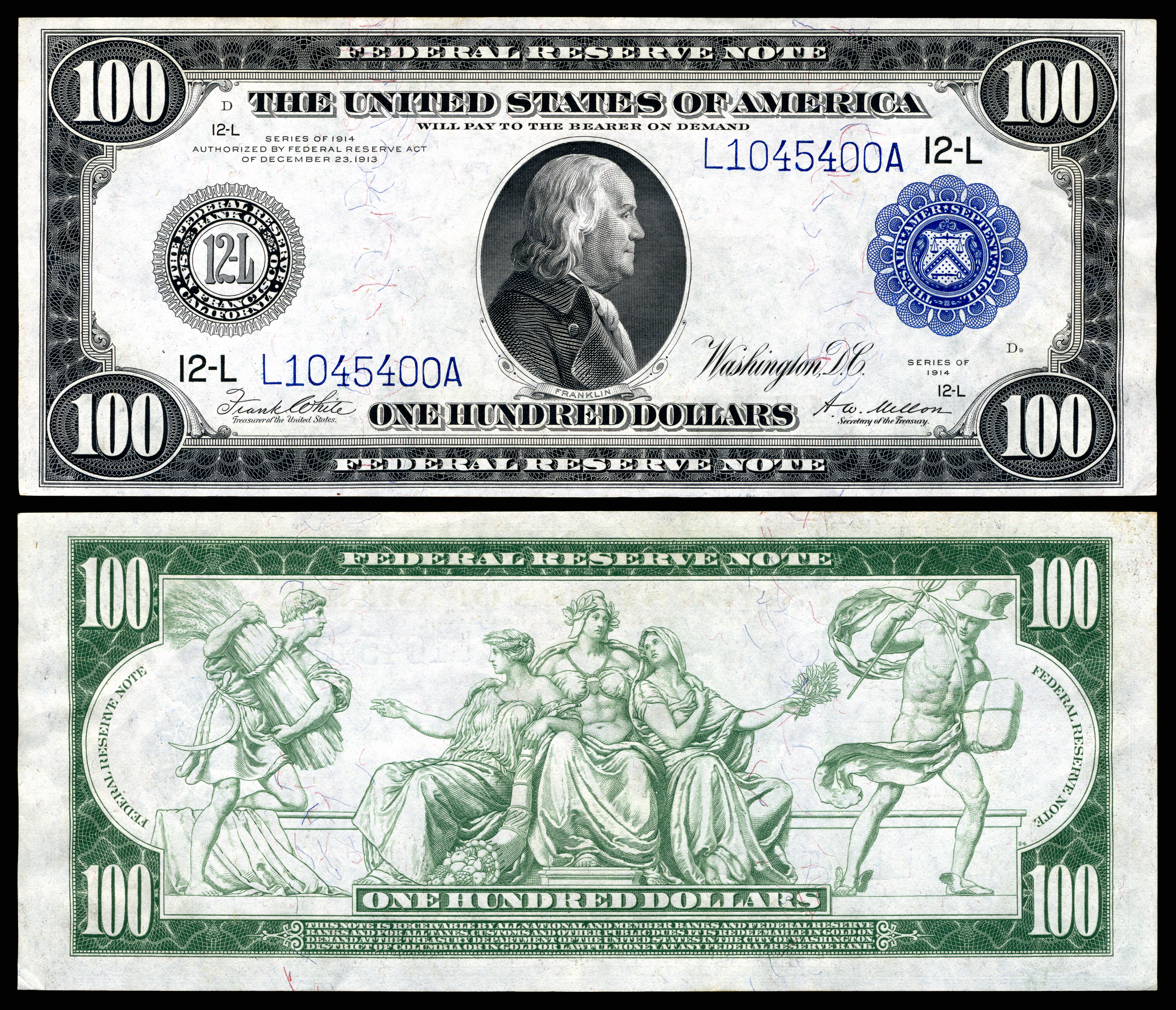
1914-es szériájú Federal Reserve Note 100 dolláros bankjegy gyakoribb, kék kincstári címerrel és sorozatszámokkal.
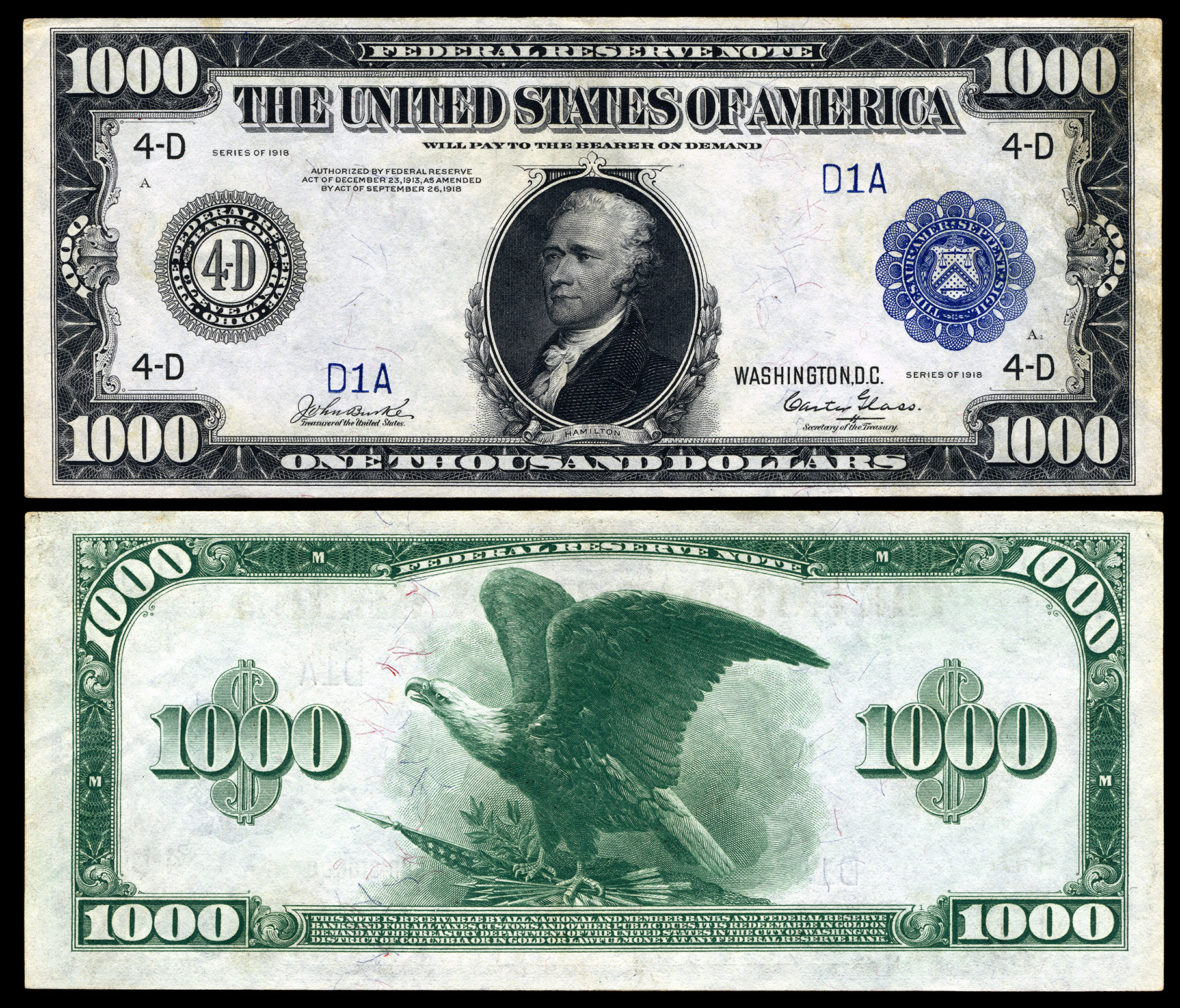
1918-as szériájú Federal Reserve Note 1000 dolláros bankjegy.
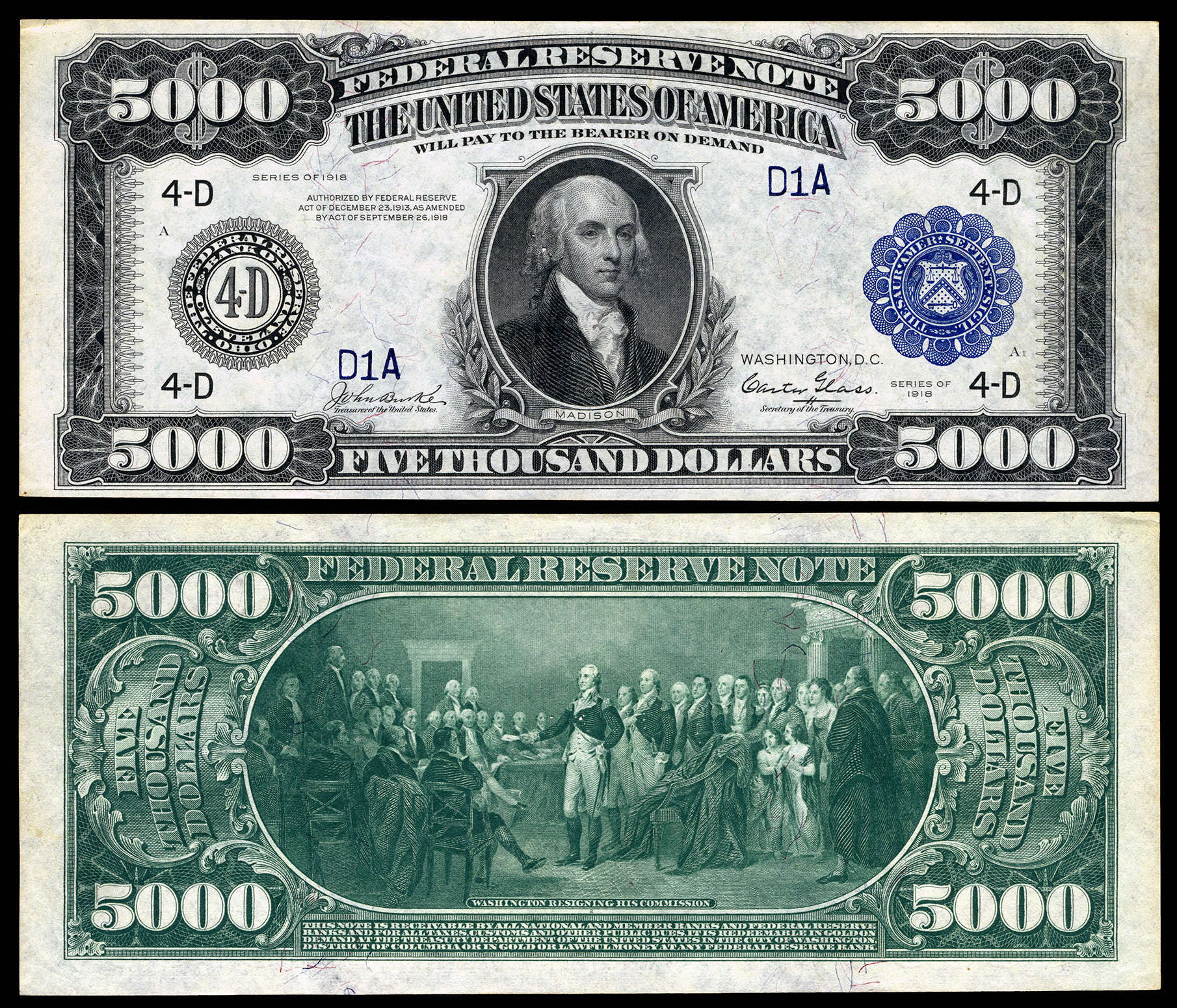
1918-as szériájú Federal Reserve Note 5000 dolláros bankjegy.

##### Kis méretű (small size note – 156 x 67 mm)

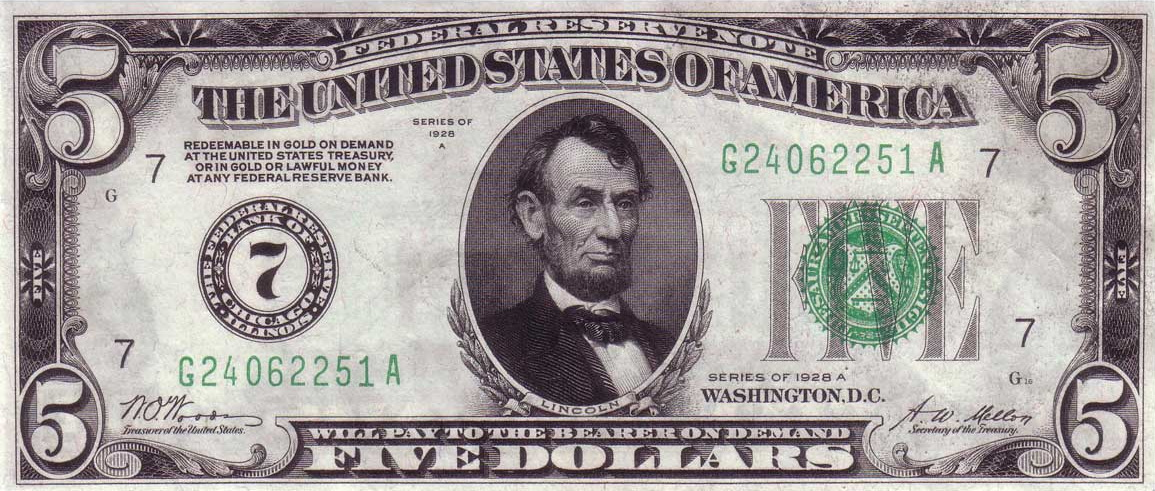
1928 A szériájú Federal Reserve Note 5 dolláros bankjegy.
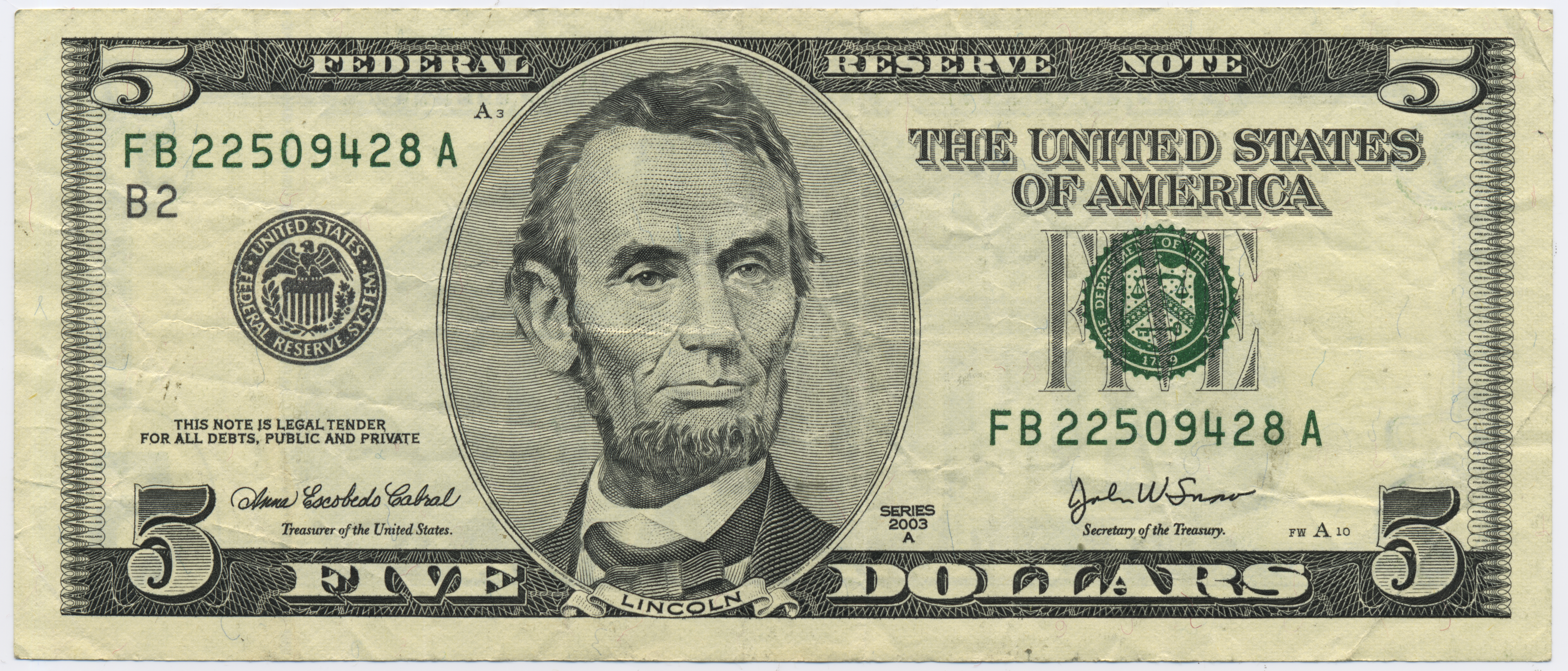
2006-os szériájú Federal Reserve Note 5 dolláros bankjegy.
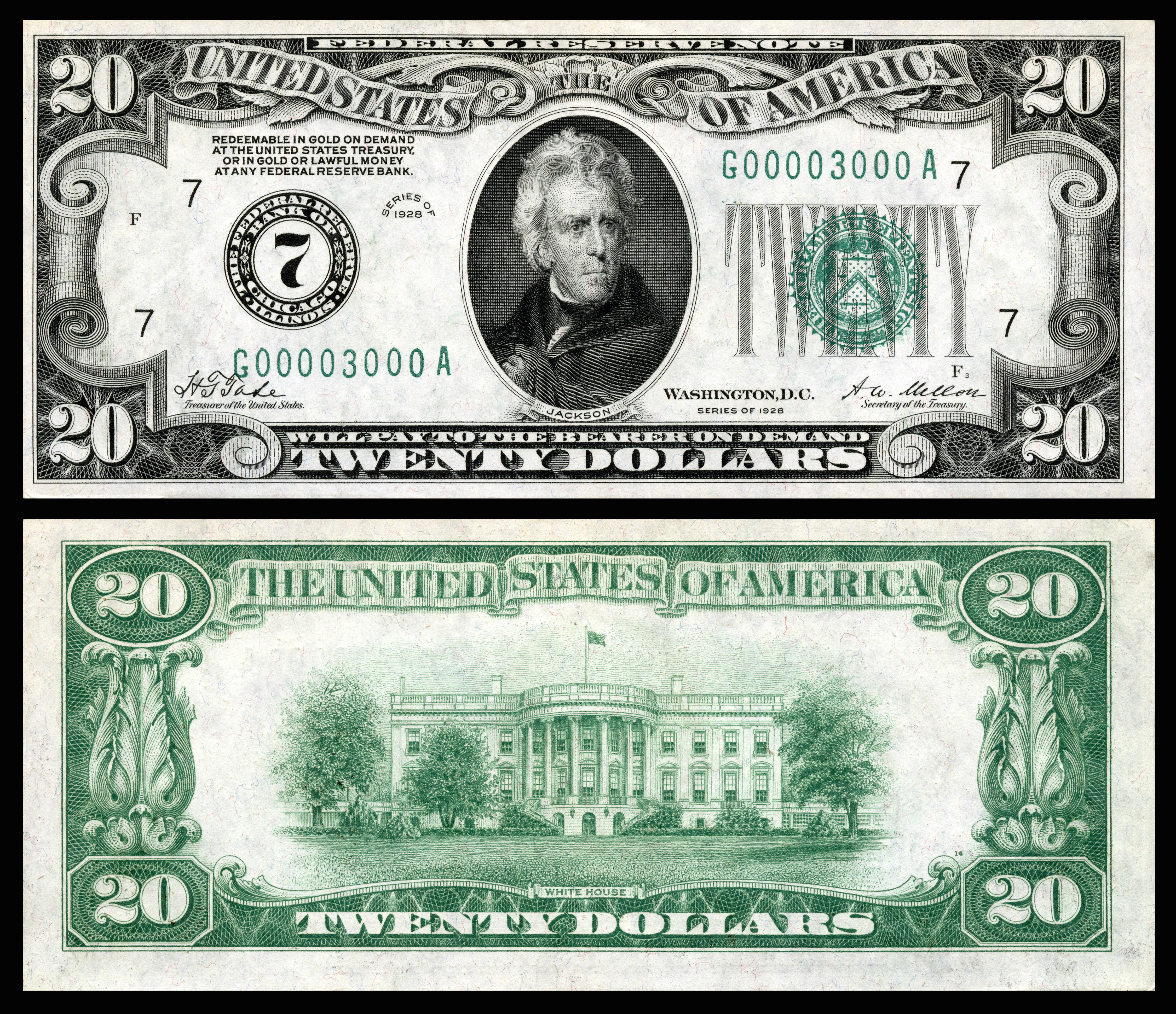
1928-as szériájú Federal Reserve Note 20 dolláros bankjegy.
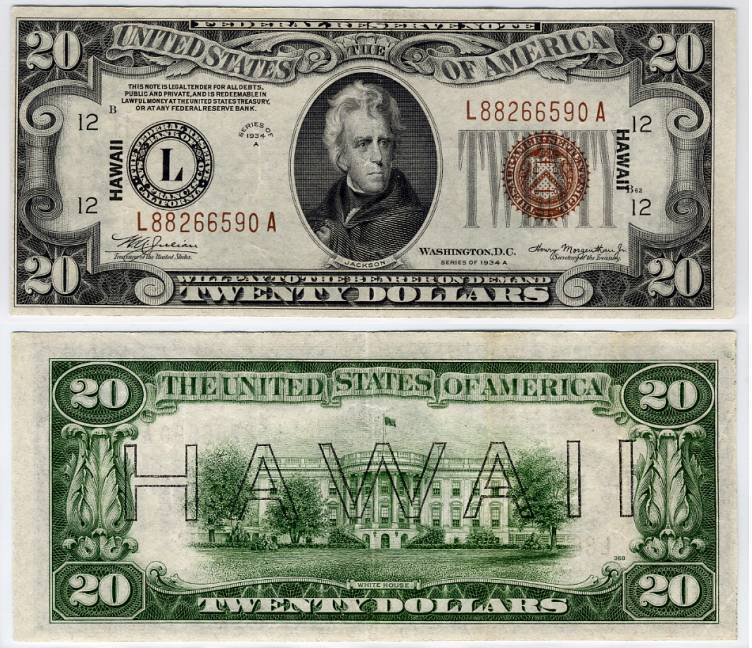
1934-es szériájú Federal Reserve Note 20 dolláros bankjegy, melyet a Hawaii-szigetek számra bocsátottak ki barna kincstári címerrel, sorozatszámokkal és "HAWAII" felirattal..
1969 C szériájú Federal Reserve Note 50 dolláros bankjegy.
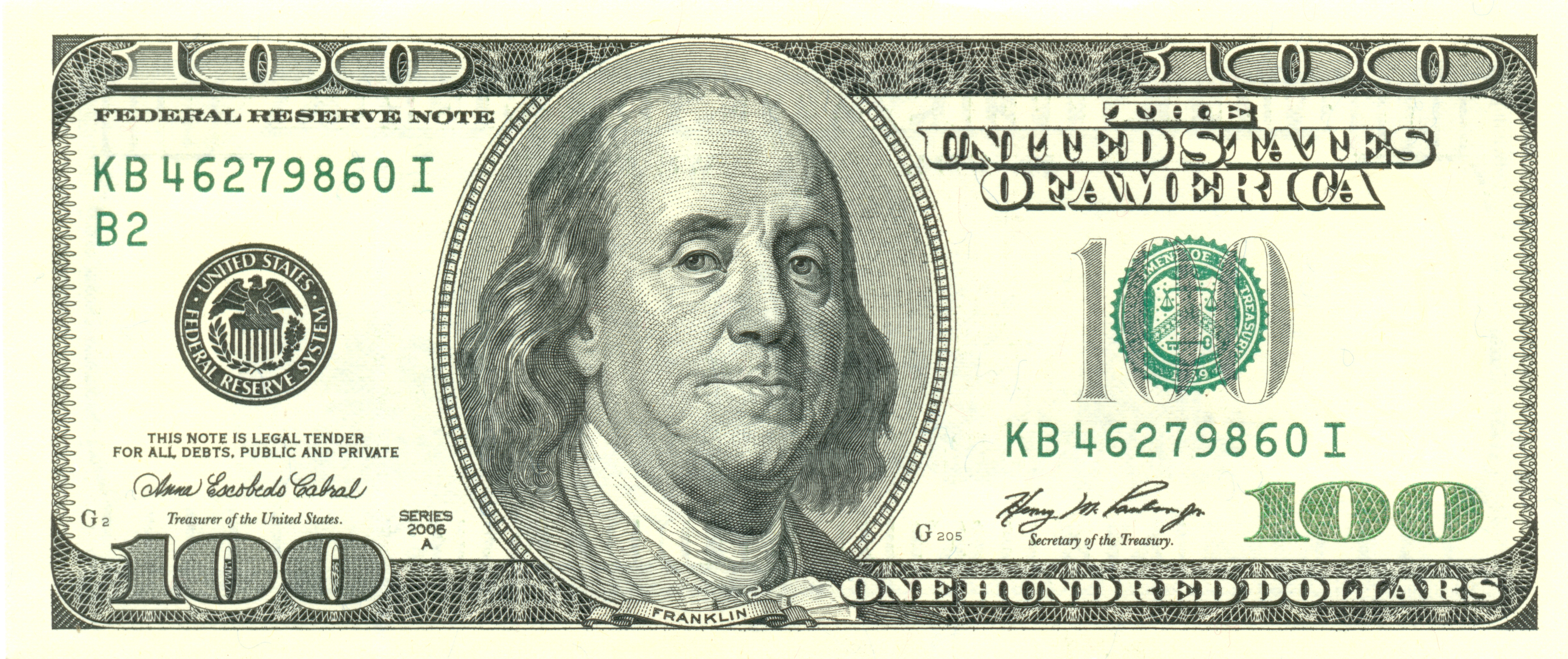
2006 A szériájú Federal Reserve Note 100 dolláros bankjegy. A típust 1996 és 2013 között nyomtatták.
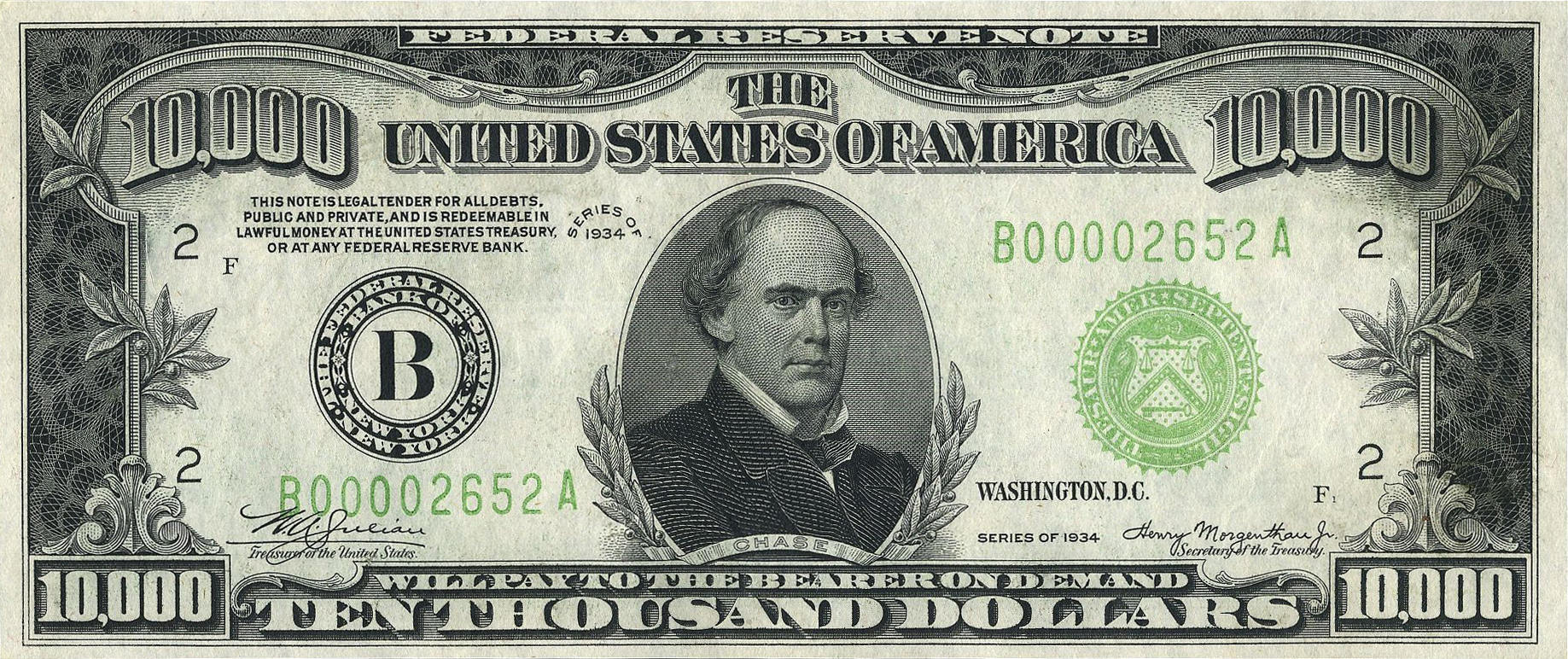
1934-es szériájú Federal Reserve Note 10 000 dolláros bankjegy.

#### National Currency Federal Reserve Bank Note (1915 – 1934)

##### Nagy méretű (large size note – 187 x 79 mm)

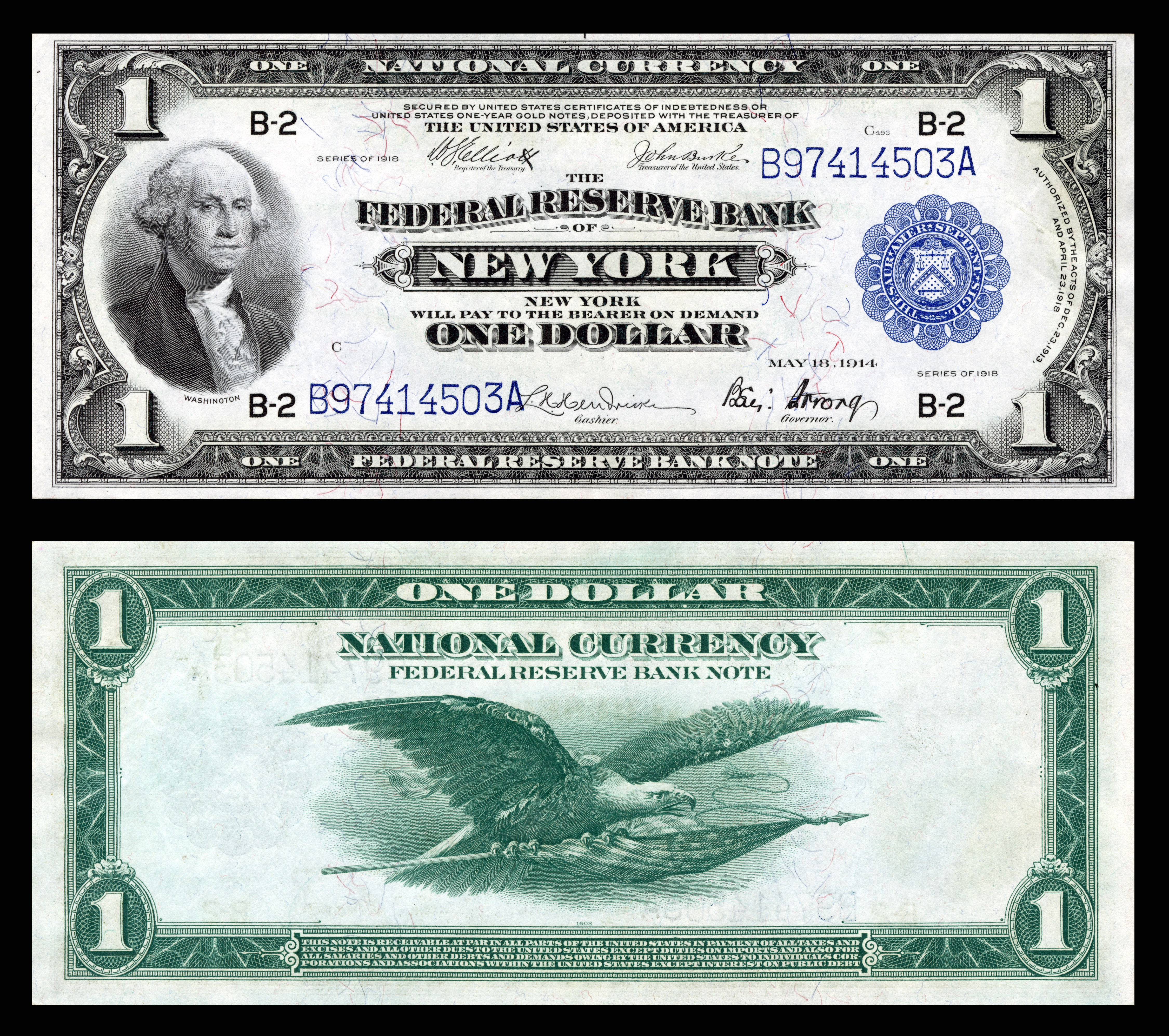
1918-as szériájú National Currency Federal Reserve Bank Note 1 dolláros bankjegy.
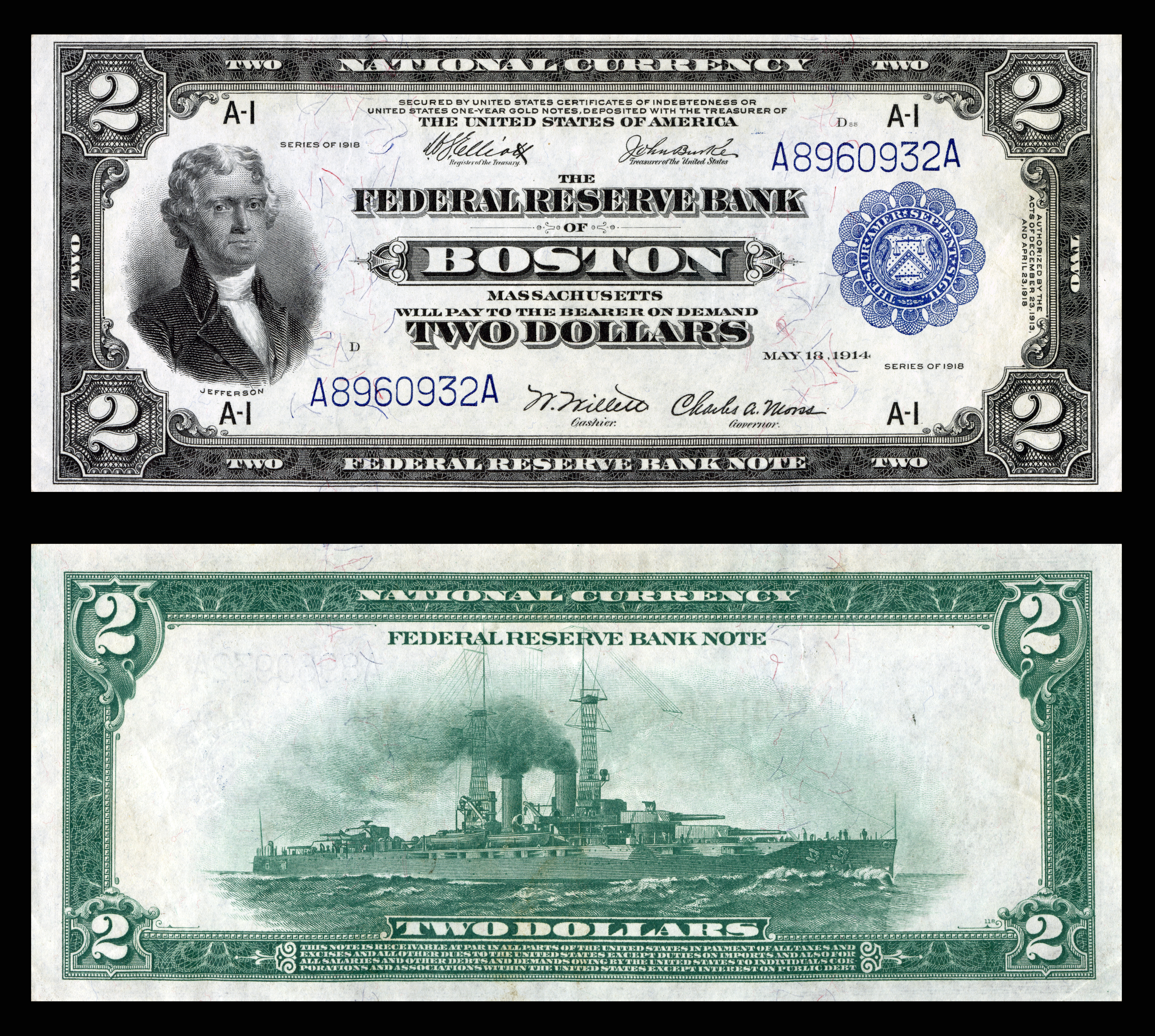
1918-as szériájú National Currency Federal Reserve Bank Note 2 dolláros bankjegy.
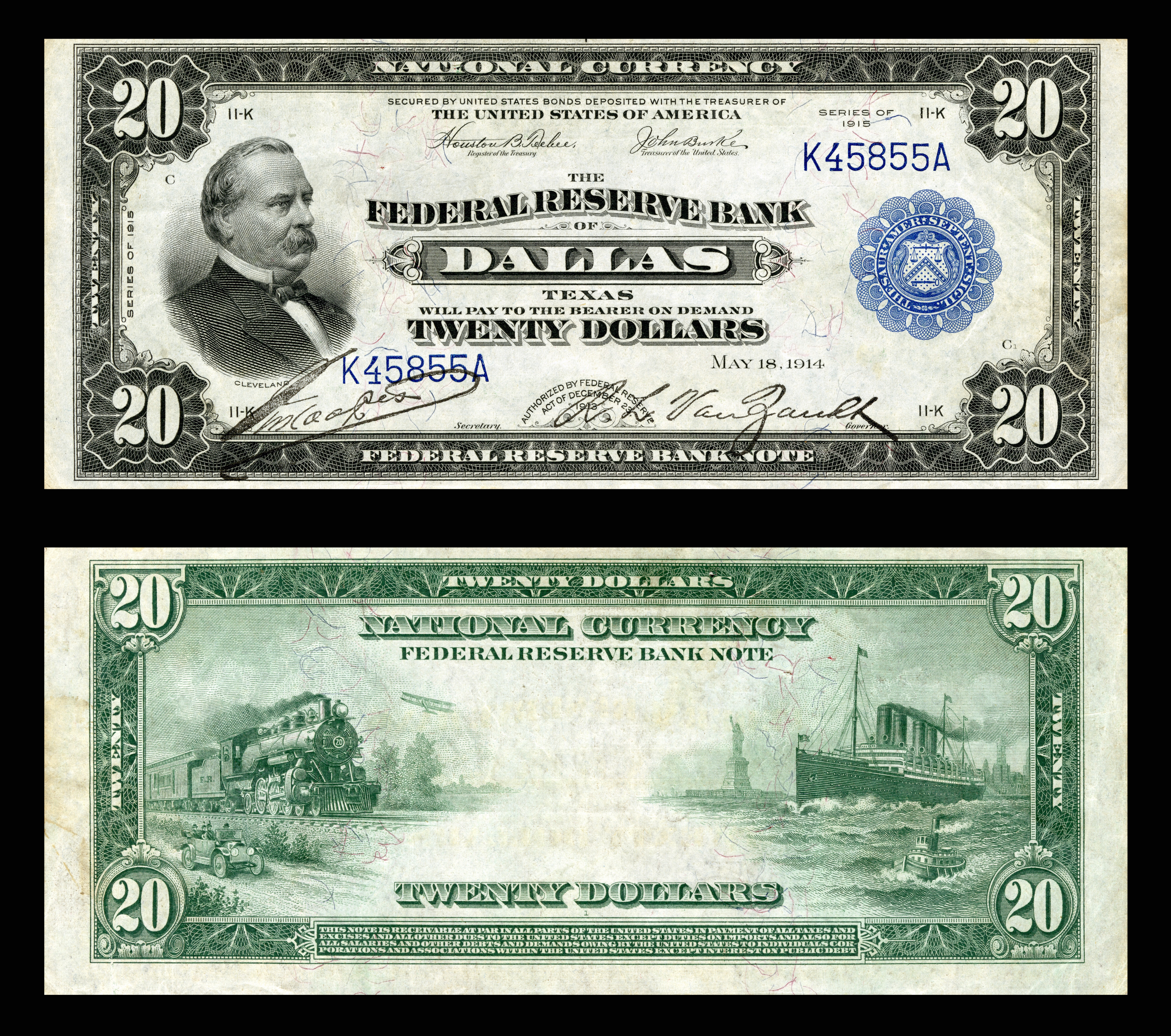
1915-ös szériájú National Currency Federal Reserve Bank Note 20 dolláros bankjegy.
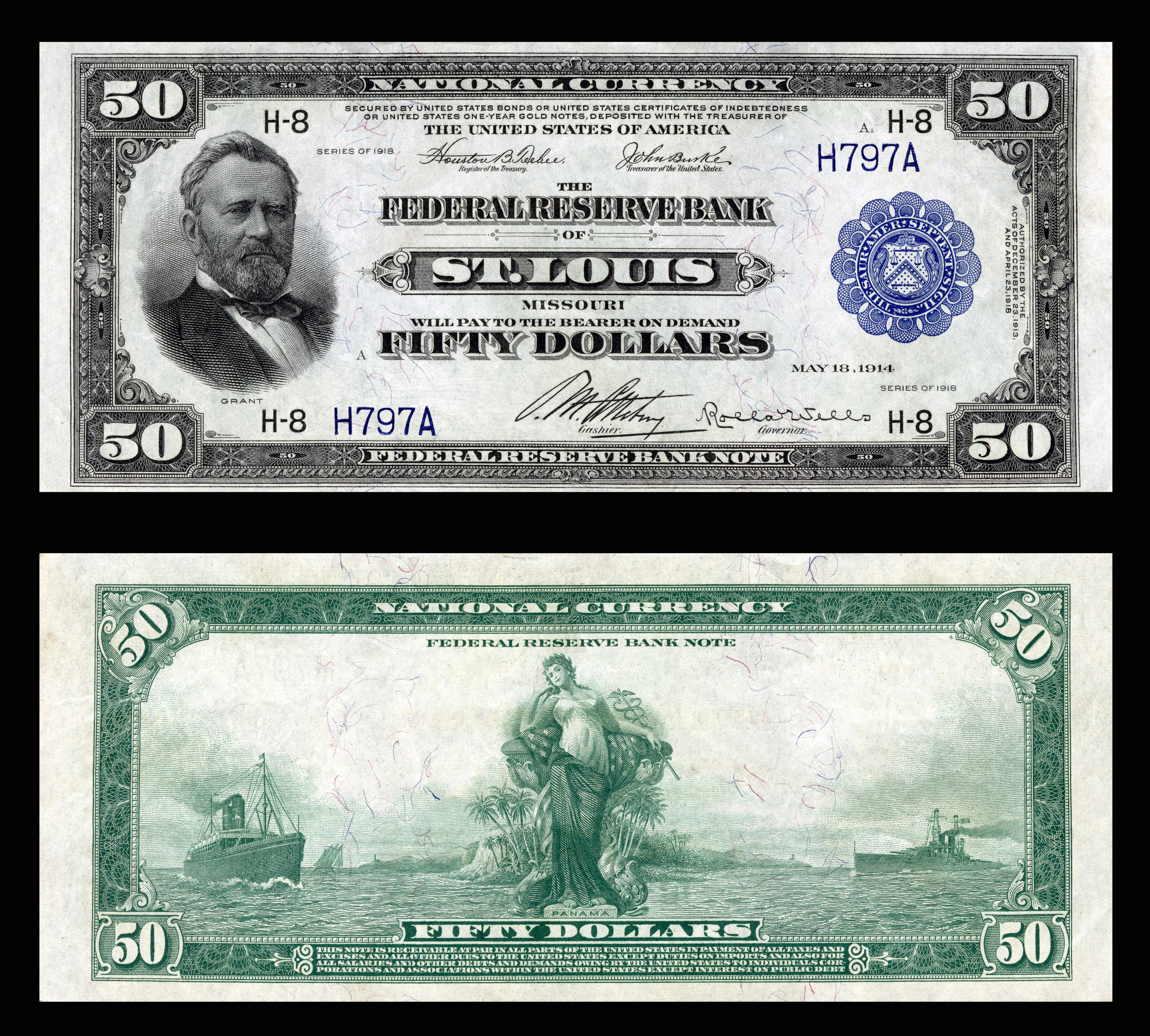
1918-as szériájú National Currency Federal Reserve Bank Note 50 dolláros bankjegy.

##### Kis méretű (small size note – 156 x 67 mm)

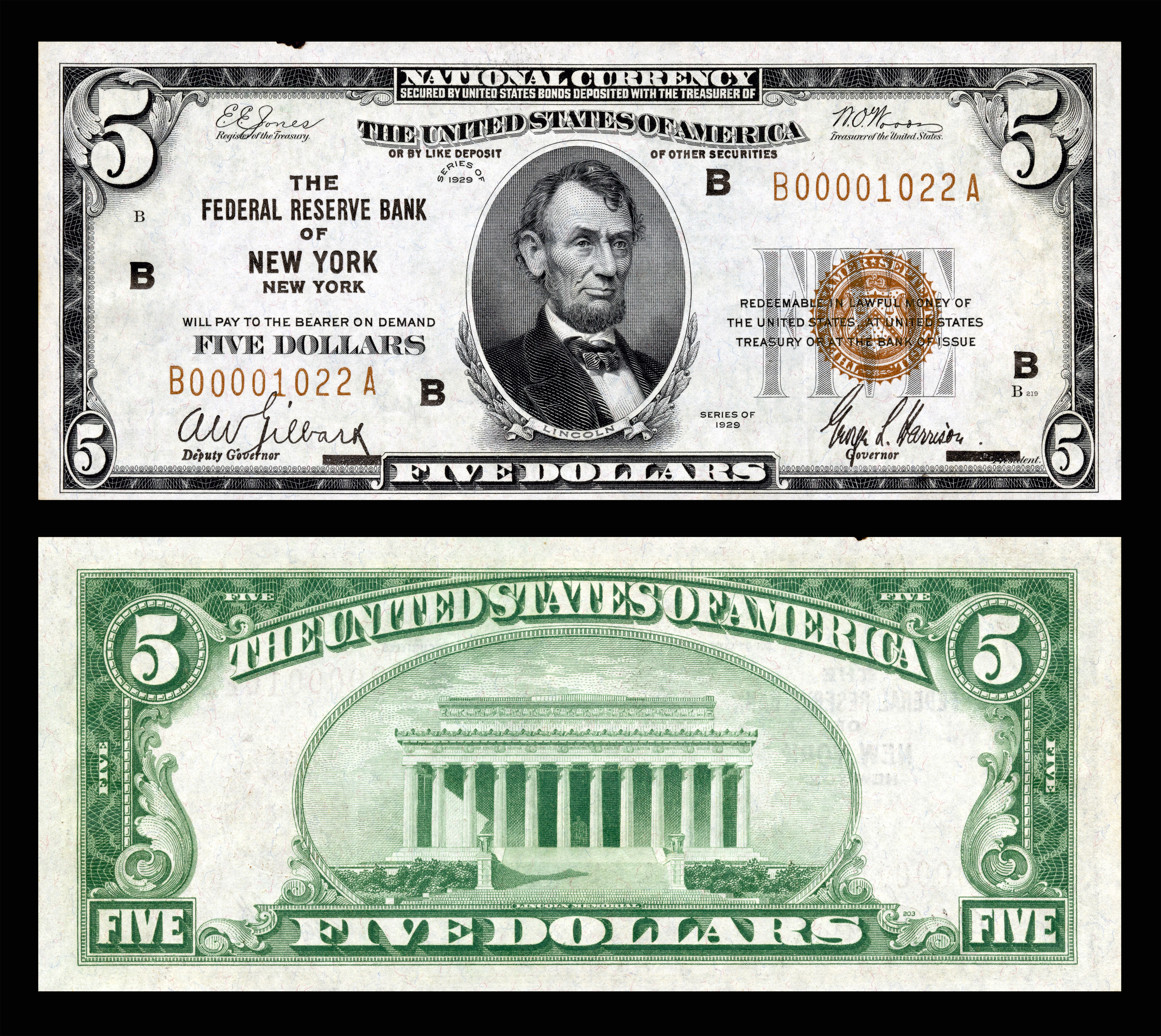
1929-es szériájú National Currency Federal Reserve Bank Note 5 dolláros bankjegy.
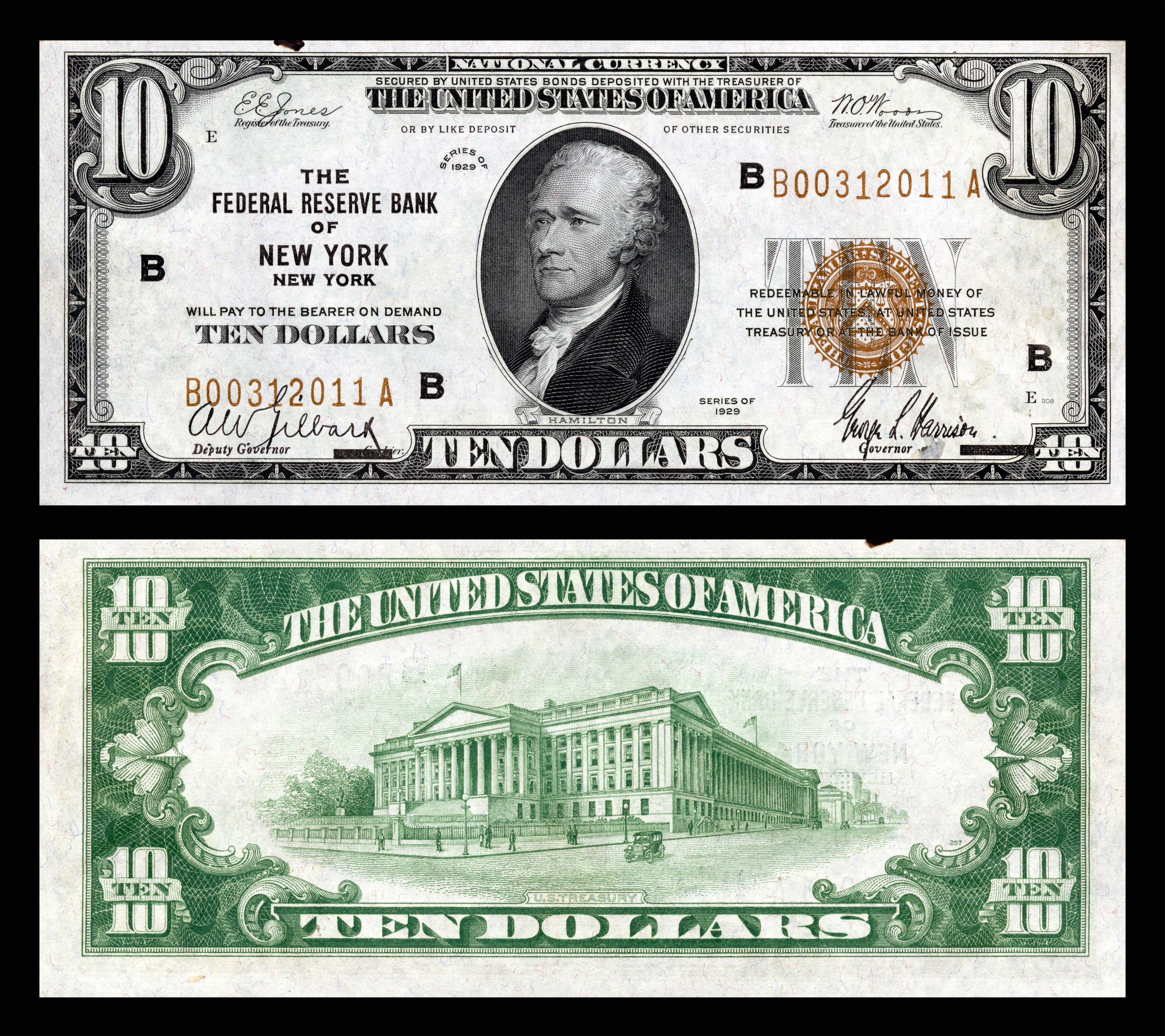
1929-es szériájú National Currency Federal Reserve Bank Note 10 dolláros bankjegy.
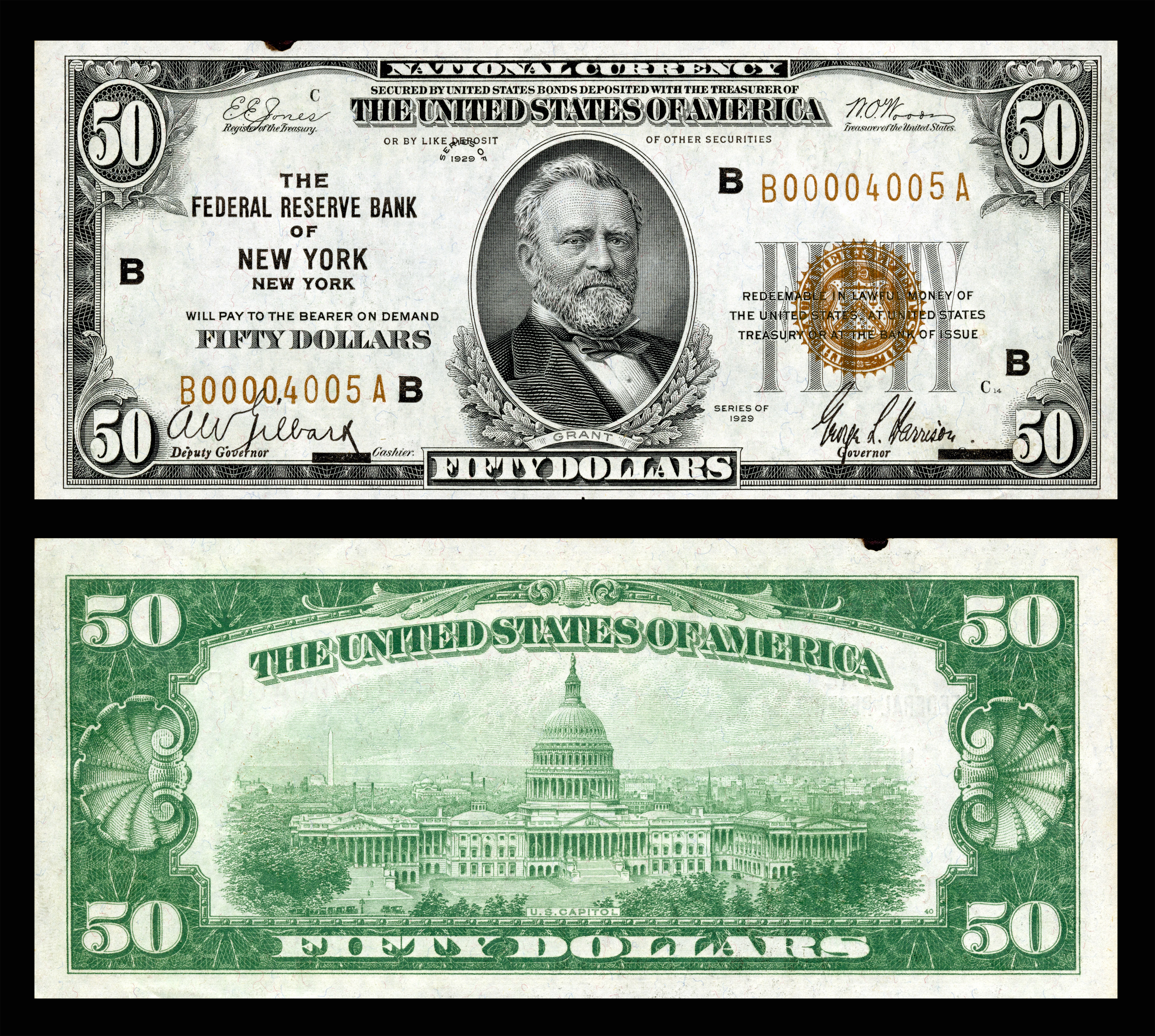
1929-es szériájú National Currency Federal Reserve Bank Note 50 dolláros bankjegy.

#### National Currency National Bank Note

##### Nagy méretű (large size note – 187 x 79 mm)
A National Currency National Bank Note sorozatban több, mint tízezer különböző kereskedelmi bank bocsáthatott ki a szövetségi kormány szigorú ellenőrzése és felügyelete mellett bankjegyeket. A címletek magán (American Bank Note Company (ABNC)), vagy állami nyomdában (Bureau of Engraving and Printing (BEP)) készültek, egységes dizájn alapján, a nagy méretű típusban három kibocsátásban (First Charter Period'' /Series 1872, Series 1875/, Second Charter Period /Seies 1882/, Third Charter Period /Series 1902/), összesen nyolc dizájn változatban, az 1929-től bevezetett kis méretű típusban pedig egyféle változatban. A kibocsátó bank neve és azonosító száma (Charter....) is szerepelt a bankjegyeken.

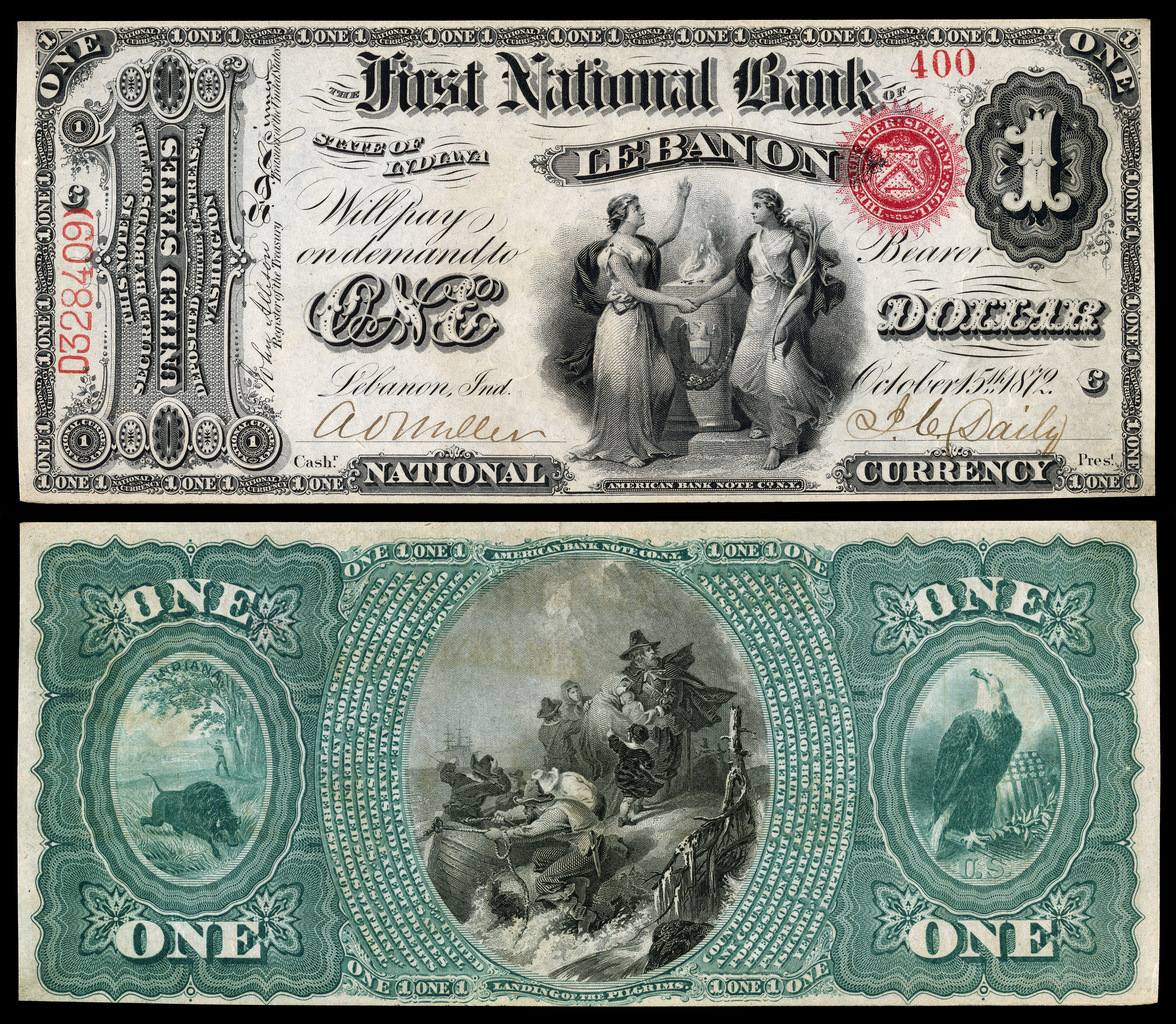
A National Currency National Bank Note sorozatba tartozó, a  The First National Bank of Lebanon, Indiana (Charter 2057) által 1872-ben kibocsátott 1 dolláros bankjegy.
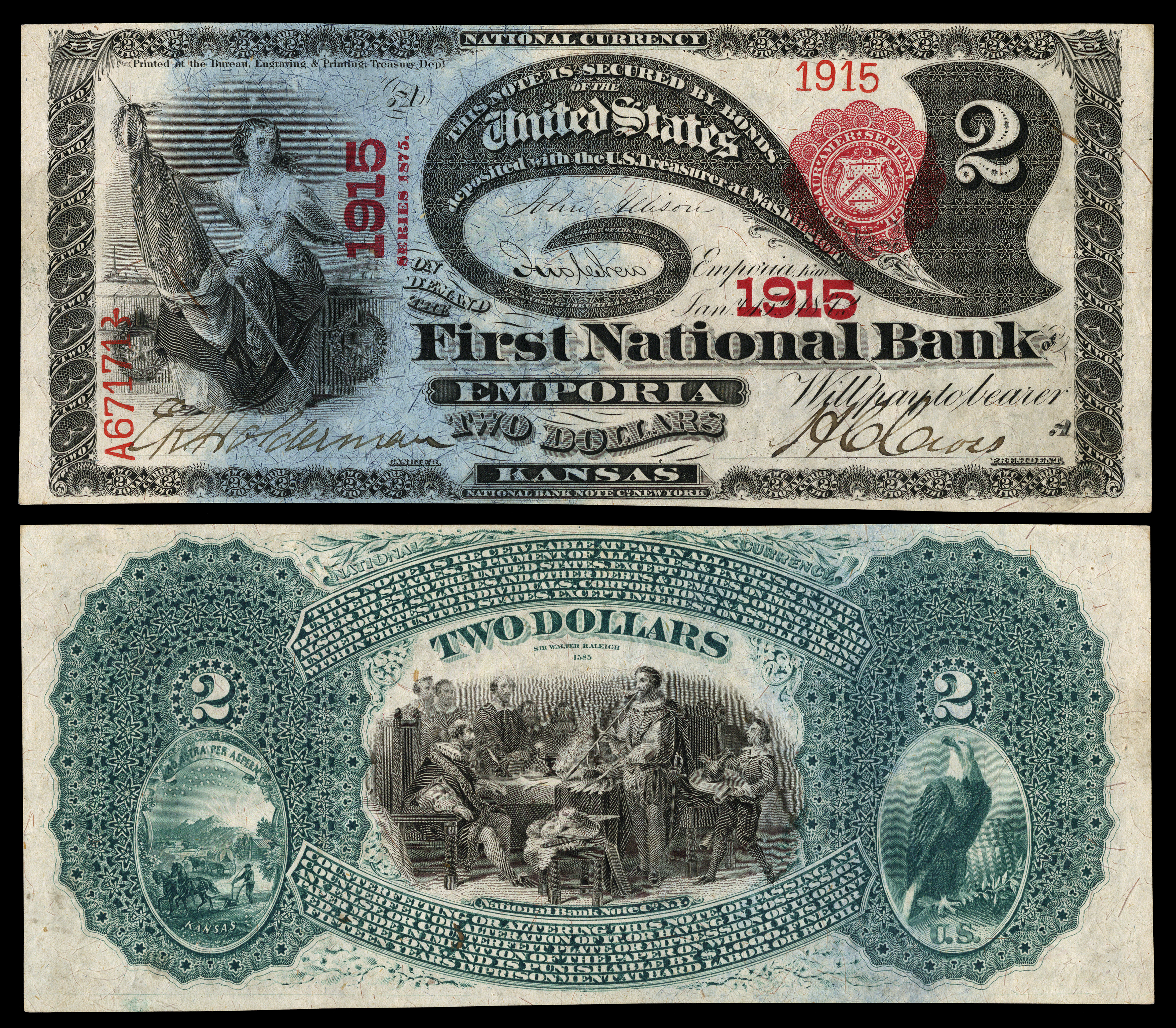
A National Currency National Bank Note sorozatba tartozó, a "First National Bank of Emporia, Kansas" (Charter 1915) által 1872-ben kibocsátott 2 dolláros bankjegy.
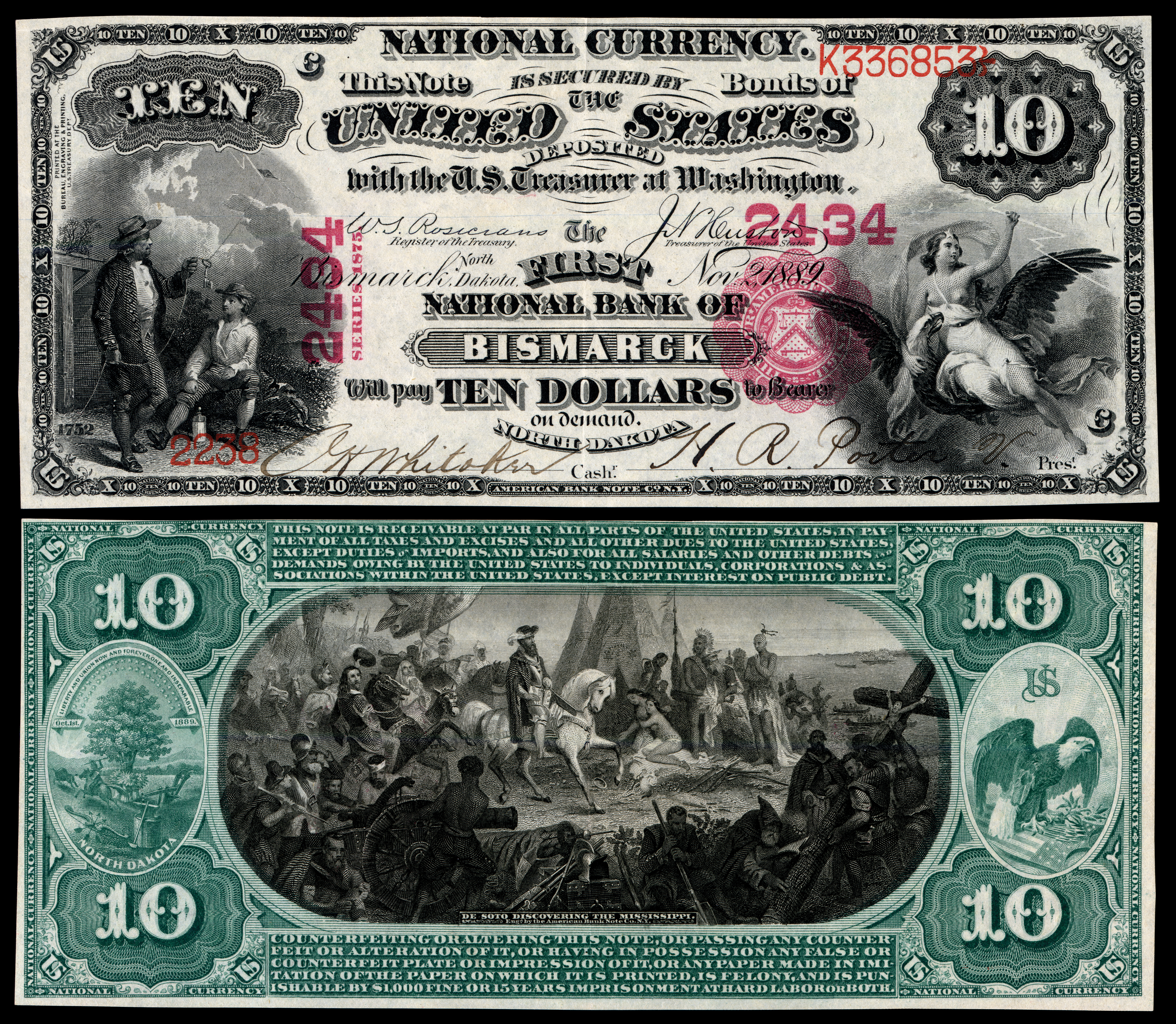
A National Currency National Bank Note első, 1872-es sorozatába tartozó, a "First National Bank of Bismarck, North Dakota" (Charter 2434) által 1872-ben kibocsátott 10 dolláros bankjegy. Hátoldali kép: "De Soto discovering the Mississippi".
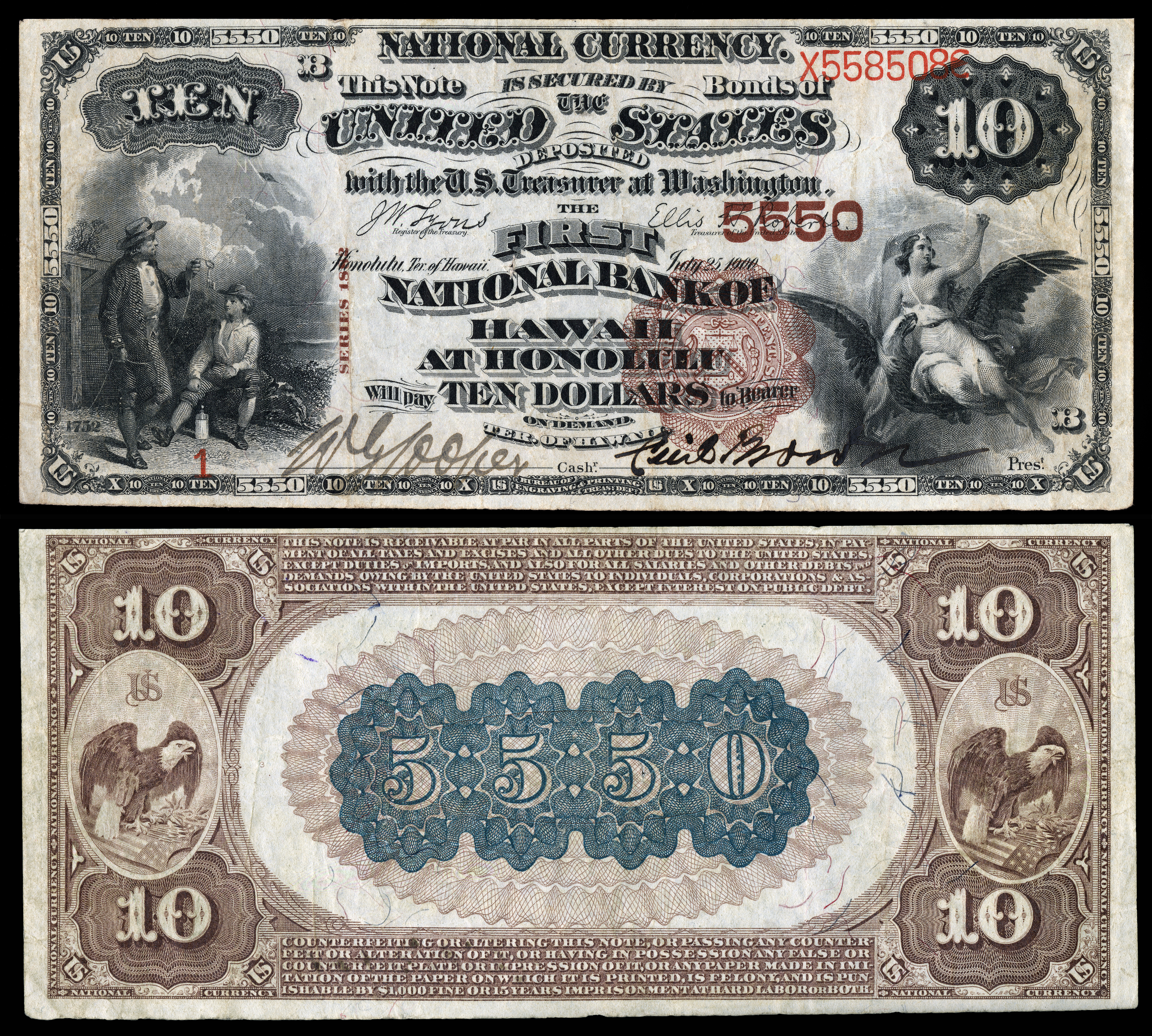
A National Currency National Bank Note harmadik, 1882-es sorozatába tartozó, a "First National Bank of Hawaii at Honolulu" (Charter 5550) által 1900-ban kibocsátott 10 dolláros bankjegy. A hátoldalon: a bank azonosítószáma: 5550.

##### Kis méretű (small size note – 156 x 67 mm)

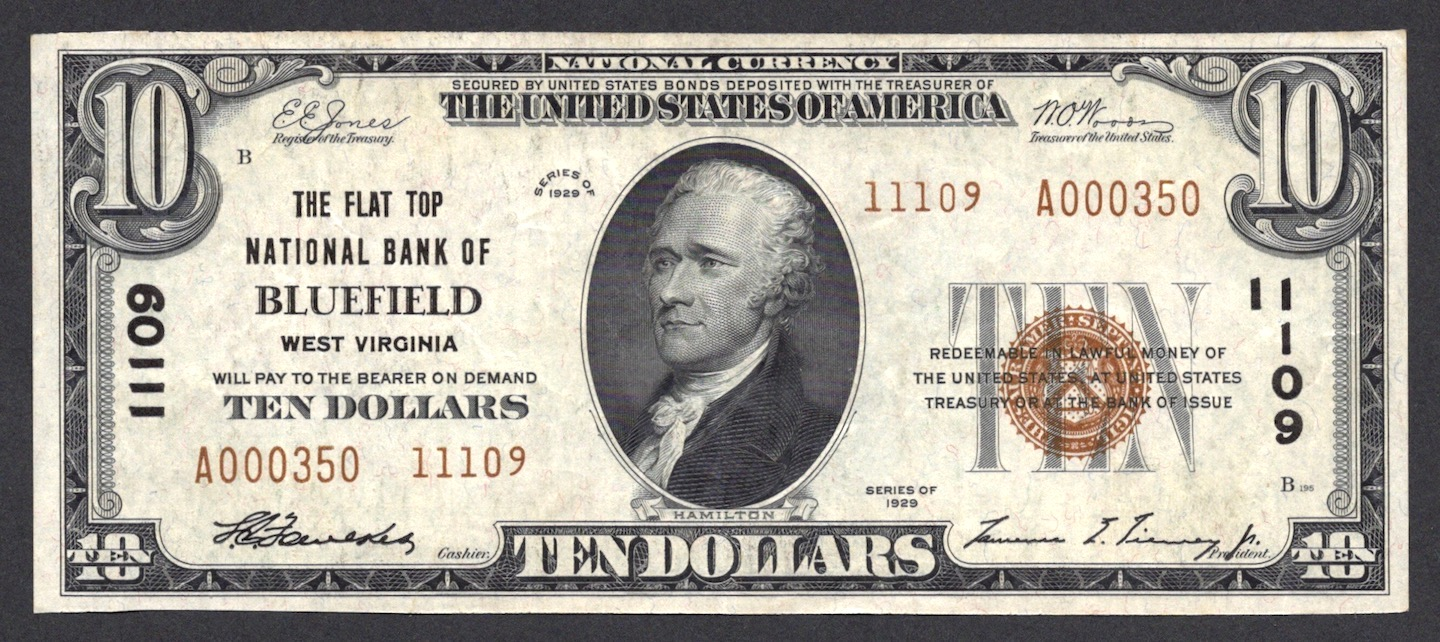
Nem a National Currency National Bank Note utolsó, egyetlen kis méretű, 1929-es sorozatába tartozó, a Flat Top National Bank of Bluefield, West Virginia által kibocsájtott 10 dolláros bankjegy

#### National Gold Bank Note, California

##### Nagy méretű (large size note – 187 x 79 mm)

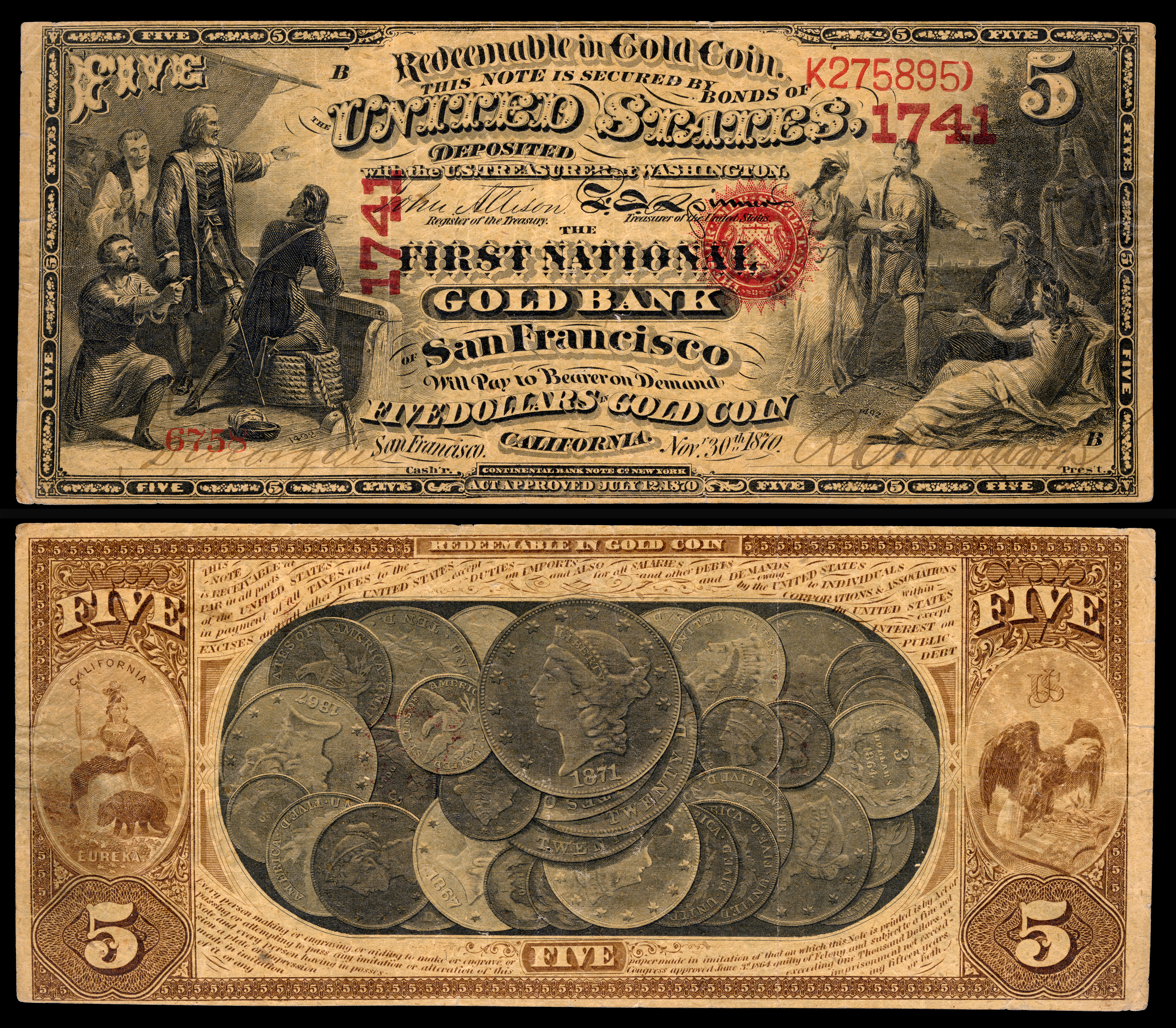
A National Gold Bank Note sorozatba tartozó, a First National Gold Bank of San Francisco (Charter 1741) által 1870-ben kibocsátott 5 dolláros bankjegy.
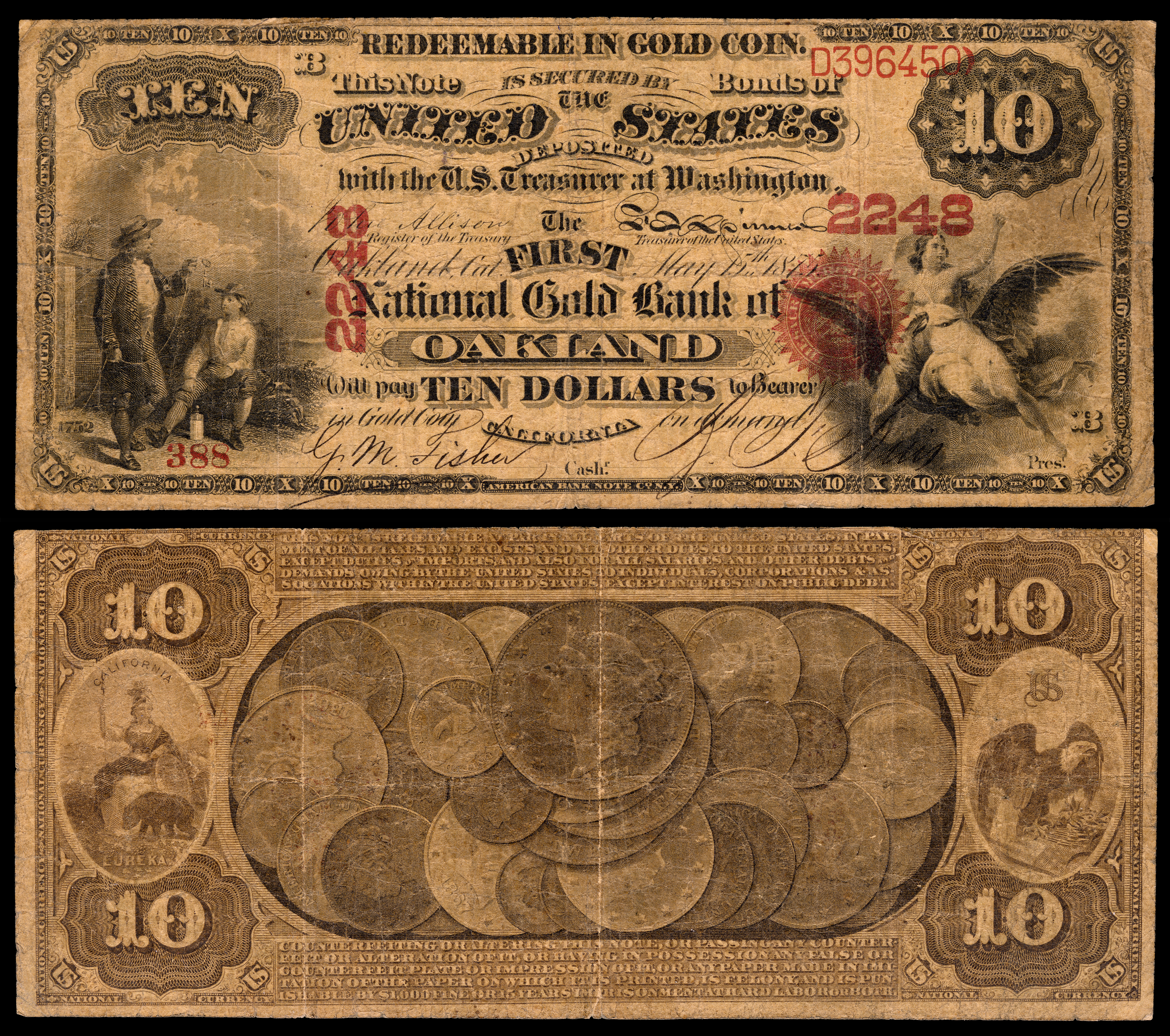
A National Gold Bank Note sorozatba tartozó, a First National Gold Bank of Oakland (Charter 2248) által 1875-ben kibocsátott 10 dolláros bankjegy.
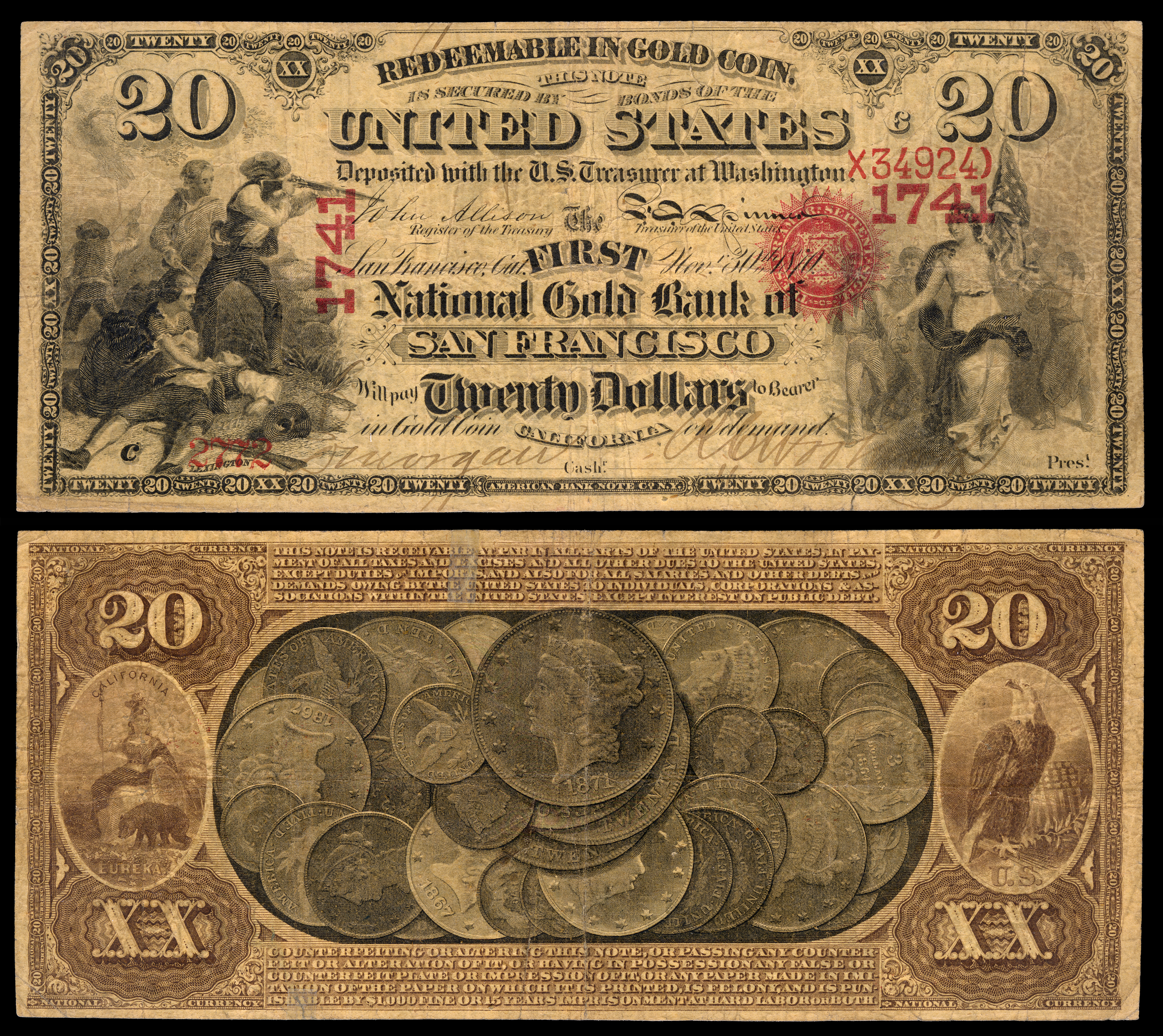
A National Gold Bank Note sorozatba tartozó, a First National Gold Bank of San Francisco (Charter 1741) által 1870-ben kibocsátott 20 dolláros bankjegy.
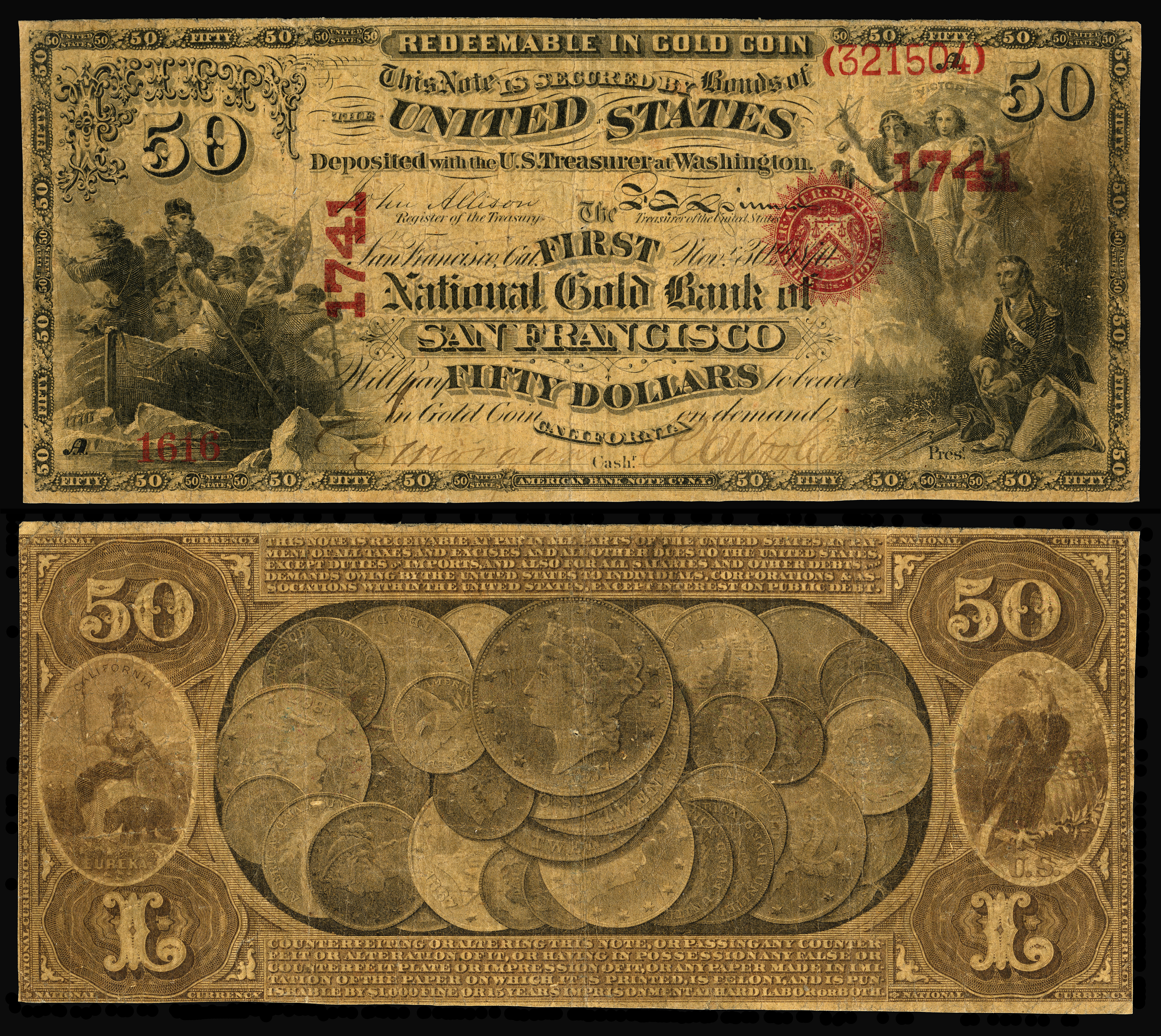
A National Gold Bank Note sorozatba tartozó, a First National Gold Bank of San Francisco (Charter 1741) által 1870-ben kibocsátott 50 dolláros bankjegy.
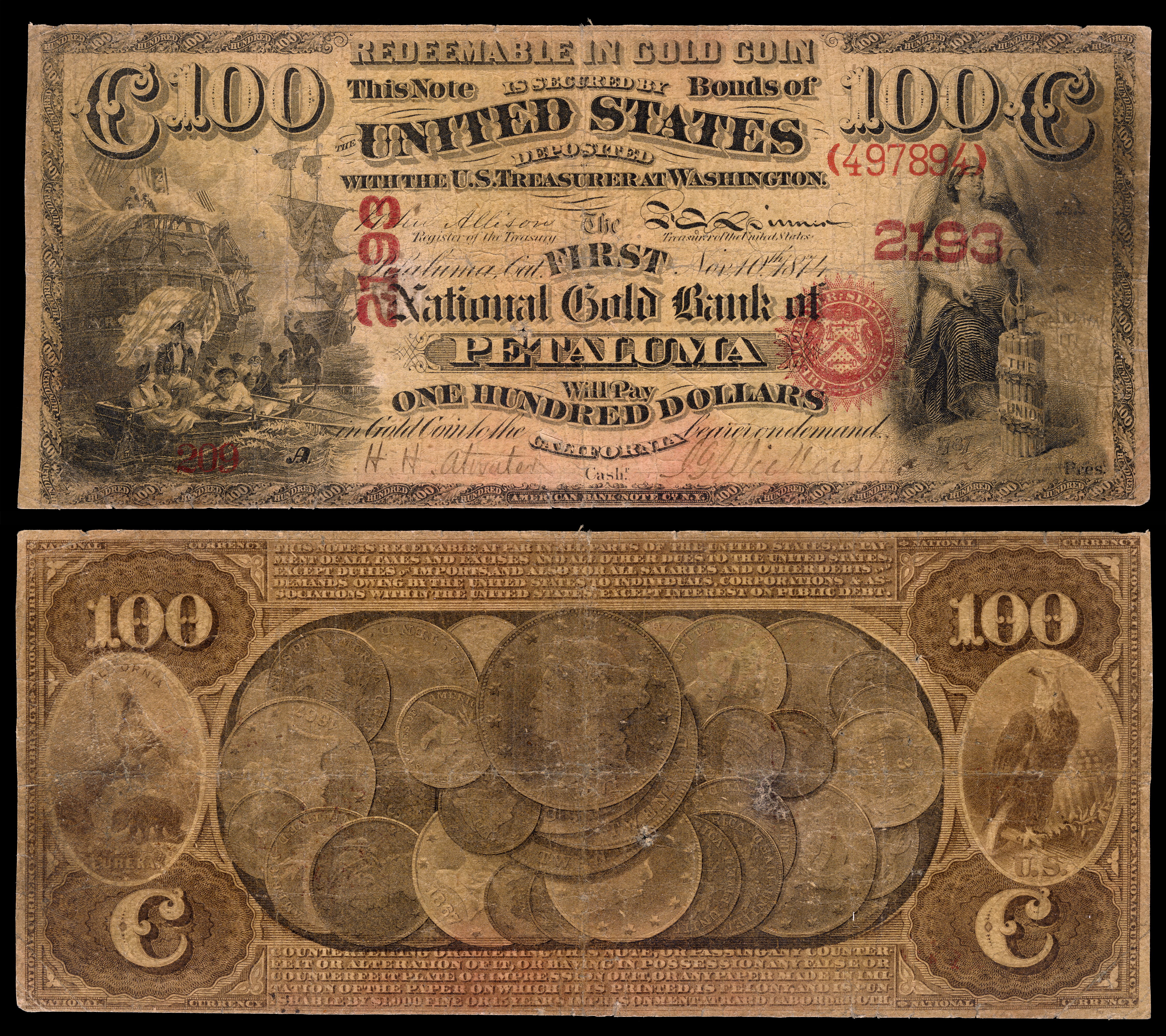
A National Gold Bank Note sorozatba tartozó, a First National Gold Bank of Petaluma (Charter 2193) által 1874-ben kibocsátott 100 dolláros bankjegy.

#### Fractional Currency
Az Amerikai Egyesült Államok 1862 és 1876 között az aktuális érmehiány enyhítésére a dollár állam- és bankjegyeknél jóval kisebb méretben, 3, 5, 10, 15, 25 és 50 cent névértékben, több sorozatban Fractional Currency típusú cent államjegyeket is kibocsátott.

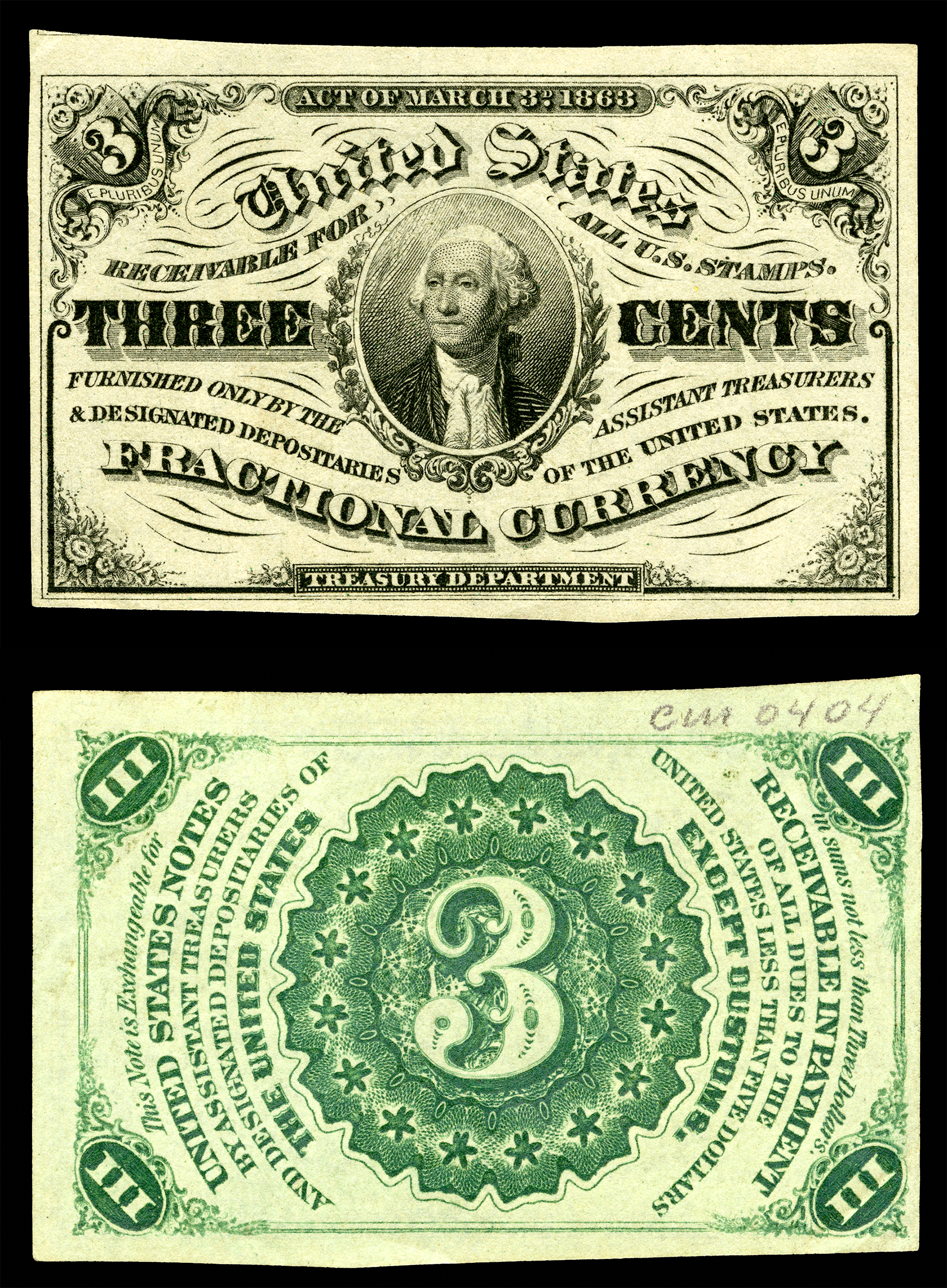
3 centes Fractional Currency államjegy a 3. sorozatból (3rd Issue).
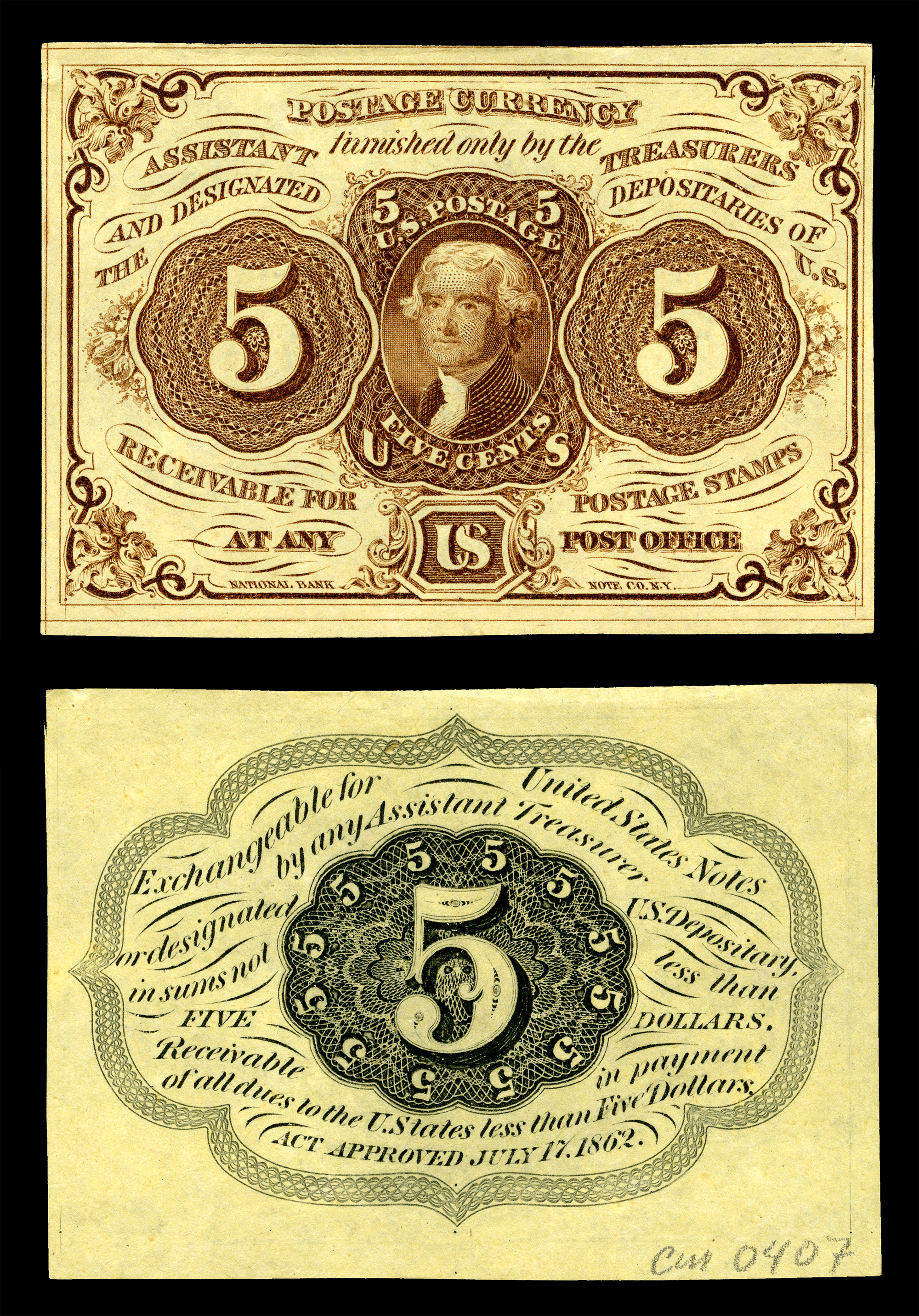
5 centes Fractional Currency államjegy az 1. sorozatból (1st Issue).
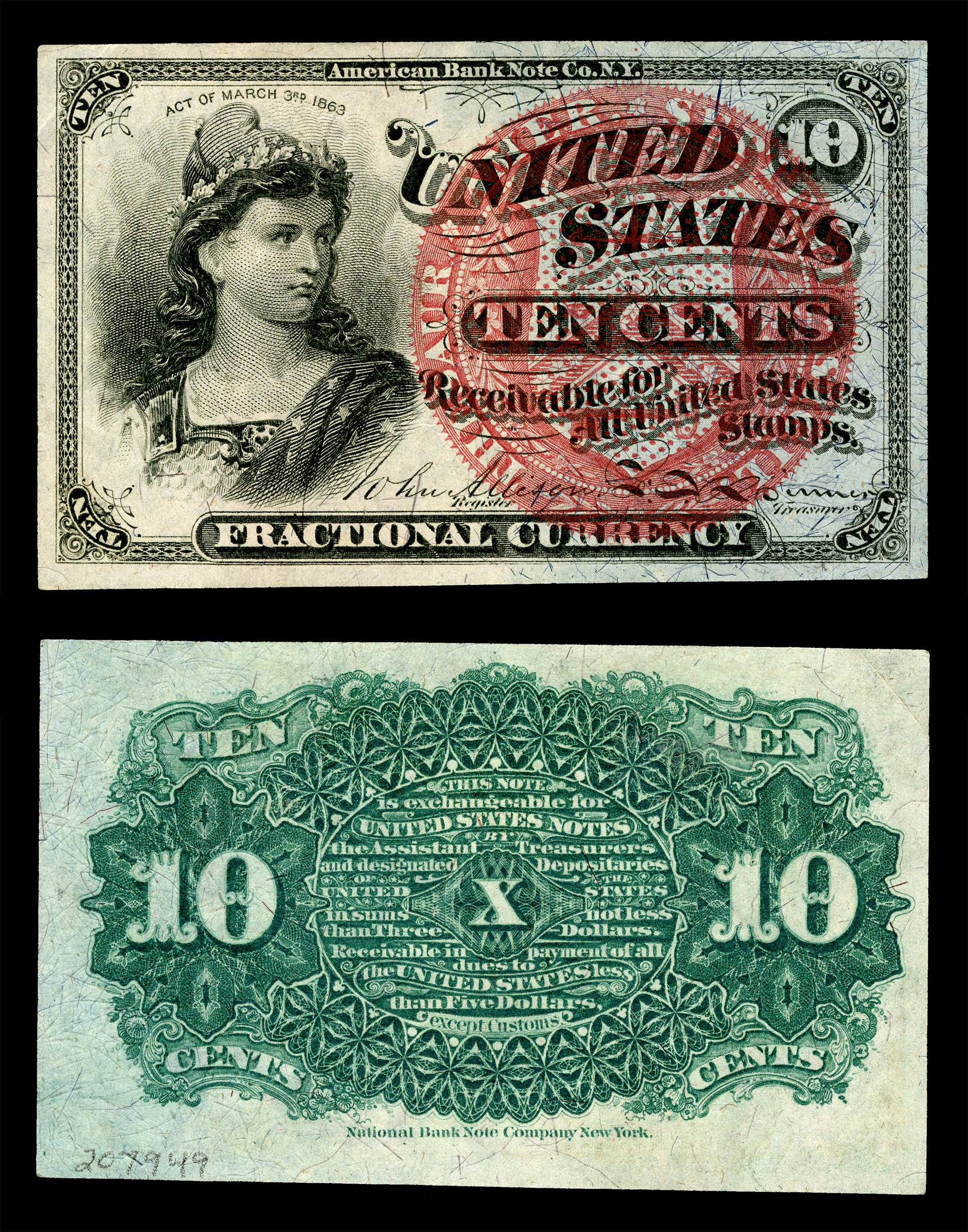
10 centes Fractional Currency államjegy a 4. sorozatból (4th Issue).
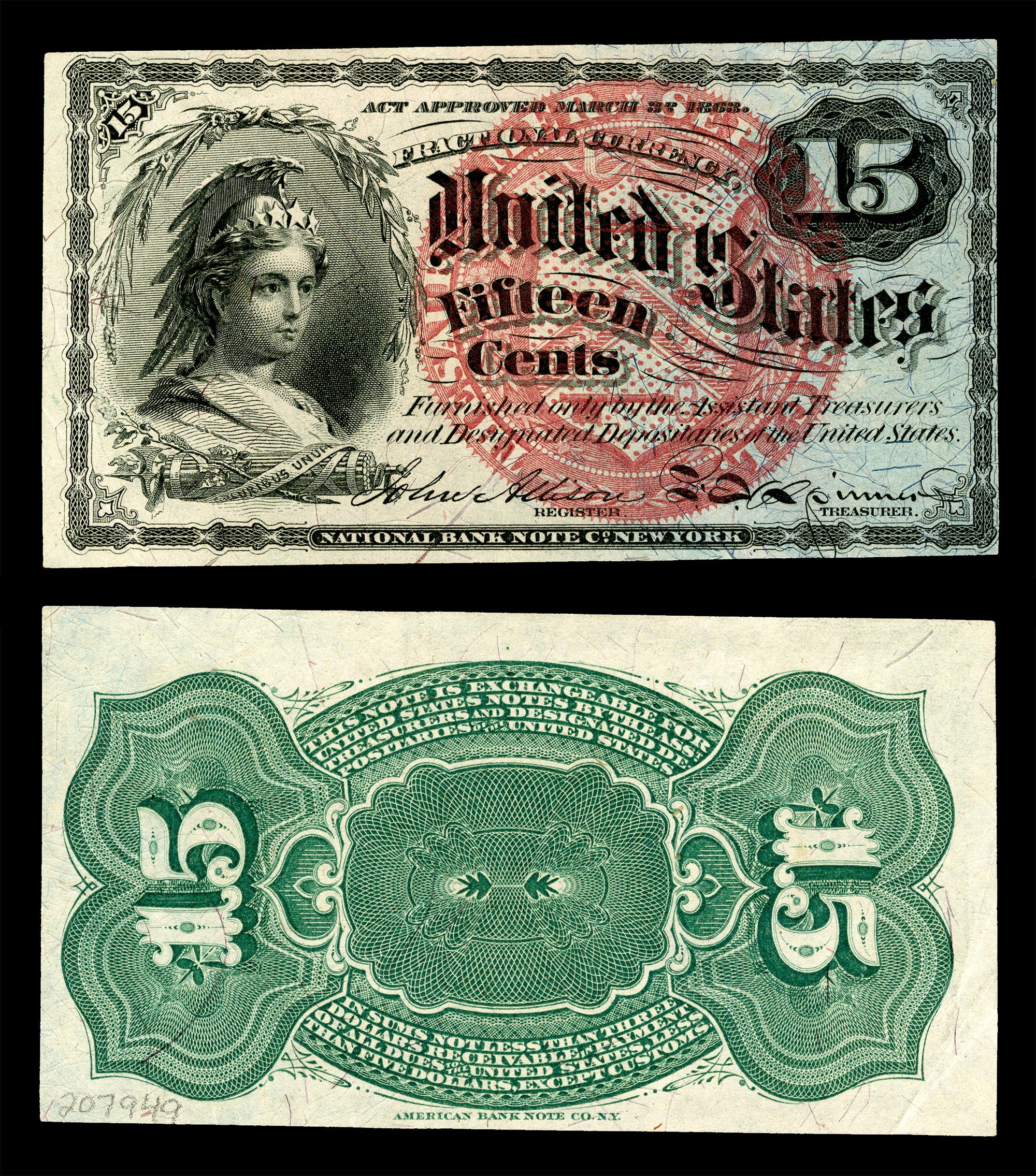
15 centes Fractional Currency államjegy a 4. sorozatból (4th Issue).
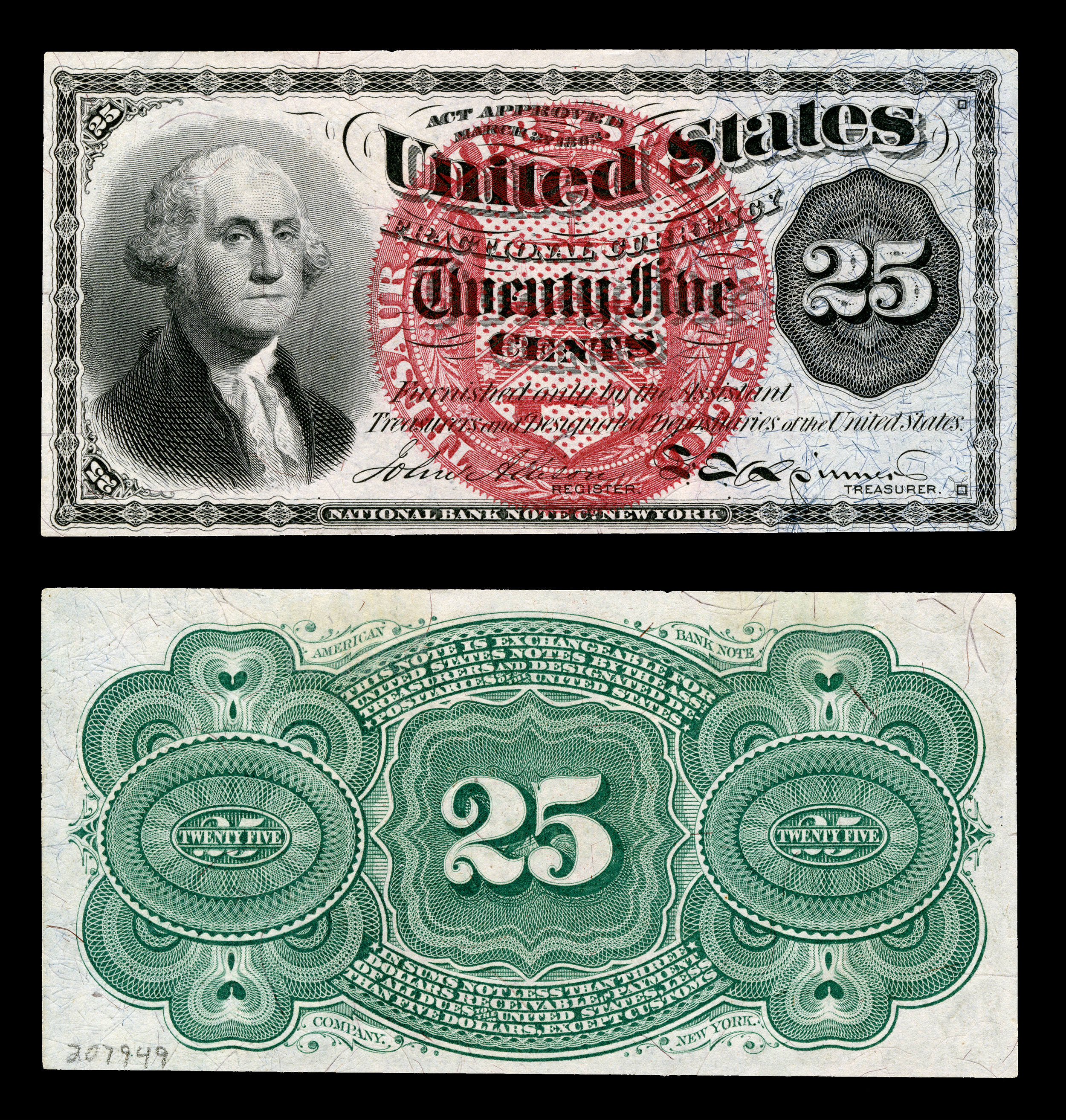
25 centes Fractional Currency államjegy a 4. sorozatból (4th Issue).
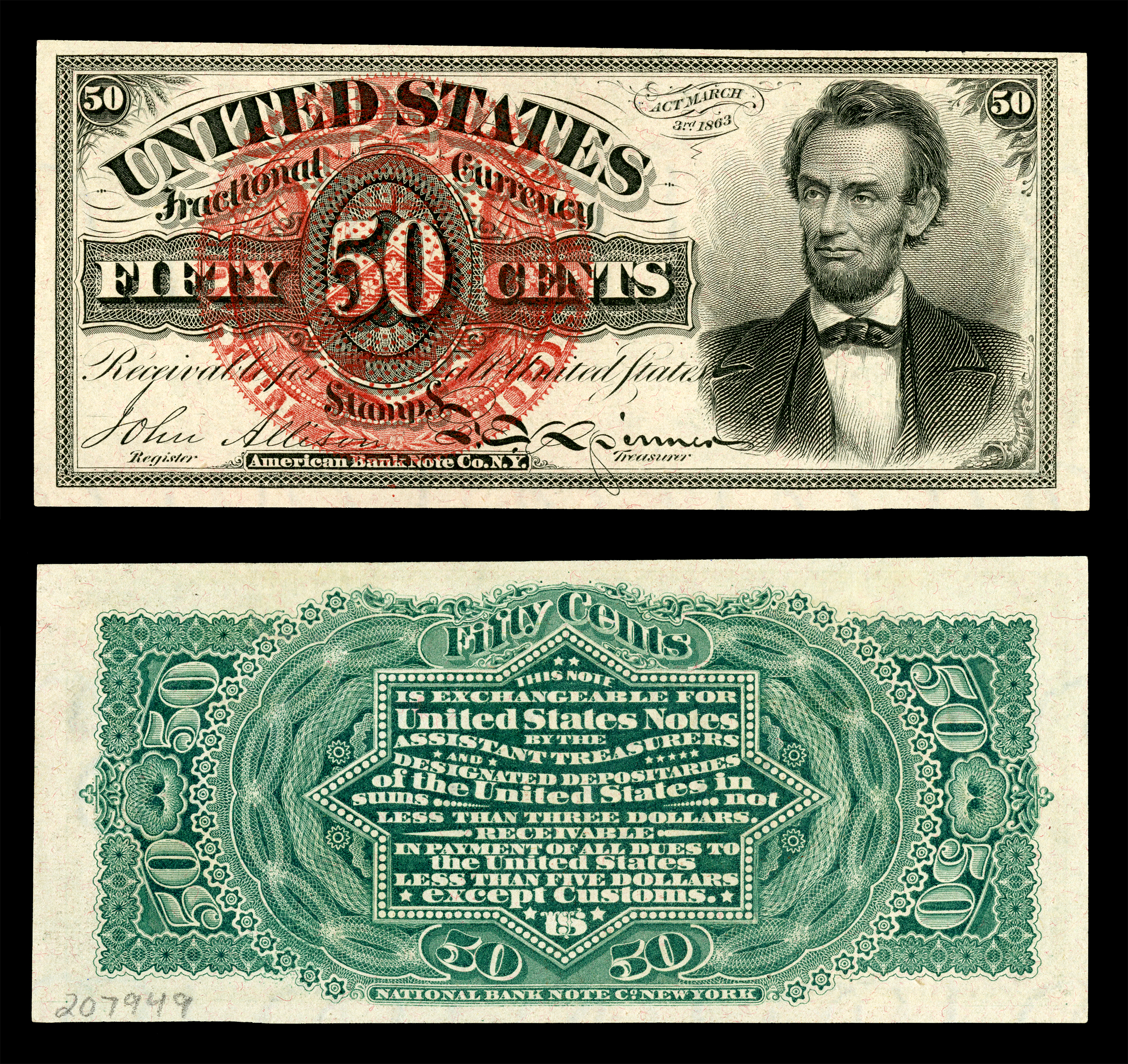
50 centes Fractional Currency államjegy a 4. sorozatból (4th Issue).